# Guerres civils argentines
Les guerres civils argentines van ser una sèrie de guerres civils ocorregudes entre 1814 i 1880 a l'Argentina i Uruguai (província argentina fins a 1830).
El conflicte va tenir lloc després de la guerra de la independència i va enfrontar al Partit Federal i al Partit Unitari. Els federals buscaven l'establiment d'una república federal mentre que els unitaris volien mantenir el sistema centralista heretat de l'administració colonial. No obstant això, en diferents períodes hi va haver enfrontaments entre sectors de cada un d'aquests partits, i durant l'anomenada Organització Nacional dels partits enfrontats van ser els centralistes de Buenos Aires, que havien abandonat el seu nom d'unitaris, i els seus antagonistes de les províncies interiors, que es presentaven ocasionalment amb noms diferents al tradicional de federals.
El 1880 es va aconseguir un acord general entorn de l'economia liberal i aperturista i l'organització federal del govern basat en la Constitució Argentina de 1853. En aquest any es va decidir la federalització de la ciutat de Buenos Aires com a capital de la República Argentina.
En diversos períodes van participar en els conflictes forces estrangeres, de països veïns i de potències europees, els quals van donar suport en general al bàndol centralista en defensa dels seus interessos comercials i estratègics.

## Guerres civils i revolucions
En la tradició històrica occidental, es denomina guerra civil a qualsevol enfrontament bèl·lic armat que es desenvolupa en un mateix país, enfrontant-se entre si persones d'un mateix lloc, defensant dues ideologies o interessos diferents. En aquestes conflagracions intervenen també de vegades forces estrangeres, ajudant o col·laborant amb els diferents bàndols de la mateixa.
Moltes vegades, en les guerres civils participen forces militars no regulars, formades o organitzades per persones de la població civil. En el cas argentí, la diferència entre forces regulars i irregulars es va diluir molt amb el pas del temps. Les forces irregulars de cavalleria van portar generalment el nom de montoneras.
Els límits entre els conceptes de «revolució» i «guerra civil» solen confondre's. En general, es diuen revolucions a enfrontaments de curta durada (hores o dies) i que es desenvolupen en un punt determinat, generalment una mateixa ciutat. Les guerres civils, per contra, es desenvolupen al llarg d'un territori més o menys extens, amb operacions bèl·liques en diferents punts, generalment a camp obert, i duren considerablement més temps.
Almenys en l'Argentina, les distàncies entre les ciutats van obligar els exèrcits al desplaçament durant setmanes d'una a una altra ciutat; va ser per això que les operacions de guerra van durar, com a mínim, diverses setmanes. Algunes de les guerres civils que van assolar l'Argentina van arribar a durar diversos anys, amb alineacions permanents dels contendents. Per exemple, la guerra entre Santa Fe i el Directori va durar prop de cinc anys, bé que amb diverses interrupcions. La campanya de Lavalle contra Rosas va durar gairebé tres anys, sense cap interrupció ni treva.
Se solen classificar com «guerres civils argentines» a tots els enfrontaments que van incloure desplaçaments de tropes fora de les ciutats, o entre les mateixes. No obstant, atès que estan relacionades amb les guerres civils, diverses revolucions ocorregudes en aquest període estan incloses en les mateixes.
Les revolucions ocorregudes en l'Argentina en els anys posteriors, començant amb la Revolució del Parc de l'any 1890, no solen ser incloses en les anomenades «guerres civils» a causa que van durar molt menys temps, van involucrar gairebé exclusivament operacions dins de ciutats i van dirimir conflictes polítics d'origen completament diferent.

## Causes de les guerres civils a l'Argentina
Habitualment s'esmenta l'ambició dels cabdills provincials com a principal causa de les guerres civils. Si bé és possible que alguns hagin tingut l'habilitat de conduir masses de soldats pel sol interès del seu cap, el suport a un líder ha de ser interpretat, en general, com la identificació amb les idees d'aquest, als seus interessos de grup, o la pertinença a un grup al que se suposa que aquest líder afavoria.
Entre les qüestions que es van dirimir per mitjà de guerres civils, les més importants van estar lligades a la preeminència de la capital, Buenos Aires, o de diferents aliances de províncies en una forma federal o confederació; l'establiment del liberalisme o del conservadorisme com a forma de govern; l'obertura comercial o el proteccionisme; i l'organització constitucional que definís totes aquestes qüestions.
En el seu ja clàssic assaig Estudi sobre les guerres civils argentines, Juan Álvarez revelaria que els canvis en l'estructura econòmica de la conca del Riu de la Plata a partir de la dissolució del Virregnat del Riu de la Plata van significar baixos econòmics entre les regions, donant una preponderància econòmica a la província de Buenos Aires, que les altres van jutjar excessiva i injusta. Aquesta situació hauria portat a la reacció dels cabdills federals contra el centralisme porteny; és a dir, contra l'expressió política d'aquesta preponderància econòmica.
Hi va haver també enfrontaments entre dues o tres províncies, en què les causes van poder ser les anteriors, però a les quals se'ls va agregar la pretensió dels governs d'una província d'interferir en els assumptes d'una altra. O, més aviat, la secessió d'alguns districtes per erigir-se en províncies autònomes.
Finalment, hi va haver diverses guerres civils internes en les províncies, en què la participació de forces foranes va ser escassa o nul·la. Si algunes vegades van dirimir qüestions ideològiques, més freqüentment es va tractar de lluites pel poder entre faccions.

## Antecedents
Abans que s'iniciessin les guerres civils pròpiament dites, hi va haver diversos enfrontaments interns a cada província. Alguns d'ells, com una revolta contra el governador de Jujuy, o l'intent de deposar el tinent de governador de San Juan van tenir lloc a finals del segle xviii, en plena època virreinal. Però, en general, aquests conflictes sempre van estar moderats per la comuna dependència del govern reial, al qual sempre es podia acudir per resoldre diferències.
L'enfrontament civil més greu que va ocórrer en els últims anys del règim colonial va ser el motí d'Álzaga, dirigida contra el virrei Santiago de Liniers l'1 de gener de 1809, amb la intenció d'instal·lar una junta de govern local. Va ser sufocada el mateix dia, al preu d'uns pocs morts i diversos ferits.
Durant els primers anys posteriors a la Revolució de Maig, els problemes interns van quedar emmascarats per la guerra contra l'enemic comú, els reialistes. Només es van destacar alguns motins i revoltes locals, que es van saldar en general sense lamentar morts.
L'excepció més notable la constitueix el Motí de les Trenes de finals de 1811, a Buenos Aires, que va ser violentament reprimit i es va saldar amb l'afusellament dels seus capitosts.
Hi va haver també una Revolució en San Juan, dirigida per Francisco Narciso de Laprida. I, finalment, la revolució d'octubre de 1812, que el Segon Triumvirat va reemplaçar al Primer Triumvirat. Però van ser casos aïllats, més qualificables com revolucions, fins i tot com motins, que com a guerres civils.

## La revolució federal al litoral

### Enfrontament d'Artigas amb el Directori

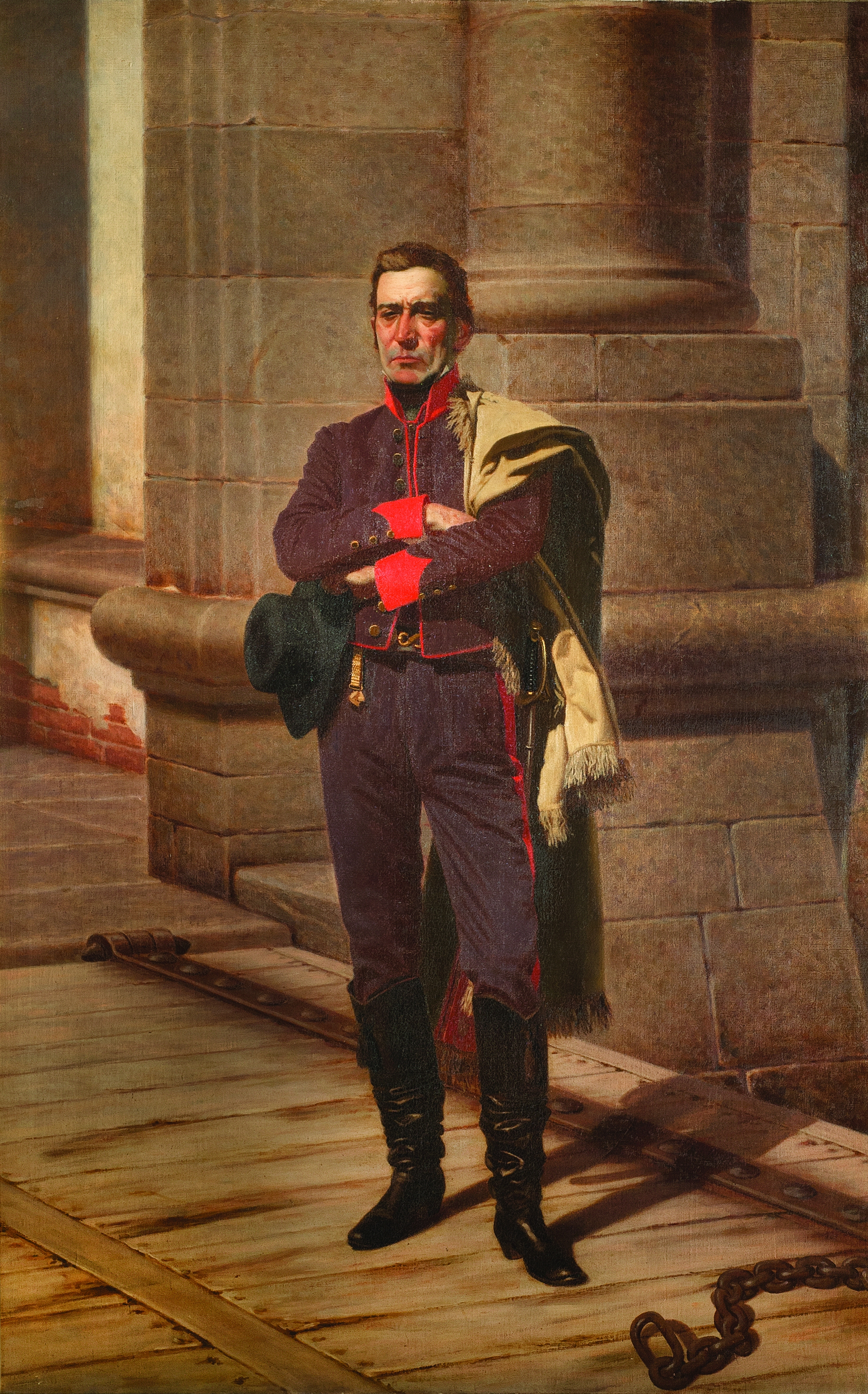
Artigas a la Ciudadela. Oli de Juan Manuel Blanes

El cabdill José Gervasio Artigas, de la Banda Oriental, va participar en el setge de Montevideo de 1811. Però quan aquest va ser aixecat, es va negar a acceptar la decisió i va portar a l'anomenat Èxode oriental als habitants de la Província Oriental, com començava a ser anomenada. Al reiniciar-se el setge, a l'any següent, hi va haver seriosos conflictes entre els caps portenys (particularment Manuel de Sarratea) i Artigas.
Aquests conflictes es van agreujar quan el Segon Triumvirat va convocar a l'Assemblea de l'any xiii, a la qual els diputats orientals van viatjar amb instruccions de reclamar la independència absoluta d'Espanya i organitzar l'estat en forma federal. L'Assemblea, dominada per la Lògia Lautaro, grup dirigit per Alvear, va rebutjar als diputats.
El 20 de gener de 1814, Artigas va abandonar el setge, seguit pels seus homes, iniciant les guerres civils argentines. Poc després es va rebel·lar l'actual província de Entre Ríos, seguint a Artigas, i després del combat de El Espinillo va obtenir l'autonomia. També la província de Misiones i la de Corrientes es van incorporar al federalisme. Una breu recuperació de Corrientes, per part de Genaro Perugorría, va acabar amb la derrota i execució del mateix.
La guerra es va traslladar a la Banda Oriental, on el general Alvear va derrotar a Fernando Otorgués, i Manuel Dorrego va vèncer al propi Artigas en la batalla de Marmarajá. Però després de la victòria federal en la batalla de Guayabos o d'Arerunguá del 10 de gener de 1815, tota la província va quedar en mans federals. El nou Director Suprem, Alvear, va lliurar Montevideo als federals i va atorgar la independència a la Banda Oriental, però l'oferta va ser rebutjada.
Al març d'aquest any va esclatar una revolució federal a Santa Fe, que va portar al govern a l'estancier Francisco Candioti. En resposta, Alvear va llançar en la seva contra una invasió, però el cap de la mateixa, José Ignacio Álvarez Thomas, es va rebel·lar contra la seva autoritat, va pactar amb els federals i va enderrocar al Director. En el seu lloc va ser triat el general José Rondeau, que estava en campanya cap a l'Alto Perú, per la qual cosa el mateix Álvarez Thomas va ser nomenat el seu delegat. L'Assemblea i la Lògia van ser dissoltes i va ser convocat el que seria el Congrés de Tucumán.
Però, faltant a les seves promeses de pau, Álvarez Thomas va envair la província de Santa Fe i la va sotmetre a la seva autoritat a mitjans de 1815.

### El federalisme en l'Interior
La incorporació de la província de Córdoba al federalisme va ser incruenta; només va caldre una amenaça d'Artigas perquè el 29 de març el governador Francisco Ortiz de Ocampo renunciés i en el seu lloc fos triat José Javier Díaz, mentre La Rioja tornava a l'obediència del govern directorial de Córdoba. Díaz es reconeixia aliat d'Artigas, però no va trencar amb el Directori i va enviar els seus diputats al Congrés de Tucumán.
El cabildo de La Rioja, jurisdicció dependent de la de Córdoba, es va negar a reconèixer l'autoritat de Díaz, i aquesta província va romandre controlada pel Directori.
La província de Salta va aconseguir la seva autonomia provincial quan el coronel Martín Miguel de Güemes, cap de les partides de gautxos que defensaven la frontera nord del país, va ser elegit governador pel cabildo local, el 6 de maig de 1815; era la primera vegada que les autoritats de Salta eren triades en la pròpia província. No només es va rebel·lar contra l'autoritat de Rondeau; també es va apoderar d'armament de l'Exèrcit del Nord i va impedir passar reforços per al mateix, convençut que els seus caps tenien ordre de deposar-ho.
Després de la seva derrota en la batalla de Sipe Sipe, Rondeau va tornar a Salta, va ocupar la ciutat i va declarar traïdor a Güemes. Aquest es va limitar a retirar-se i fer-se perseguir per Rondeau, privant-li de queviures. D'aquesta forma, Rondeau es va veure obligat a signar amb Güemes el Tractat dels Cerrillos, en què el reconeixia com a governador de Salta i li encarregava la defensa de la frontera. Això li costaria a Rondeau el càrrec de Director Suprem. La derrota de Sipe Sipe causaria, mesos més tard, el seu relleu del comandament de l'Exèrcit del Nord, reemplaçat per Manuel Belgrano. Güemes mai va acordar cap aliança amb Artigas, però la seva autoritat era autònoma. Tàcitament, se li va concedir a Güemes el que als portenys mai van voler cedir a Artigas; l'Exèrcit nacional era un aliat que prestava la seva ajuda com a auxiliar de l'exèrcit salteny.
També va haver-hi també dues revolucions federals a Santiago del Estero, dirigides pel coronel Juan Francisco Borges. S'oposava al fet que la seva província depengués de la de Tucumán. El 4 de setembre de 1815 es va autotitolar governador i va aconseguir dominar la ciutat. Però va ser vençut i capturat tot just quatre dies després. Va fugir i va tornar a la seva província, on es va tornar a revoltar el 10 de desembre de 1816, proclamant l'autonomia provincial i l'aliança amb Artigas. Però, novament derrotat, va ser afusellat el primer dia de 1817.
Si l'accés del federalisme al poder en Córdoba havia estat pacífic, la seva caiguda va demandar enfrontaments armats; Juan Pablo Bulnes, cap de les milícies de la ciutat, es va revoltar contra Díaz, i el va acusar de connivència amb el Directori. El va derrotar i el va obligar a renunciar, però en el seu lloc va assumir el governador nomenat pel Director Suprem, Ambrosio Funes, sogre de Bulnes. Una segona revolta de Bulnes, del 26 de gener de 1817, va ser també sufocada per la reacció del govern nacional. Al març d'aquest any assumia com a governador el salteny Manuel Antonio Castro, nomenat pel Director Suprem Juan Martín de Pueyrredón.
Al sud de la província, diversos cabdills federals van romandre insurrecte, entre els quals es va destacar Felipe Álvarez, de Fraile Muerto, mantenint la insurrecció federal per altres tres anys. Això va motivar l'enviament d'una divisió de l'Exèrcit del Nord, al comandament del coronel Juan Bautista Bustos.

### La Lliga dels Pobles Lliures

Les Províncies Unides del Río de la Plata (1816); en vermell, la Lliga dels Pobles Lliures

A principis de 1816, les milícies urbanes i rurals de Santa Fe es van revoltar, triant a Mariano Vera governador el 31 de març. Álvarez Thomas va llançar en la seva contra una nova invasió, però el cap de la seva avantguarda va pactar amb Vera i es va retirar, causant la renúncia del Director Substitut. Va ser reemplaçat per Juan Martín de Pueyrredón, que va exigir la submissió de Santa Fe; la seva proposta va ser rebutjada, i les províncies del Litoral no van estar representades a la Declaració de la Independència de l'Argentina.
Pueyrredón va llançar una quarta invasió sobre Santa Fe, que va aconseguir a ocupar la ciutat durant 25 dies abans de ser expulsat; però durant l'any 1817 no hi va haver noves hostilitats.
A la Banda Oriental, Artigas va poder portar endavant un govern progressista i democràtic. Va fer profundes reformes socials i va repartir entre els pobres les terres, el bestiar i els béns mobles dels emigrats.
Però, a mitjans de 1816, amb l'excusa d'algunes incursions (reals o suposades) de gautxos al sud de Brasil, el rei de Portugal va iniciar la invasió Luso-Brasilera a la Província Oriental. Pueyrredón no va fer res per defensar la província envaïda, i va arribar a pactar amb el cap invasor. A mitjans de 1817, els portuguesos van aconseguir capturar Montevideo, encara que Artigas i les seves forces van resistir encara tres anys més a l'interior de la província.
El 1818 va haver-hi noves ofensives directorials; la segona guerra entre el Directori i Artigas a Entre Ríos va constar de tres ofensives des del riu Paraná sobre aquesta província, amb suport d'alguns cabdills menors. Però el nou comandant de Concepció de l'Uruguai, subordinat d'Artigas, Francisco Ramírez, els va vèncer amb facilitat. No era el governador, però controlava la situació militar d'Entre Ríos i organitzava les seves montoneres en forma eficaç.
Per la seva banda, la província de Corrientes es va veure sacsejada per desavinences entre els mateixos federals, solucionades per l'ocupació de la capital pel cacic guaraní Andrés Guazurary, fillol d'Artigas i del mariner irlandès Pedro Campbell.
El governador de Santa Fe, Mariano Vera, va ser enderrocat pels partidaris més exaltats d'Artigas al juliol de 1818. Com aquests no van aconseguir formar un govern, el coronel Estanislao López, cap de les milícies rurals, va ocupar la ciutat el 23 de juliol i es va nomenar a si mateix governador. Més tard seria triat pel cabildo i tindria un enorme suport popular.
En resposta, Pueyrredón va enviar a la fi de 1818 un exèrcit de 5000 homes al comandament de Juan Ramón Balcarce. Balcarce va aconseguir ocupar fugaçment la capital provincial, però es va veure obligat a retrocedir. Simultàniament va avançar la columna de l'Exèrcit del Nord comandada pel coronel Bustos per a envoltar entre dos focs a López, però aquest el va atacar a Fraile Muerto, deixant-ho sense mobilitat. A continuació va obligar a Balcarce a evacuar Rosario; en venjança, Balcarce (que havia saquejat mitja província) va incendiar Rosario.
Poc després, el general Viamonte intentava una nova invasió, però López va repetir la seva estratègia: va atacar a Bustos a La Herradura i, com no va aconseguir vèncer-lo, va avançar cap a Córdoba i el va obligar a retrocedir. Després va girar cap al sud i es va presentar davant de les forces de Viamonte a Coronda, obligant-lo a retirar-se novament a Rosario, on tots dos van acordar una treva que duraria vuit mesos.

## L'Anarquia de l'Any XX

### Cepeda i el Tractat del Pilar
Al juny de 1819, el Congrés va triar com a Director Suprem al general José Rondeau, que va demanar ajuda als portuguesos per combatre els federals. També va ordenar a San Martín tornar amb el seu exèrcit des de Xile per atacar Santa Fe, però aquest va desobeir obertament. L'Exèrcit del Nord, comandat per Francisco Fernández de la Cruz i que es dirigia cap al sud, es va negar a continuar la guerra civil en el Motí d'Arequito. A continuació va tornar a Córdoba, on el governador Castro va ser reemplaçat per José Javier Díaz. Poc després va haver-hi eleccions, per les quals Juan Bautista Bustos va ser triat governador; part del primer federalisme cordobès va passar a l'oposició.
Abans d'aquests fets, l'11 de novembre de 1819, havia estat enderrocat el governador de Tucumán, reemplaçat pel general Bernabé Aráoz. Gairebé simultàniament amb el Motí d'Arequito, va esclatar a San Juan una rebel·lió de les tropes de l'Exèrcit dels Andes, que va iniciar un procés de caos polític que va portar a la dissolució de la província de Cuyo.
A finals de gener, Francisco Ramírez i Estanislao López van envair la província de Buenos Aires, derrotant a Rondeau en la Batalla de Cepeda. Això va causar la dissolució del Congrés i la renúncia de Rondeau.

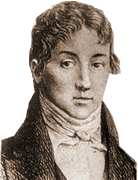
Manuel de Sarratea

En el seu lloc, va ser triat governador de la província Manuel de Sarratea, que va signar amb els líders federals el Tractat del Pilar. Cada província assumia la seva sobirania en forma absoluta, deixava d'existir un govern nacional, i es demanava reunir un congrés per sancionar una constitució i formar un govern, naturalment federal. Per una clàusula secreta s'acordava el lliurament d'armament als exèrcits federals.
El general Balcarce va enderrocar a Sarratea i va assumir com a governador, però els cabdills federals el van forçar a dimitir una setmana després. López i Ramírez van tornar a les seves províncies, i en la seva absència, es van succeir com a governadors Sarratea, Alvear i Ramos Mejía.
Ramírez i López no van signar el Tractat com a subordinats d'Artigas, sinó com a governadors autònoms; uns dies abans de la batalla de Cepeda, el 29 de gener, aquest havia estat derrotat en la batalla de Tacuarembó i havia evacuat la Banda Oriental cap a Corrientes.
Artigas no va acceptar el Tractat del Pilar, que el deixava de costat i posposava indefinidament la recuperació de la seva província. Va acusar Ramírez de traïció i es va iniciar la guerra entre Artigas i Ramírez; després d'alguns triomfs de part d'Artigas, Ramírez el va derrotar en una ràpida successió de victòries. Finalment, el fundador del federalisme argentí va ser obligat a asilar-se al Paraguai, allunyant-se per sempre de la política.
El 29 de setembre de 1820, Ramírez va fundar la República d'Entre Ríos, una província federal que desitjava unir-se a les altres en una federació d'iguals, no un estat independent.

### Noves guerres en el Litoral
Per la seva banda, Estanislao López, acompanyat d'Alvear i del general xilè José Miguel Carrera, va tornar a envair Buenos Aires al capdavant de 1200 homes. El general Soler es va fer elegir governador i ho va enfrontar, sent completament derrotat en la Cañada de la Cruz, el 28 de juny de 1820.
Soler va renunciar al govern, per al qual va ser nomenat Manuel Dorrego, que també va sortir a campanya contra López. Va tenir més sort que el seu antecessor, ja que va aconseguir derrotar les forces d'Alvear i Carrera en San Nicolás de los Arroyos, i després al mateix López en Pavón. Però, abandonat pels caps de les milícies rurals portenyes (Martín Rodríguez i Juan Manuel de Rosas), va ser completament derrotat el 2 de setembre a la sagnant batalla de Gamonal.
Poc després era elegit governador Martín Rodríguez que, amb ajuda de Rosas, va derrotar a una breu revolució dirigida pel coronel Manuel Pagola.

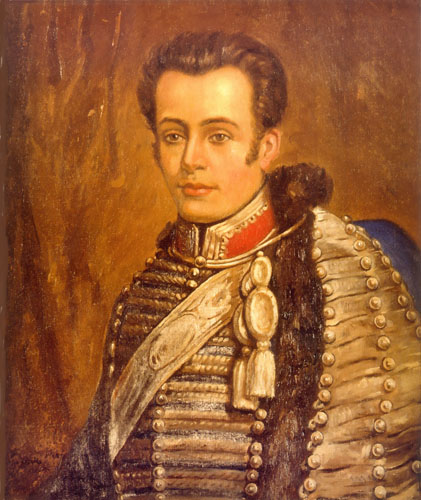
Retrat del general José Miguel Carrera, per Ezequiel Plaza

Mentrestant, Carrera es va unir als cacics ranquels en el saqueig d'alguns pobles de la província, per reunir així mitjans amb què tornar a Xile, on pretenia enderrocar a O'Higgins. El governador Rodríguez va respondre a aquests atacs llançant una campanya contra els indis del sud de la província, que res tenien a veure, i que va causar una sagnant sèrie de represàlies de part dels indígenes. De retorn de la seva campanya al sud, Rodríguez i Estanislao López van signar el 24 de novembre el Tractat de Benegas, amb la mediació de Bustos, pel qual s'acordava la reunió d'un Congrés Federal a Córdoba, i una forta indemnització de Buenos Aires a Santa Fe, encarregant la seva provisió a Rosas.
Indignat per haver estat deixat de banda pel Tractat de Benegas, Ramírez va decidir atacar Buenos Aires, envaint primerament a Santa Fe. Va travessar el riu Paraná i es va estacionar a Coronda, esperant allà que se li unís el coronel Lucio Norberto Mansilla. Però el va trair per evitar un atac a la seva província, i es va retirar a Entre Rios.
De totes maneres, Ramírez va derrotar (dues vegades en uns dies) al coronel Gregorio Aráoz de Lamadrid, al servei de Buenos Aires. López va incorporar les restes de la seva força a les de Santa Fe, amb les quals va derrotar a Ramírez el 26 de maig, obligant-lo a fugir amb menys de 300 homes cap a Córdoba.
Mentrestant, Carrera havia envaït Córdoba, derrotant el governador Bustos. Des d'allà va envair San Luis després va retrocedir cap al sud de Córdoba per unir-se a Ramírez i al cabdill local Felipe Álvarez. Van atacar en Cruz Alta a Bustos, però aquest s'havia atrinxerat eficaçment i no van poder derrotar-ho.
De manera que Ramírez va intentar tornar a Entre Ríos pel Chaco, però va ser derrotat el 10 de juliol a la batalla de Río Seco, prop de Vila de Maria i de San Francisco del Chañar, i ultimat en la fugida. El cap de Ramírez va ser portada a López, que la va fer embalsamar per exhibir-la en una gàbia.
Per la seva banda, Carrera va intentar tornar a Xile. Va derrotar el general Bruno Morón a Río Cuarto i va envair San Luis, passant a Mendoza. Però va ser derrotat pel coronel José Albino Gutiérrez en la batalla de Punta del Médano. Va ser afusellat a Mendoza el 4 de setembre de 1821, acompanyat per Felipe Álvarez i el soldat Monroy, el que havia ultimat a Morón.

### La pau en el Litoral
El 23 de setembre de 1821, el coronel Mansilla, va enderrocar al successor de Ramírez, el seu mig germà Ricardo López Jordán (pare); aquest va ser vençut un mes més tard i obligat a expatriar a Paysandú.
La República va ser donada per desapareguda; Corrientes va recuperar la seva autonomia, i es va mantenir en pau durant els governs de Juan José Fernández Blanco i Pedro Ferré.
El 22 de gener de 1823 es va signar el Tractat del Quadrilàter entre Buenos Aires, Santa Fe, Entre Ríos i Corrientes, en el qual, per pressió del ministre porteny Bernardino Rivadavia, es deixava sense efecte el congrés federal de Córdoba, que ja estava reunit.
El govern de Mansilla va ser gairebé una intervenció portenya en Entre Rios; els partidaris de López Jordán van fer un últim intent de rebel·lió en Concepción del Uruguay al maig de 1822, però van ser derrotats. Des de llavors, tot i que Entre Ríos no va obtenir estabilitat política, almenys es va mantenir en pau per diversos anys, tant al llarg del govern de Mansilla, com durant el del seu successor, Juan León Solas.
La província de Santa Fe, la més castigada per la guerra civil fins llavors, va poder gaudir d'una dècada de pau.

### Caos a Cuyo i La Rioja
La revolució iniciada en San Juan per Mariano Mendizábal, havia desembocat en un absolut caos. El Batalló de Caçadors va marxar cap a Mendoza, dirigit pel coronel Francisco Solano del Corro. Encara que va ser vençut, va causar la renúncia del governador Toribio de Luzuriaga. A San Luis, el cabildo va deposar de forma pacífica a Vicente Dupuy, reemplaçant-lo per José Santos Ortiz, que va governar gairebé tota aquesta dècada.
A La Rioja, en saber-se de la dissolució del Directori, l'1 de març de 1820, va assumir el govern el general Francisco Ortiz de Ocampo, que va expulsar els membres de la família Dávila. Setmanes més tard, la província era envaïda per Del Corro, que el va derrotar prop de Patquía i va ocupar La Rioja. Però va ser expulsat al poc temps pel comandant del Departament de la Sierra de los Llanos, Facundo Quiroga, al capdavant d'una divisió de 80 homes; va ser la primera victòria del famós cabdill. Encara De Corro va aconseguir reunir un petit grup amb el qual va pretendre creuar la província de Tucumán, però va ser vençut per les forces del governador Aráoz.
El coronel Nicolás Dávila va assumir el govern de La Rioja i va governar en pau per dos anys. Cap al final del seu govern es va enfrontar amb la legislatura, que va cridar en la seva ajuda a Quiroga. Aquest va derrotar a Dávila a la batalla de El Puesto i va ser elegit governador. Va renunciar tres mesos després, i des de llavors va governar la província de fet, des del càrrec de comandant d'armes.
A Córdoba, una revolució contra Bustos dirigida pel futur general José María Paz va ser vençuda gairebé sense lluita. El mateix Paz no es va esforçar realment pel triomf.

### La República de Tucumán i la seva dissolució
Poc després de la revolució que l'havia portat al poder, Bernabé Aráoz havia proclamat la República de Tucumán i li havia donat una constitució.
Però la República no va ser acceptada a Santiago del Estereo. El seu cabildo va triar com a governador al cap de la frontera del Chaco, el coronel Juan Felipe Ibarra, el 31 de març, i va declarar formalment l'autonomia de la província. Aráoz va protestar i va llançar amenaces, a principis d'abril de l'any següent, amb vuit mesos d'endarreriment, va enviar contra Santiago del Estereo una expedició, que va ser fàcilment derrotada per Ibarra.
El cabdill santiagueny havia ajudat a arribar fins a Salta a una mica menys de la meitat de l'Exèrcit del Nord, al comandament del coronel Alejandro Heredia. Amb això es va guanyar el suport de Güemes, que intentava llançar una nova campanya a l'Alto Perú amb els seus gautxos i els homes que havia portat Heredia. Però el governador tucumà es va negar a lliurar-li les armes de l'Exèrcit del Nord preses al novembre de 1819. En resposta, Güemes va atacar a Aráoz; forces saltenyes van ocupar Catamarca, mentre Heredia i Ibarra van marxar sobre Tucumán. En la batalla de Rincón de Marlopa, del 3 d'abril de 1821, els tucumans al comandament del coronel Abraham González van derrotar completament als saltenys i als santiaguenys.
En aquell moment, Güemes va saber que havia sigut deposat per una revolució de les classes altes a Salta. Va tornar a la seva ciutat i va reprendre el govern sense problemes.
Aráoz va aconseguir recuperar també Catamarca; però el 5 de juny, per mitjà del Tractat de Vinará, reconeixia l'autonomia de Santiago del Estereo.
El 25 d'agost de 1821, també Catamarca va declarar la seva autonomia. Després d'un turbulent i breu govern de Nicolás Avellaneda y Tula, va assumir el govern el líder federal Eusebio Gregorio Ruzo. Alguns dels caps addictes a Avellaneda, com Manuel Antonio Gutiérrez, van haver de passar un temps a l'exili sota la protecció d'Aráoz.

### La mort de Güemes i l'anarquía en Tucumán
Uns dies després del Tractat de Vinará, l'última invasió dels reialistes aconseguia ocupar Salta i causar la mort de Güemes, però van ser expulsats unes setmanes més tard. Va assumir el comandament el partit que havia estat opositor de Güemes, que va nomenar governador a José Antonio Fernández Cornejo.
El 22 de setembre, els membres del partit que sempre havia estat lleial a Güemes van enderrocar a Cornejo per mitjà d'una sagnant revolució, i en el seu lloc van col·locar el general José Ignacio Gorriti. Aquest va fer un govern d'unió: va nomenar al federal Pablo Latorre comandant d'armes i a Fernández Cornejo com a tinent de governador de Jujuy. De totes maneres va haver de vèncer una revolució en contra al desembre.
En Tucumán, Aráoz va ser enderrocat el 28 d'agost de 1821 per seus propis oficials dirigits pel general Abraham González, que va assumir el govern amb suport del cabildo. Va aconseguir mantenir-se al poder uns mesos, fins a ser enderrocat el 8 de gener de 1822. En el seu lloc va ser triat Javier López, líder de les milícies urbanes; per la seva banda, Aráoz era sostingut per les milícies rurals i els hisendats. La província va ser sacsejada per un seguit de revolucions, batalles i saqueigs que van portar alternativament al govern a Bernabé Aráoz, el seu cosí Diego Aráoz, Javier López i Nicolás Laguna. Amb el pas del temps es van formar dos partits: el de López i el d'Aráoz, cadascun decidit a vèncer completament a l'altre.
Després d'un llarg govern, gairebé un any, de Bernabé Aráoz, Javier López va aconseguir expulsar-lo el 5 d'agost de 1823 cap a Salta, on no tenia aliats. Allí va seguir conspirant, però va ser arrestat i enviat per ordre del governador Arenales a Tucumán, on va ser afusellat el 24 de març de 1824. La pau duraria en Tucumán gairebé dos anys.

## Guerra entre Quiroga i Lamadrid

### El Congrés de Buenos Aires i els primers problemes a l'interior
En 1824 es va reunir a Buenos Aires el Congrés, fermament controlat pels portenys. La seva missió era sancionar una constitució, però la campanya dels Trenta-tres Orientals a la Banda Oriental, que va donar inici a la Guerra del Brasil, va obligar a crear un exèrcit nacional. Per finançar-lo i dirigir-lo, el mateix Congrés va crear el càrrec de President de la República Argentina, per al qual va ser triat el líder del partit unitari, Bernardino Rivadavia. No només es va dedicar organitzar la guerra de Brasil, sinó que també va prendre decisions sobre assumptes que, fins aleshores, havien estat privatius de cada província.
A poc d'iniciat el seu govern, Rivadavia va dissoldre el govern de la província de Buenos Aires, perdent amb això el suport dels estanciers portenys. A més va aprofundir les mesures que havia pres durant el govern de Martín Rodríguez, incloent una moderada tolerància religiosa i el ferm control sobre l'església catòlica local. En els cercles conservadors de l'interior del país, aquestes mesures van ser interpretades com a «heretgies». Algun temps després, el mateix Congrés va sancionar una constitució unitària, que va merèixer el repudi de la majoria de les províncies, que preferien el federalisme.
Els primers problemes a l'interior van començar a la província de Sant Juan, on el governador Salvador María del Carril va intentar imitar les reformes de Rivadavia. Va ser enderrocat per una revolució dirigida per clergues al juliol de 1825 i obligat a fugir a Mendoza. Allà va aconseguir el suport del governador unitari Joan de Dios Correas, que havia arribat al poder poc abans, per mitjà d'una revolució dirigida pel seu parent polític Juan Lavalle. Aquest va enviar una expedició que, al comandament del coronel José Félix Aldao (que seria en el futur un dels més destacats cabdills federals), va derrotar els rebels al setembre de 1825, retornant el govern als unitaris.
A Catamarca, cap al final del govern de Ruzo, va haver-hi un seriós enfrontament entre dos comandants que aspiraven al govern: Manuel Antonio Gutiérrez i Marcos Antonio Figueroa. La legislatura va decidir conservar la pau abans de res i, amb la garantia del comandant de La Rioja Facundo Quiroga, va aconseguir un acord entre els contendents, pel qual Gutiérrez va ser triat governador al juliol de 1825. El seu govern era dirigit per l'hisendat Miguel Díaz de la Peña (unitari i partidari de Rivadavia), que el va convèncer d'eliminar de la legislatura als opositors federals.

### El començament d'una guerra civil

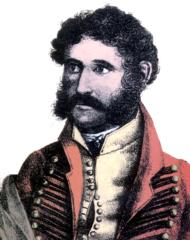
Facundo Quiroga

A principis de 1826 va aparèixer a Catamarca el coronel Gregorio Aráoz de Lamadrid, enviat per Rivadavia per a reunir el contingent militar que havia de participar en la Guerra de Brasil. Gutiérrez el va convèncer de tornar a Tucumán, on va enderrocar a Javier López, que havia fet afusellar al seu oncle Bernabé Aráoz. López era al sud de la província, i al seu retorn va ser derrotat per Lamadrid en el "Rincón de Marlopa", als afores de la capital. En Catamarca, Figueroa i Facundo Quiroga van enderrocar a Gutiérrez. Aquest va cridar en la seva ajuda a Lamadrid, que va tornar a Catamarca i va derrotar a Figueroa a l'agost de 1826.
Facundo Quiroga tenia diverses raons simultànies per llançar-se a la guerra: en primer lloc, era el principal accionista d'una empresa que explotava les mines de Cerro de Famatina, però el president Rivadavia era el gestor d'una empresa rival, a la qual va adjudicar, en el seu caràcter de president de la República, els drets exclusius sobre els mateixos jaciments. També estava molt alarmat pels avenços anticlericals del govern de Rivadavia, i contra les pretensió del Congrés d'imposar per la força la constitució unitària de 1826.
Per la seva banda, Rivadavia va finançar a l'exèrcit de Lamadrid, a qui va encarregar eliminar la resistència dels caps federals del nord, Facundo Quiroga, Juan Bautista Bustos i Felipe Ibarra. La traïció de Gutiérrez li va donar la raó final per llançar-se a l'atac. A l'octubre de 1826 va envair Catamarca i va reposar a Figueroa al govern. Com Lamadrid va sortir en defensa seva, el va derrotar en la batalla de El Tala, del 27 d'octubre, al límit nord de Catamarca. Aquest va ser donat per mort, i Quiroga va ocupar la capital de la província, abandonant als pocs dies.
Poc temps després, Facundo va tornar cap a la seva província, avançant-se a l'ordre de Rivadavia d'atacar-des del sud. El coronel Aldao va desarmar als unitaris mendocins, ajudant al general Juan Rege Corvalán a assumir el govern d'aquesta província. Simultàniament, Quiroga va envair San Juan, on la legislatura va decidir no combatre'l i va nomenar governador a un parent seu.

### Segona campanya de Quiroga
Mentrestant, a Tucumán, Lamadrid havia salvat la seva vida i recuperat el govern. Per venjar-se dels federals, va enviar al coronel Francisco Bedoya a envair Santiago del Estereo. Però el governador Ibarra li va deixar ocupar la capital i després el va assetjar, deixant-lo sense queviures i obligant-lo a retirar-se una setmana més tard. Per la seva banda, a Catamarca, Gutiérrez va tornar a ocupar el govern. Poc temps després, el governador salteny Arenales va ser enderrocat pel coronel José Francisco Gorriti, que uns dies més tard va derrotar a Chicoana a Bedoya, que va resultar mort. El 8 de febrer de 1827, Arenales va fugir cap a Bolívia i Gorriti va tornar a assumir el govern provincial.
Lamadrid va envair Santiago del Estereo, derrotant a Ibarra; però igualment va haver d'abandonar la província, i Ibarra va tornar al govern acompanyat per Facundo Quiroga. Des d'allà, els federals van ocupar Catamarca i van marxar sobre Tucumán. Quiroga va derrotar per segona vegada a Lamadrid en la batalla de Rincón de Valladares, prop de la capital de la província, el 6 de juliol de 1827. Lamadrid va fugir a Bolívia, mentre el de La Rioja ocupava la ciutat i la sotmetia al pagament de fortes reparacions de guerra. En deixar la província, va assumir el govern el federal Nicolás Laguna.
A finals de 1827, totes les províncies, excepte Salta, estaven en mans de membres del partit federal.
A Buenos Aires, després de la renúncia de Rivadavia i la dissolució del Congrés, governava la província el federal Manuel Dorrego, que va donar per nul·la la constitució unitària i va obtenir de la majoria de les províncies la delegació en la seva persona de les relacions exteriors del conjunt d'elles.

## Guerra entre unitaris i federals: 1828-1831

### La revolució de Lavalle el seu fracàs
Malgrat l'èxit de la campanya terrestre durant la Guerra de Brasil, el bloqueig marítim va portar a un desafortunat tractat de pau signat per l'enviat de Rivadavia, que li va costar a aquest el lloc i al Congrés la seva desaparició. Buenos Aires va reconquistar la seva autonomia provincial i va ser triat governador Manuel Dorrego, que es va entendre amb els dirigents federals de l'interior, els quals li van delegar la responsabilitat per l'exèrcit en campanya i les relacions exteriors. En reemplaçament del Congrés, es va reunir a Santa Fe una «Convenció Nacional» per establir les bases constitucionals del país.
Però Dorrego, a causa de la falta de fons i la pressió anglesa, es va veure obligat a signar un tractat de pau que incloïa la independència de la Província Oriental com República Oriental de l'Uruguai. Els oficials de l'exèrcit, sentint-se ultratjats, van decidir deposar Dorrego. El general Juan Lavalle va portar de retorn la meitat de l'exèrcit a Buenos Aires, i l'1 de desembre de 1828 va enderrocar a Dorrego, fent-se triar governador per una reunió dels seus partidaris.
No obstant això Dorrego va aconseguir fugir al sud de la província, on comptava amb el suport de les milícies rurals del coronel Juan Manuel de Rosas. Fins allà els va anar a buscar Lavalle, que el va derrotar en la batalla de Navarro i pocs dies després, instigat pels seus aliats unitaris, va ordenar el seu afusellament. Rosas es va traslladar a la província de Santa Fe, el governador, Estanislao López, es va posar al capdavant d'una campanya per deposar Lavalle.
A l'interior de la província de Buenos Aires es van formar montoneres federals, que van ser perseguides pels coronels Isidoro Suárez, Federico Rauch (que va ser derrotat i executat), i Ramón Bernabé Estomba (que va embogir). Poc després, Lavalle va donar suport a la invasió del general José María Paz a Córdoba.
Lavalle va envair Santa Fe, però López el va desgastar sense combatre'l i el va obligar a retrocedir cap al sud, derrotant, juntament amb Rosas, a la batalla de Puente de Márquez.
Rosas va assetjar a Lavalle dins de la ciutat de Buenos Aires, obligant-lo a negociar amb ell. El resultat va ser la Convenció de Cañuelas, per la qual es convocava eleccions, en les quals havia de presentar-se només una llista «d'unió». Però alguns unitaris van fer fracassar les eleccions i es va restablir el setge. Lavalle va signar amb Rosas el Pacte de Barracas, pel qual va ser elegit governador el general Juan José Viamonte. Aquest va convocar a la legislatura dissolta per Lavalle, que el 8 de desembre va triar governador a Juan Manuel de Rosas. Li va concedir a aquest, a més, «totes les facultats ordinàries i extraordinàries que cregués necessàries, fins a la reunió d'una nova legislatura».
Començava l'anomenada «època de Rosas».

### Invasió de Paz a Córdoba

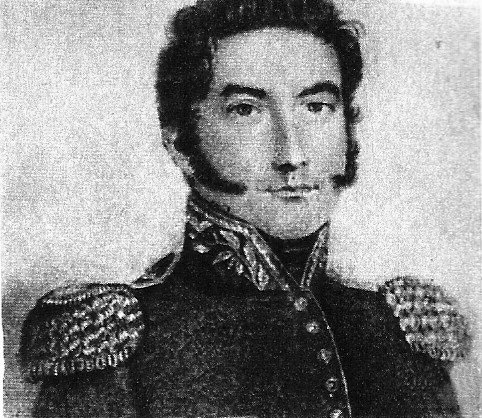
El general Paz, 1829. litografia de César Hipólito Bacle

Després de l'afusellament de Dorrego, el general José María Paz va envair la província de Córdoba al capdavant d'uns 1000 homes. Allà governava encara el general Bustos, el seu company en el motí d'Arequito i el seu enemic de l'any 1821. Aquest va abandonar la capital davant el seu avanç i es va fortificar a San Roque, a les portes de les Serralades de Córdoba. Va demanar ajuda a Facundo Quiroga i, per guanyar temps, va nomenar a Paz governador interí i va iniciar tractes amb ell.
Paz se li va avançar i el va derrotar el 22 d'abril de 1829 a la batalla de Sant Roque. Va tornar a la capital i es va fer elegir governador titular per una aliança d'antics unitaris i vells autonomistes de l'època de José Javier Díaz. Però els comandants del nord i l'oest de la província es van negar a reconèixer-lo com a governador.
Es va comunicar amb els governadors Javier López, de Tucumán, i José Ignacio Gorriti, de Salta. El primer es va traslladar fins a Córdoba amb una divisió, mentre el segon va envair Catamarca i La Rioja. En absència de Quiroga, ocuparia la capital d'aquesta última província.
Bustos es va refugiar a la província de La Rioja i va tornar un mes més tard com a segon en l'exèrcit de Quiroga. Aquest es va traslladar cap a la Vall de Traslasierra i d'allí cap al sud, per incorporar les forces puntanes i mendocines que comandava el general Aldao. Això va enganyar a Paz, que va abandonar la capital marxant cap al sud. Quiroga va aparèixer enfront de la ciutat i la va ocupar; però, per no ensagnar la seva població, va sortir d'allà per enfrontar a Paz a la batalla de la Tablada, el 22 de juny. La batalla va acabar amb una completa victòria de Paz. Però, per la seva sorpresa, Quiroga va reunir als seus homes i el va tornar a atacar la matinada següent; de totes maneres, va ser novament derrotat. Paz va recuperar la capital provincial, on el coronel Román Deheza va ordenar afusellar desenes de presoners.
Quiroga va retrocedir cap a La Rioja, on va reprimir durament als que havien donat suport a la invasió de Gorriti.
Paz va enviar partides militars al comandament de Pedernera, Lamadrid i Pringles a «pacificar» l'oest i el nord de la província, on els seus oficials van cometre tota classe d'excessos i atropellaments. Una revolució dirigida a Mendoza per Juan Agustín Moyano va nomenar governador al general Rudecindo Alvarado, excol·laborador de Sant Martín. Però va ser derrotat en la batalla de Pilar per Aldao, que tornava de Córdoba i va afusellar als vençuts en represàlia per l'assassinat del seu germà. Només Alvarado va salvar la seva vida.
Facundo Quiroga va reunir novament i va avançar cap a Córdoba dividint el seu exèrcit en dues columnes; la més avançada va envair la província des del sud, però l'altra es va retardar defensant Catamarca. Per això va ser derrotat el 25 de febrer de 1830 a la batalla d'Oncativo, també anomenada de Laguna Larga. Quiroga va fugir a Buenos Aires i Aldao va ser capturat.

### La Lliga de l'Interior i el Pacte Federal
Després de la victòria, Paz va enviar divisions del seu exèrcit a les províncies que havien recolzat a Quiroga; a Mendoza va enviar al coronel José Videla Castillo, que es va fer nomenar governador. A Catamarca, San Juan i San Luis, diversos caps federals secundaris, van ser sorpresos pel ràpid avanç unitari. El governador de La Rioja, el general Villafañe, va haver de fugir a Xile. Paz va enviar a aquesta província al general Lamadrid, que es va dedicar a saquejar violentament la província. També Santiago del Estereo va ser dominada pel general Deheza, però aquest mai va aconseguir afirmar-se al govern.
Un cop canviats els governs enemics per altres addictes, Paz va convocar als seus representants, amb els quals va signar un tractat general, l'anomenada Lliga de l'Interior. Aquesta proclamava la fracassada Constitució Argentina de 1826, de tall netament unitari, i nomenava a Paz «Cap Suprem Militar»; les províncies quedaven completament sotmeses a la seva autoritat.
El general Lavalle havia emigrat a l'Uruguai, des d'on va tornar per enderrocar al governador santafesí amb l'ajuda de López Jordán. Si bé aquest va aconseguir capturar la capital de la província, ho va fer en nom dels federals, de manera que Lavalle el va abandonar; López Jordán va durar tot just un mes al govern. Al març de 1831 ho van tornar a intentar, però van fracassar encara més estrepitosament.
Les quatre províncies federals (Buenos Aires, Santa Fe, Entre Ríos i Corrientes) van signar el Pacte Federal, pel qual es va declarar la guerra a la Lliga de l'Interior.

### Victòria federal

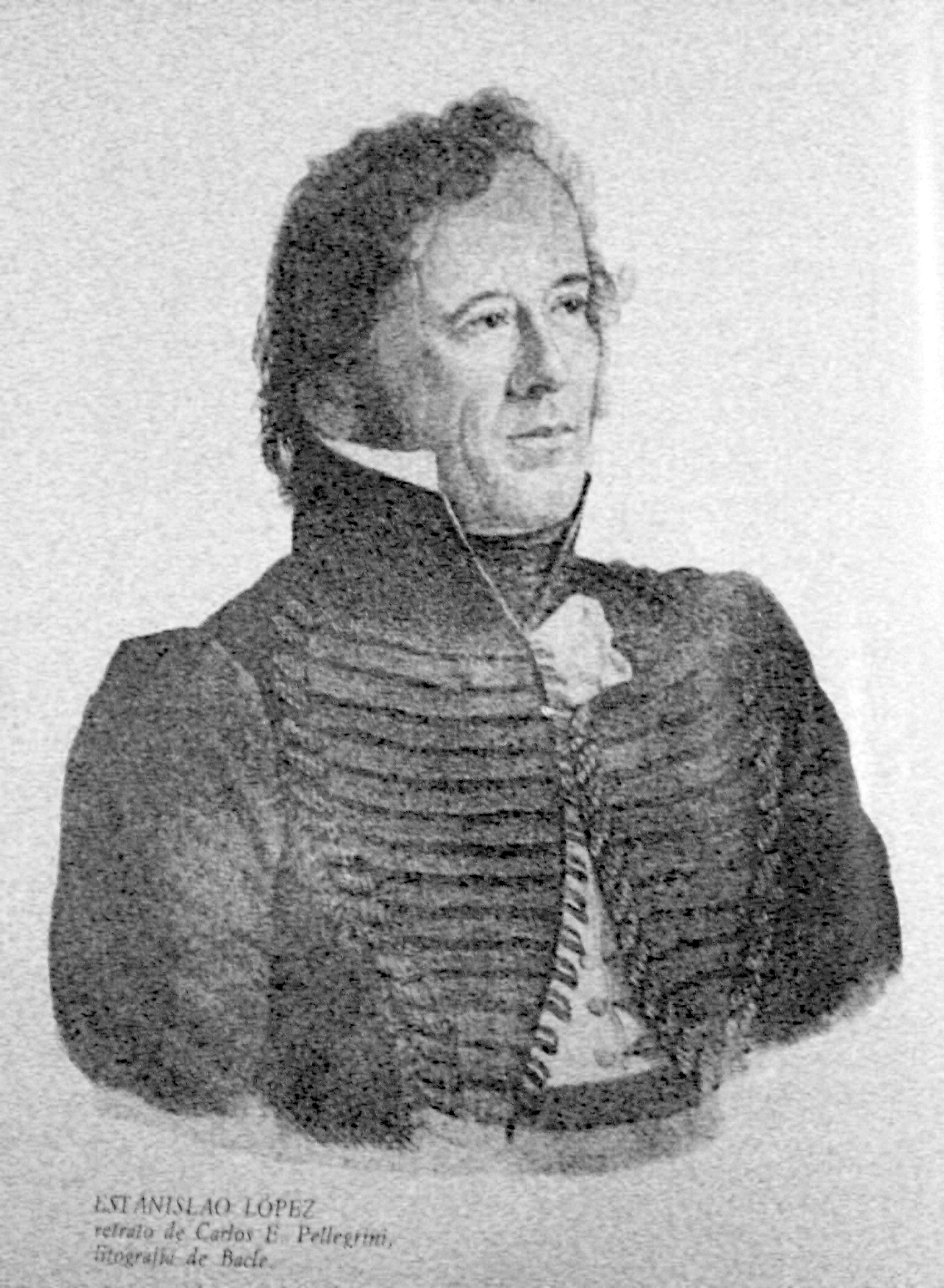
El brigadier Estanislao López

La direcció de la guerra va quedar en mans d'Estanislao López, que va avançar amb les seves tropes cap a la frontera de Córdoba, donant suport a les rebel·lions dels germans Reynafé al nord d'aquesta província. Rosas va enviar en la seva ajuda a l'exèrcit porteny, al comandament del general Juan Ramón Balcarce.
El general Quiroga va tornar a la lluita al capdavant de les tropes que li va donar Rosas: 450 delinqüents de les presons. Amb ells va avançar cap al sud de Córdoba.
A principis de 1831, el coronel Ángel Pacheco va derrotar en la batalla de Fraile Muerto al coronel Pedernera. La majoria dels derrotats eren federals incorporats a la força, que van ser incorporats a l'exèrcit de Quiroga.
Amb aquest reforç, Quiroga va ocupar la vila de Rio Cuarto després de diversos dies de setge, va avançar sobre San Luis i va derrotar en dues batalles al coronel Pringles. Al cap de pocs dies va entrar a Mendoza, on el 22 de març de 1831 va derrotar el governador Videla Castillo en la batalla de Rodeo de Chacón. Va haver de dirigir la batalla des del pescant d'una diligència, ja que el reuma no li permetia muntar.
Quiroga es va assegurar l'elecció de federals en els governs de les províncies de Cuyo, i va donar suport a la rebel·lió de Tomás Brizuela a La Rioja. De retorn a Mendoza, va venjar l'assassinat del general Villafañe, manant afusellar vint presoners.
Mentrestant, el general Paz confiava en restablir la situació en una gran batalla. Mentre s'avançava per obligar López a presentar combat, va ser capturat per un tir de boleadores i portat presoner a Santa Fe.
Lamadrid va assumir el comandament de l'exèrcit i va ordenar la retirada a la seva província, Tucumán, on va nomenar «Suprem Cap Militar» al general Alvarado, governador de Salta. Però aquest tenia els seus propis federals per enfrontar i no li va enviar ajuda. Després d'una complicada campanya en Catamarca, Quiroga va derrotar per tercera vegada a Lamadrid en la batalla de la Ciudadela, del 4 de novembre de 1831. Lamadrid i la major part dels seus oficials van fugir a refugiar-se a Bolívia.
El govern cordobès va passar a les mans del comandant milicià José Vicente Reinafé, partidari d'Estanislao López. López també va aconseguir col·locar com a governador d'Entre Ríos a Pascual Echagüe, el seu ministre fins llavors, que va portar la pau a una província molt inestable.
A Tucumán va ser triat governador el federal Alejandro Heredia, i Alvarado va prometre lliurar-li el poder al cabdill salteny Pablo Latorre; de totes maneres, aquest va haver de derrotar els seus enemics en una batalla a Cerrillos, al febrer de 1832, per ocupar el govern.
Tot el país estava, per primera vegada, en mans de governants federals.

## Conflictes entre federals en la dècada de 1830

### Fracàs del projecte de constitució federal
La victòria total del Partit Federal significava la primera oportunitat històrica per aquest d'organitzar l'Argentina a la seva manera. Si les províncies aconseguien posar-se d'acord, simplement havien de sancionar una constitució enterament federal i organitzar el seu govern.
Les influències polítiques predominants eren les de Facundo Quiroga, amb decisiva influència en les províncies de Cuyo, i al nord-oest, Estanislao López, en les de Santa Fe, Entre Ríos i Córdoba, i amb gran influència en Corrientes i Santiago del Estero, i Rosas a Buenos Aires.
A Santa Fe es va reunir la «Comissió Representativa» de diputats de totes les províncies, i totes elles van subscriure el Pacte Federal. Però Rosas, convençut que les províncies havien d'organitzar-se internament abans de sancionar una organització nacional, i desitjós de conservar la preeminència econòmica de Buenos Aires a través del control del seu Duana, va tractar de convèncer els altres governadors i diputats de la seva posició. Va aprofitar les rivalitats entre Quiroga i López per indisposar als governs provincials uns amb els altres: una imprudent carta del diputat de Corrientes, Manuel Leiva, li va donar l'oportunitat per retirar els diputats portenyos de la Comissió. El seu exemple va ser seguit per gairebé totes les províncies.
L'organització constitucional va ser ajornada indefinidament, i tota l'organització que el país va conservar va ser la mera delegació de les relacions exteriors en el governador porteny.

### La Revolució dels Restauradors

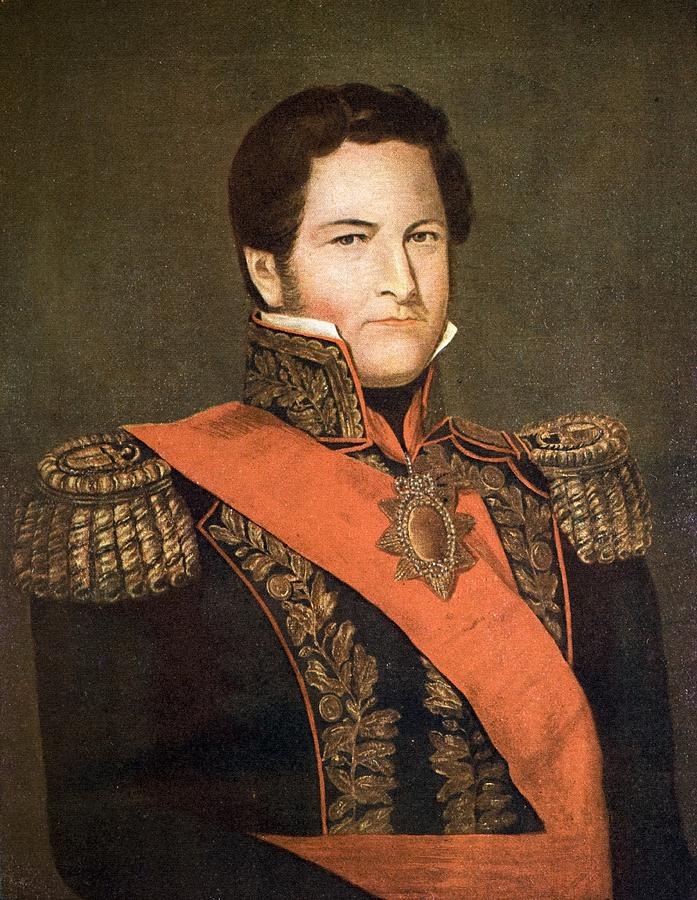
Juan Manuel de Rosas

El primer govern de Rosas va acabar el 17 de desembre de 1831. En el seu lloc va ser triat el general Juan Ramón Balcarce, heroi de la Guerra de la Independència, mentre Rosas organitzava una Campanya al Desert, per afeblir les forces dels indígenes del sud i, en la mesura possible, guanyar terres.
Balcarce va aprofitar la seva absència per afeblir el control de Rosas i els seus partidaris sobre el partit federal porteny i sobre el govern, reemplaçant amb federals moderats, a qui els rosistes anomenaven «lomos negros» (lloms negres). En resposta, els partidaris de Rosas van organitzar el 1833 l'anomenada «Revolució dels Restauradors», assetjant durant diversos dies a Balcarce dins de la capital. L'esposa de Rosas dirigia les accions d'agitació de les classes pobres de la població i organitzava la Societat Popular Restauradora i el seu braç armat, La Mazorca. La major part de l'exèrcit es va unir als revoltats, i el propi Rosas es va pronunciar per ells. El 28 d'octubre, als marges del rierol Maldonado, Manuel de Olazabal, comandant en cap de les forces de la cavalleria de Buenos Aires, va derrotar els que s'oposaven a Rosas, al comandament del coronel Martín Hidalgo.
Balcarce va renunciar el 4 de novembre de 1833. El seu successor va ser el general Juan José Viamonte, que baix el govern la Mazorca va atacar als partidaris del govern deposat. El partit federal no només no va tornar a tolerar dissidències externes, sinó que va considerar com a traïció qualsevol gest d'autonomia enfront de Rosas. Molts dels lomos negros més destacats van emigrar a Montevideo; s'unirien als unitaris en la seva lluita contra Rosas a fins d'aquesta dècada.
Viamonte va renunciar a l'any següent i, després de diverses renúncies de Rosas a assumir el govern, va ser triat Manuel Vicente Maza, l'amic del Restaurador, en caràcter d'interí.

### Revolució i repressió a Córdoba
Facundo Quiroga es considerava injustament desplaçat de la influència al fet que es creia amb dret a Córdoba i va decidir donar suport als opositors en aquesta província. El setembre del 1832, el comandant José Manuel Salas, Juan Pablo Bulnes i Claudio Maria Arredondo (gendre del mort exgovernador Bustos) es van llançar a la revolució contra els germans Reynafé. Van ser vençuts en un combat a la rodalia de la capital cordobesa.
Poc després de la campanya al desert de 1833, el general José Ruiz Huidobro, comandant de la columna del centre, va dirigir una nova revolució contra els germans Reynafé. A mitjans de juny, el coronel Del Castillo, comandant de la frontera sud de la província, va marxar cap a la capital; també se'ls va unir Arredondo, a l'est de la província, i Ramón Bustos al nord. Però la ràpida reacció de Francisco Reinafé, cap de les milícies del nord de la província, dels comandants del Río Tercero, Manuel López, i del Río Segundo, Camilo Isleño, van desbaratar el pla. Del Castillo va ser derrotat en una escaramussa als afores de Córdoba, els fugitius van ser derrotats per Isleño en Yacanto i Bustos també va ser derrotat al nord. Amb excepció de Arrendondo i Bustos, tots els oficials derrotats van ser afusellats.
El general Ruiz Huidobro va ser portat a Buenos Aires, on va ser jutjat. Els germans Reynafé van quedar ressentits contra Quiroga (que estava evidentment darrere de totes aquestes conspiracions) i es van proposar lliurar-se d'ell en la primera oportunitat.

### Guerra al nord: l'autonomia de Jujuy
A finals de 1832, el comandant Manuel Puch, partidari dels germans Gorriti, va dirigir una revolta a Salta. El governador Pablo Latorre va haver de fugir, però una setmana més tard va derrotar a Puch a la batalla de Pulares.
L'agost de 1833, el coronel Pablo Alemán, col·laborador fins llavors al govern de Latorre, va dirigir una altra revolució en contra seva. Va fracassar i es va refugiar a Tucumán, sota la protecció del governador Alejandro Heredia, que va rebutjar la comanda d'extradició que li va dirigir Latorre.
A mitjans del 1834, Heredia va intervenir activament en la política catamarquenya, donant suport al comandant Felipe Figueroa contra el governador, i aconseguint que Manuel Navarro ocupés el seu lloc.
A Tucumán, el dirigent unitari Ángel López, nebot del general Javier López, va intentar enderrocar a Heredia, però va fracassar i va fugir cap a Salta. Latorre es va venjar de la revolució d'Alemán, ajudant als López a intentar una invasió a Tucumán, però aquests van fracassar i van fugir a Bolívia. Heredia va reclamar per les despeses causades per la invasió dels López, i va avançar fins al límit amb Salta, exigint la renúncia del governador Latorre. Aquest va demanar al governador porteny que intercedís entre ells; la resposta trigaria massa.
El novembre de 1834, aprofitant els atacs d'Heredia, els dirigents de la ciutat de San Salvador de Jujuy i la seva jurisdicció (que encara eren una dependència de la província de Salta) es van pronunciar per l'autonomia en un cabildo obert. El tinent de governador, José María Fascio, es va unir a ells i es va fer nomenar governador de la nova província.
Heredia va reclamar a Latorre que reconegués l'autonomia jujenya, mentre enviava al seu germà Felipe Heredia i a Alemán a envair Salta.
Latorre va abandonar la capital provincial, i va ser deposat en absència. Les forces militars estaven encara en mans de Latorre, que va enfrontar la invasió de Fascio des del nord a la batalla de Castañares. El coronel Mariano Santibáñez va fingir passar-se a les files de Latorre i va aconseguir capturar-lo, provocant la dispersió dels seus homes.
Un grup de dirigents unitaris saltenys va deposar Latorre i va triar en el seu lloc a l'ancià coronel José Antonio Fernández Cornejo, que va reconèixer l'autonomia jujenya. Fascio va tornar a Jujuy, deixant una petita escorta a Salta, al comandament de Santibáñez, que uns dies més tard va fer assassinar Latorre en la seva cel·la.
Latorre havia demanat la intercessió del governador portenyo Maza. Aquest va enviar com a mediador al general Facundo Quiroga, que es va assabentar de la derrota i mort de Latorre en arribar a Santiago de l'Estero. Des d'allà va ajudar a Heredia a col·locar en el govern de Jujuy a Pablo Alemán, i en el de Salta al seu germà Felip Heredia.

### Mort i herència de Quiroga
De retorn cap al sud, i a poc d'ingressar a la província de Córdoba, el general Quiroga va ser assassinat en l'apartat paratge de Barranca Yaco per una partida comandada pel capità Santos Pérez, enviat pels germans Reynafé. Els Reynafé van intentar responsabilitzar al santiagueny Ibarra per la mort de Quiroga, però aviat la seva responsabilitat va quedar en evidència.
La notícia del crim va commoure a tot el país; Rosas va ser cridat d'urgència a assumir el govern porteny i se li va concedir la «suma del poder públic», és a dir, la dictadura més absoluta. No obstant, la legislatura va seguir funcionant.
Poc després va acabar el període de govern de José Vicente Reinafé, i en el seu lloc va ser triat primerament Pedro Nolasco Rodríguez. Aquest va intentar protegir els Reynafé, però va renunciar davant l'evidència de la seva participació en el crim. El seu successor, Sixto Casanova, va arrestar a Santos Pérez i als germans Reynafé que va trobar; poc després era derrotada la montonera que havia aconseguit armar Francisco Reinafé al nord de la província.
El 17 de novembre, el comandant del Rio Tercero, Manuel López, va ingressar a la capital provincial i es va fer triar governador. Va enviar als germans Reynafé a Buenos Aires, per ser jutjats pel crim. Francisco, que havia aconseguit fugir, seria l'únic dels Reynafé que se salvaria de ser jutjat i executat.

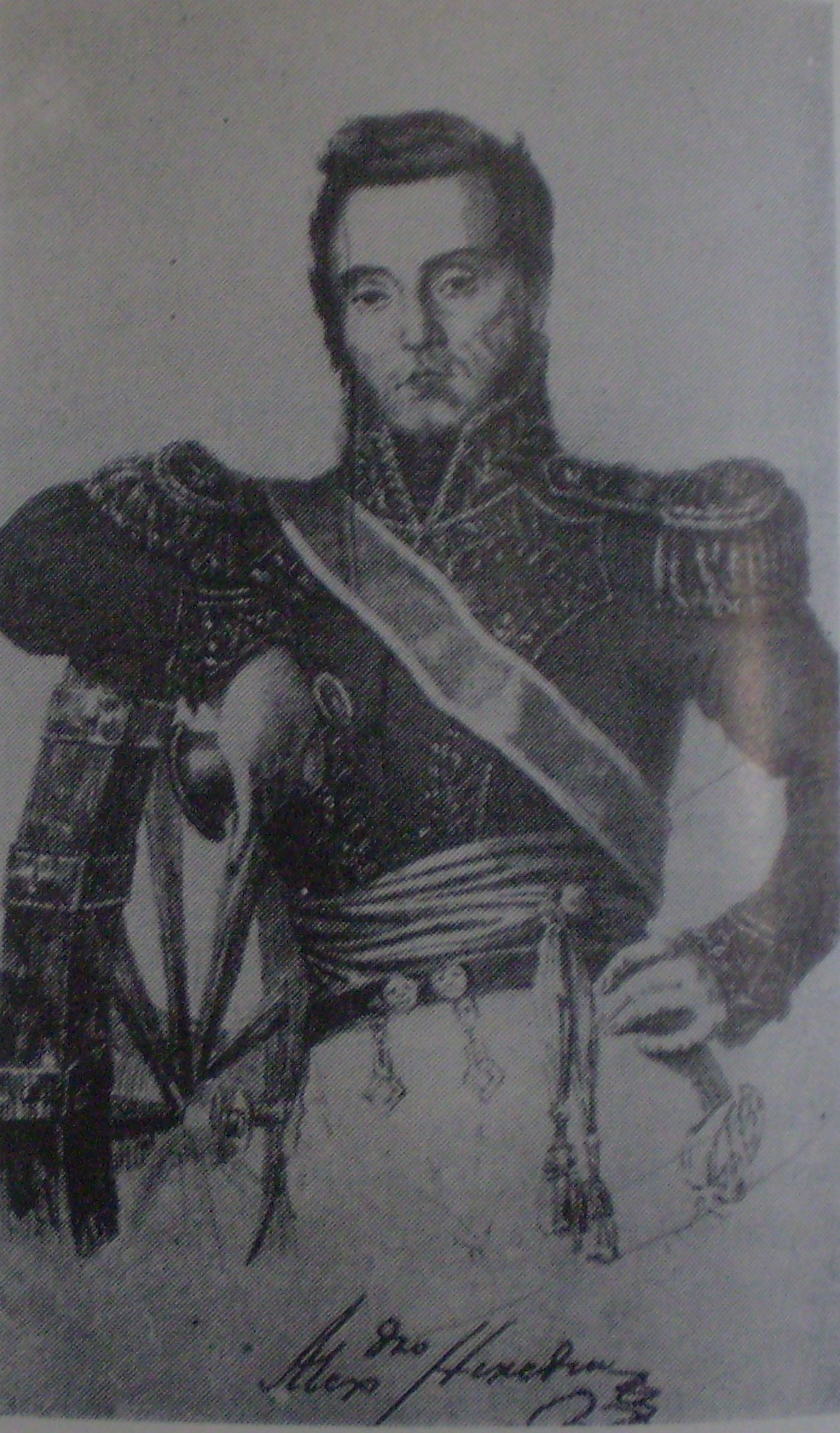
Alejandro Heredia

Poc temps després de la mort de Quiroga, va ser descoberta una conspiració a Mendoza, per la qual va ser executat el coronel Lorenzo Barcala, protegit del ministre de govern de Sant Juan, i el general Aldao va reclamar la seva entrega.
En una insòlita reacció, el governador Martín Yanzón va envair la província de La Rioja amb un petit exèrcit i l'ajuda del comandant Ángel Vicente Peñaloza. Comptava amb aconseguir una sorpresa, però el general Tomás Brizuela els va derrotar prop de la capital. Brizuela va envair Sant Juan, obligant a Yanzón a fugir a Xile. En el seu lloc va ser triat governador Nazario Benavídez, protegit de Rosas, que arribaria a ser un destacat cabdill durant més de vint anys. Mesos després, també Brizuela assumia com a governador de La Rioja.

### L'hegemonia d'Heredia al nord
A mitjans de 1835, Javier López i el seu nebot Ángel van envair Salta des del nord. Van creuar les Valles Calchaquíes, però en ingressar a la província de Tucumán van ser derrotats i afusellats, per ordre d'Heredia.
| « | ...perquè no he trobat un punt segur a la terra perquè en endavant no continuïn fent malifetes. | » |

Un cop lliurat dels López, el cabdill tucumà va envair Catamarca, acusant al seu govern de connivència amb ells. Va derrotar el comandant d'armes catamarqueny Felipe Figueroa, i en lloc de Navarro va ser triat governador el riojà Fernando Villafañe, titella d'Heredia, que va haver d'acceptar la pèrdua de gairebé tot l'oest de la província en mans de la província de Tucumán, i que va declarar a Heredia «Protector» de la província que governava.
Des de llavors, Heredia va passar a ser el «Protector de les Províncies del Nord». A principis de 1836, va haver de fer-se càrrec del comandament de l'Exèrcit del Nord en la guerra contra la Confederació Perú-Boliviana.
A principis de 1838, quatre províncies (Sant Luis, Mendoza, La Rioja i Santiago del Estero) eren governades per governadors que havien perdut gradualment la seva autonomia enfront de Rosas. Altres dos governadors (els de San Juan i Córdoba) devien seu govern al mateix Rosas. Atesa la malaltia terminal d'Estanislao López, també Echagüe es va acostar a Rosas.
En canvi, al nord, de Catamarca fins a Jujuy, l'hegemonia d'Heredia era total.

### Guerra civil en Uruguai

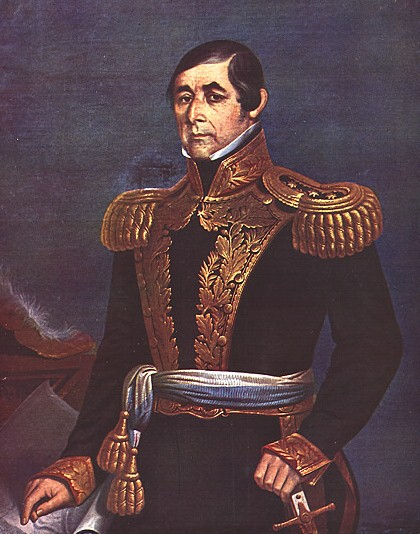
Fructuoso Rivera

La Banda Oriental s'havia transformat en la República Oriental de l'Uruguai, un estat independent, però aquesta independència no va aïllar completament els seus problemes dels conflictes interns de l'Argentina. El general Juan Antonio Lavalleja, heroi dels Trenta-tres Orientals, havia sigut desplaçat pel general Fructuoso Rivera, que havia assumit la presidència al novembre de 1830. El desordre i la corrupció van minar el seu govern, per la qual cosa Lavalleja va intentar enderrocar-lo, però quatre successius intents van fracassar per complet.
En 1835 va ser triat president el general Manuel Oribe, partidari de Lavalleja, però que s'havia mostrat legalista a favor de Rivera. Oribe va intentar portar endavant un govern ordenat, però va xocar amb les corrupteles instal·lades pels ministres del seu antecessor. En vista de la protecció de Rivera a aquests, Oribe va suprimir el càrrec de comandant de campanya que s'havia atribuït Rivera al final del seu govern.
El juliol del 1836, quan Oribe va restaurar la comandància de campanya i va col·locar en aquest lloc al seu germà Ignacio Oribe, Rivera es va llançar a la revolució. Per un temps va aconseguir controlar una part del país, però el 19 de setembre va ser derrotat per Ignacio Oribe i Lavalleja a la batalla de Carpintería i obligat a exiliar-se a Brasil. En aquesta batalla es van emprar per primera vegada les divises tradicionals: blanca pels partidaris d'Oribe i colorides per als de Rivera.
A l'any següent, Rivera va tornar amb el suport dels cabdills de Rio Grande do Sul, i incorporant a diversos oficials argentins unitaris, exiliats en aquest país. Entre ells es comptava el general Lavalle, que va dirigir l'exèrcit en la decisiva batalla de Palmar, del 15 de juny de 1838.

### El bloqueig francès i les seves conseqüències
El rei Lluís Felip de França va decidir fundar un nou imperi francès d'ultramar, provocant i agredint a diversos governs reial o suposadament febles. Entre ells hi havia l'Argentina; amb excuses puerils, els seus representants van exigir al governador Rosas el mateix tracte que el govern porteny donava a Anglaterra, entre d'altres humiliacions Rosas es va negar, i en resposta, la flota francesa va bloquejar el Río de la Plata i els seus afluents durant els últims dies de 1837. A continuació, va oferir aixecar el bloqueig a les províncies argentines que trenquessin amb Rosas.

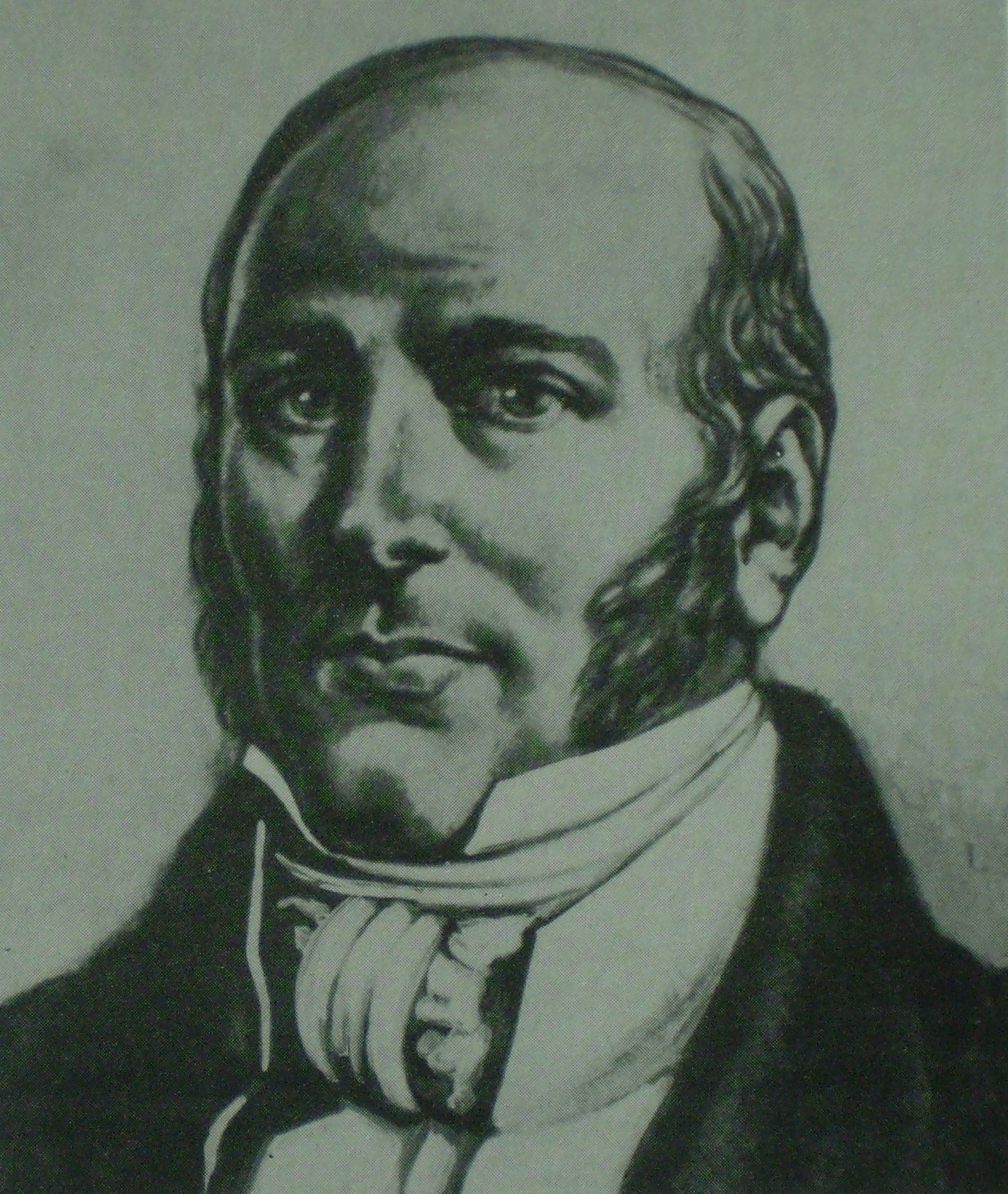
Domingo Cullen. Dibuix de Juan Zorrila de San Martín

Al juny de 1838 va arribar a Buenos Aires el ministre santafesí Domingo Cullen, amb la missió d'obtenir un acostament entre Rosas i l'almirall francès. En canvi, va negociar amb aquest l'aixecament del bloqueig i el desconeixement de l'autoritat nacional de Rosas.
La mort d'Estanislao López va descol·locar políticament a Cullen, que va fugir ràpidament a Santa Fe. Allí es va fer triar governador, però Rosas i Echagüe no el van reconèixer, amb l'excusa que era espanyol. Des de Buenos Aires va partir el coronel Juan Pablo López, germà de don Estanislao, que el 2 d'octubre va derrotar el coronel Pedro Rodríguez del Fresno, lleial a Cullen. Aquest va fugir a Santiago del Estero, i López va ser nomenat governador.
A l'octubre de 1838, l'esquadra francesa va capturar violentament l'illa Martín García, però Rosas va seguir negant-se a negociar el que exigia França.
Aprofitant la debilitat del president Oribe, l'esquadra francesa li va exigir suports per al bloqueig dels ports argentins, però Oribe es va mantenir neutral. En resposta, el capità francès va bloquejar també Montevideo. Amb la seva capital assetjada per terra i per mar, i sota amenaça de la flota francesa de bombardejar, Oribe va presentar la seva renúncia a la presidència el 21 d'octubre, aclarint que ho feia obligat per la violència.
Oribe continuava considerant-se president, però no podia exercir el càrrec per circumstàncies que li eren alienes, fet que tindria molta importància anys més tard. Es va traslladar a Buenos Aires, on Rosas el va rebre com a president constitucional de l'Uruguai.
Rivera va assumir la dictadura, fins a l'1 de març de 1839, quan va ser elegit president. La primera mesura del seu govern va ser declarar la guerra a Rosas. També va trencar la seva aliança amb els cabdills de Rio Grande, aliant-se amb l'Imperi de Brasil.

## La Coalició del Nord

### Les primeres rebel·lions al nord
El primer acte de rebel·lió dels liberals en el Nord va ser l'assassinat del governador tucumà Alejandro Heredia, al novembre de 1838. L'assassí va voler venjar una ofensa personal, però també va rebre ajuda de diversos dirigents unitaris.
Desaparegut Heredia, els nous governants es van dedicar a organitzar una oposició (molt prudent al principi) contra Rosas. Entre ells es van destacar José Cubas, de Catamarca i Marco Avellaneda, de Tucumán. Al principi va semblar unir-se a ells Ibarra, per incitació de Cullen, que estava refugiat a Santiago del Estero.
Amb l'ajuda d'Ibarra i Cubas, al febrer de 1839 va esclatar una revolució contra Manuel López a Córdoba. Des Catamarca va partir en la seva ajuda una columna al comandament de Pedro Nolasco Rodríguez, que va arribar tard per ajudar els revolucionaris. Els derrotats van ser incorporats al seu petit exèrcit, i van ser vençuts en un segon combat; Rodríguez va ser afusellat.
Poc després, Rosas va exigir a Ibarra la captura de Cullen, que va ser enviat a Buenos Aires; va ser afusellat per ordre de Rosas tot just va entrar en el territori de la província, a finals de juny.

### Echagüe contra Berón de Astrada i Rivera

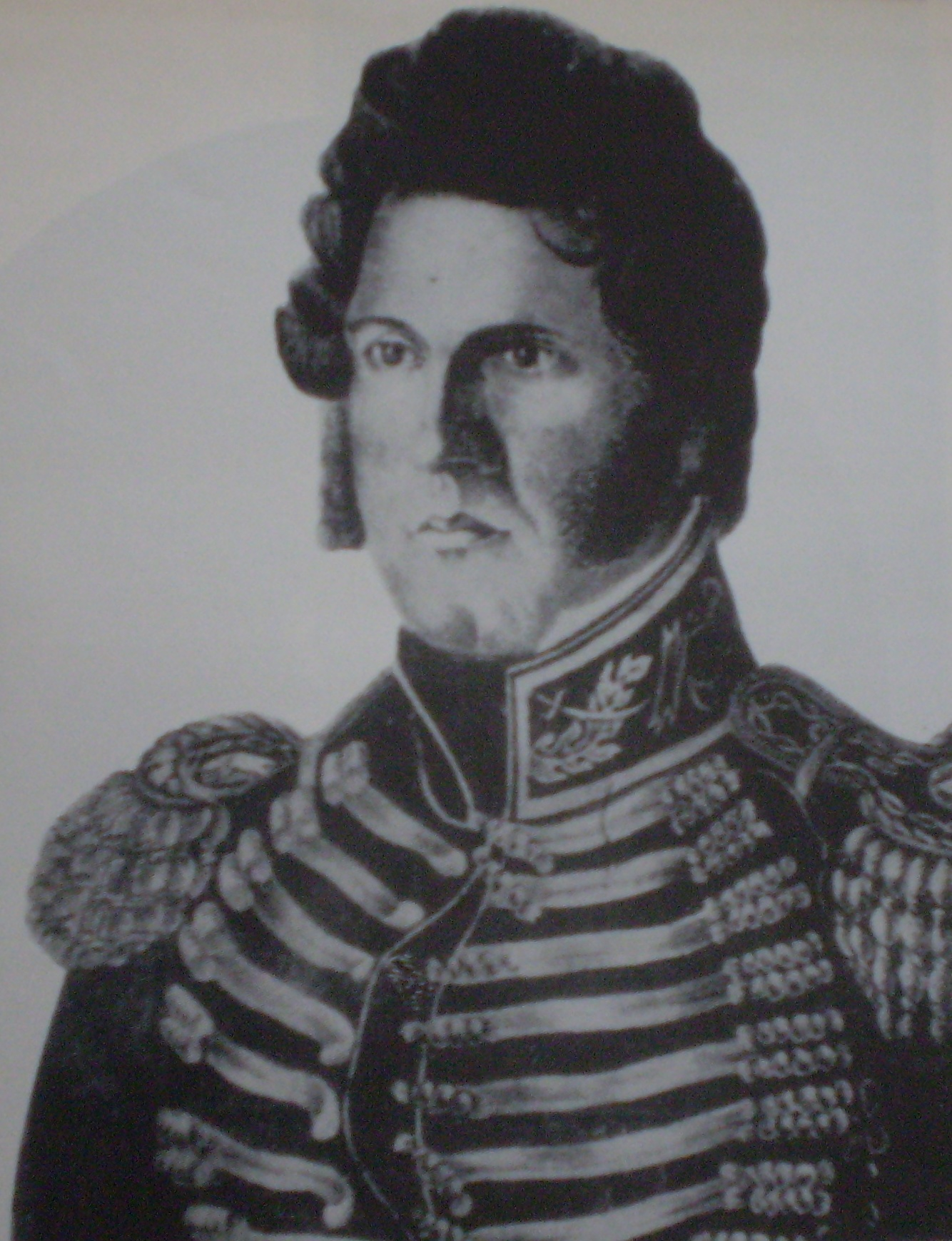
El brigadier Pascual Echagüe

Al desembre de 1837 va ser elegit governador de la província de Corrientes Genaro Berón de Astrada, la preocupació central era la llibertat de navegació pel riu Paraná. Va entrar en conflictes amb Rosas per aquesta causa i va buscar l'aliança de Cullen. Després de la fugida d'aquest, Berón es va llançar a la rebel·lió contra Rosas, sense estar preparat, però nominalment aliat amb els emigrats unitaris de Montevideo i amb Fructuoso Rivera. Aquesta aliança el va comprometre per complet però no li va proporcionar cap suport.
Berón va reunir un exèrcit de 5.000 homes, però sense organització ni instrucció, que va ser ràpidament derrotat pel governador d'Entre Ríos Pascual Echagüe a la batalla de Pago Largo, el 31 de març de 1839. Els correntins van deixar en el camp de batalla més de 1.000 presoners i gairebé 2.000 morts, inclòs el governador Berón d'Astrada.
La província de Corrientes va passar breument a les mans dels federals, que van nomenar governador a José Antonio Romero.
Eliminat l'enemic intern, Echagüe va envair l'Uruguai el 29 de juliol de 1839, acompanyat per Juan Antonio Lavalleja. Rivera el va esperar al nord del país, i per mitjà d'una retirada lenta el va ser allunyant de les seves bases, mentre Rivera anava rebent nous reforços. Després d'un parell de combats menors, els 3.000 homes de Rivera van derrotar els 6.000 d'Echagüe a la batalla de Cagancha el 29 de desembre del 1839.

### Els Lliures del Sud
A Buenos Aires, la posició interna de Roses semblava sòlida després de l'eliminació dels unitaris i dels federals «lomos negros». Però el bloqueig francès al Riu de la Plata a partir de 1838 va crear dos nous grups de descontents: els joves «romàntics», per als quals la França era el més alt grau de la civilització universal, i els «estanciers», perjudicats econòmicament pel bloqueig, ja que no podien exportar bestiar.
Rosas va decidir solucionar la crisi financera que el bloqueig li causava exigint el pagament dels lloguers endarrerits dels ramaders emfiteutes, i que feia molts anys que no els pagaven. I poc després va obligar els estanciers que compressin els seus camps o els retornessin a l'estat provincial. I segons si el sol·licitant de la compra fos partidari no del rosisime, autoritzava o no les sol·licituds de compra dels camps, fet que va fer augmentar el malestar de molts estanciers. La zona en què l'emfiteusi era dominant era el llavors el sud de la província de Buenos Aires, i allí els hisendats van decidir lliurar-se de Rosas. Amb ajuda dels unitaris establerts a Montevideo, van organitzar una campanya del general Lavalle, que havia de desembarcar al sud de Buenos Aires i donar suport als estanciers opositors.
Esperaven coordinar-se amb una revolució a la ciutat de Buenos Aires, dirigida pel coronel Ramón Maza, fill de l'exgovernador Manuel Maza, però aquest va ser assassinat i el seu fill afusellat. Això va decidir als conspiradors del sud de la província a llançar-se a la revolució, que va esclatar a Dolores el 29 d'octubre de 1839, liderada per Ambrosio Crámer, Pedro Castelli i Manuel Leoncio Rico, instal·lant poc després el seu improvisat exèrcit al poble de Chascomús. Però l'esperada ajuda de Lavalle s'havia esfumat, ja que Lavalle havia decidit envair Entre Ríos.
El coronel Prudencio Rosas, germà del governador, els va atacar l'11 de novembre a la batalla de Chascomús, en la qual (després de la fugida del seu cap), el coronel Nicolás Granada va derrotar els revolucionaris. La major part dels gautxos es van rendir i van ser indultats per ordre de Rosas. Crámer va morir en el camp de batalla i Castelli va ser mort en la persecució; altres dirigents van aconseguir exiliar-se, entre ells Rico, que s'uniria a l'exèrcit de Lavalle.

### La campanya de Lavalle de 1839
Lavalle, que s'havia unit a les campanyes contra Rosas convençut per Florencio Varela, es va traslladar junt amb diversos oficials a l'illa Martín García, encara en mans franceses, on va formar un petit exèrcit de voluntaris.
Quan va arribar la notícia de la invasió d'Echagüe a l'Uruguai, Lavalle va canviar de plans i es va dirigir a la província d'Entre Ríos, per lleialtat als seus protectors uruguaians, a bord de vaixells francesos. Va desembarcar en Gualeguaychú, acompanyat per caps prestigiosos com Iriarte, Martiniano Chilavert, José Valentín de Olavarría i Manuel Hornos. La tropa no passava de 400 homes, i Lavalle els va organitzar com una montonera, de milicians entusiastes però sense disciplina ni organització. Diversos d'ells anaven com «ciutadans» i es consideraven lliures de les obligacions militars de les tropes de línia.
Van avançar cap al nord i, tot i la inferioritat numèrica, van derrotar a les milícies del governador delegat Vicente Zapata a la batalla de Yeruá, el 22 de setembre de 1839. Lavalle esperava que la província es pronunciés a favor seu, però els d'Entre Ríos es van mantenir lleials al seu governador.
La notícia de Yeruá va decidir als liberals de Corrientes a la revolució, per la qual va ser nomenat governador Pedro Ferré el 6 d'octubre. Com que no tenia un exèrcit, Ferré va cridar a Lavalle a Corrientes i el va posar al comandament de les milícies. A més va signar un tractat amb Rivera, perquè aquest s'unís a la campanya contra Rosas que s'estava planejant. Se li cedia a Rivera el comandament suprem dels exèrcits antirrosistes a canvi d'ajuda militar, que arribaria en el moment oportú; el «moment oportú» hauria d'esperar gairebé tres anys.
El governador santafesí Juan Pablo López va envair el sud-oest de Corrientes, però Lavalle va evitar enfrontar-se. El va desgastar amb successives maniobres, fins que López va perdre la paciència i va tornar a la seva província.

### Formació de la Coalició del Nord

En 1840, les províncies conformades en la Coalició del Nord (en celeste) i les províncies conformades en la Lliga Federal liderades per Juan Manuel de Rosas (en rosat), ambdues eren part de la Confederació Argentina

Veient l'oposició que anava prenent força en el nord, Rosas va enviar al general Lamadrid a recuperar les armes que havia aportat a Heredia per a la guerra contra Santa Cruz; insòlita elecció, que Rosas va prendre creient que el tucumà s'havia passat sincerament al bàndol federal. És possible que així fos, només que Lamadrid era particularment inconseqüent; el 7 d'abril, la província de Tucumán el va nomenar comandant de l'exèrcit provincial i va retirar a Rosas la delegació de les relacions exteriors.
En menys d'un mes, Avellaneda va convèncer d'imitar el seu pronunciament als altres governs del nord: Salta, Jujuy, Catamarca i La Rioja. El 24 d'agost, un tractat formalitzava la Coalició del Nord, per mitjà d'un tractat bastant explícit en els seus objectius, però que no formalitzava cap organització interprovincial. Per acabar de convèncer el governador de La Rioja, Tomás Brizuela, l'hi va nomenar comandant de l'exèrcit de la Coalició. L'únic governador del nord que es va negar a unir-se a la Coalició va ser Juan Felipe Ibarra, de Santiago del Estero.
Lamadrid i Lavalle, directament o tàcitament, van acordar una estratègia que podria haver sigut efectiva; Lavalle havia de creuar Entre Ríos, derrotant el governador Echagüe, i Lamadrid havia de creuar Córdoba derrotant a Manuel «Quebracho» López. Des d'allí, els dos exèrcits havien d'atacar Buenos Aires.
A finals de juny, Lamadrid va avançar cap al sud; en arribar l'exèrcit tucumà a Albigasta, entre Catamarca i Santiago, el coronel Celedonio Gutiérrez el va abandonar junt amb 200 milicians i es va passar a les files d'Ibarra. De manera que Lamadrid va retrocedir a Tucumán. Al mateix temps s'havia revoltat a Córdoba el comandant dels departaments del nord, Sixto Casanova, encara que va ser completament derrotat per López; l'estratègia combinada havia fracassat.
Poc després va fracassar a Santiago del Estero una sagnant revolta contra el governador Ibarra, que va ser cruelment castigada.
A la segona meitat de 1840, Lamadrid va partir cap a La Rioja. A la seva trobada va avançar el general Aldao; però, després d'una escaramussa menor, va haver de tornar a la seva província per reprimir una revolta unitària.
Lamadrid va continuar cap a Córdoba. López no era a la capital, ja que, tement una invasió de Lavalle, havia sortit cap al sud de la província amb les seves milícies. En saber de l'arribada de Lamadrid, els unitaris van deposar el governador delegat el 10 d'octubre i van rebre en triomf a Lamadrid. El nou governador José Francisco Álvarez es va unir a la Coalició del Nord.
El governador de Salta, Manuel Solà, va envair Santiago del Estero a finals d'octubre amb 500 homes, portant al coronel Mariano Acha com a cap d'estat major. Ibarra va aplicar l'estratègia de la «terra cremada», de manera que Solà va haver de continuar el seu camí fins a Córdoba.

### Campanya de Lavalle de 1840
L'1 de gener de 1840, Ferré va declarar la guerra a Rosas, i el 27 de febrer Lavalle va iniciar el seu avanç cap a Entre Ríos. Simultàniament va partir una expedició cap a Santa Fe, al comandament de l'exgovernador santafesí Mariano Vera i del cordobès Francisco Reinafé, que va avançar per terra cap a Santa Fe. Però el 26 de març van ser completament derrotats a Cayastá; tots dos comandants van morir en la batalla.

El 9 d'abril, els exèrcits d'Echagüe i Lavalle es van enfrontar a la batalla de Don Cristóbal, on va triomfar Lavalle, tot i que no va saber treure profit del seu avantatge. Una setmana més tard, Fructuoso Rivera envaïa Entre Ríos, ocupant Concepción del Uruguai.

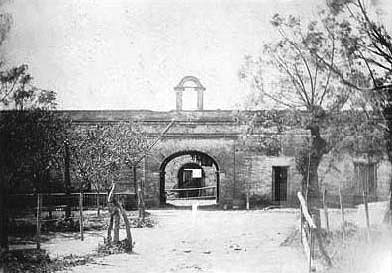
La caserna de Santos Lugares, des d'on Rosas va organitzar la defensa contra la Invasió de Lavalle. La fotografia és de 1901, poc abans de la seva demolició

Echagüe va adoptar una posició defensiva prop de la capital, envoltada de defenses naturals. Durant gairebé tres mesos, els exèrcits van romandre un davant l'altre sense combatre, mentre Rosas li feia arribar a Echagüe importants reforços. Finalment, el 16 de juliol, Lavalle va atacar la posició d'Echagüe en la batalla de Sauce Grande. Va ser rebutjat amb greus pèrdues, però aquesta vegada va ser Echagüe qui no va saber aprofitar l'avantatge; Lavalle va traslladar el seu exèrcit fins a Punta Gorda (actualment Diamante), a on el va embarcar a la flota francesa.
Els federals van creure que es retiraria cap a Corrientes. Però, en un moviment audaç, Lavalle va desembarcar a San Pedro, a la Província de Buenos Aires, des d'on va avançar cap a Buenos Aires. Esperava suport de la població per entrar a la capital, però aquesta es va mantenir lleial a Rosas; a mesura que avançava cap a la ciutat, no trobava més que enemics. Va arribar fins Merlo, on es va aturar. Mentre esperava el pronunciament a favor seu, Rosas va organitzar un campament militar a Santos Lugares i, a la rereguarda, les forces del general Pacheco s'anaven reforçant.
Al nord de la província va aparèixer l'exèrcit santafesí del governador Juan Pablo López. Lavalle va decidir fer el que ja era inevitable, i va utilitzar a López com a excusa; va aixecar el seu campament i el va perseguir fins a la seva província.
En retirar-se Lavalle, va esclatar a Buenos Aires una sagnant persecució d'opositors, molts dels quals van ser assassinats, robats o arrestats per La Mazorca. Després de dues setmanes d'excessos, la persecució va cessar completament per ordre de Rosas. Aquests dies de «terror» es repetirien a l'abril de 1842, i cessarien també per ordre de Rosas.
La marxa de l'exèrcit unitari va ser molt lenta, pel pesat parc de carretes, carregades amb centenars de exiliats, que Lavalle va portar en la seva retirada. De manera que López el va evitar i va unir les seves forces amb les de Pacheco i les portades d'Entre Ríos per l'expresident uruguaià Oribe. Per ordre de Rosas, aquest va assumir el comandament de l'exèrcit federal.
Lavalle va capturar Santa Fe, però la seva cavalleria va ser derrotada. Poc després es va assabentar de l'entrada de Lamadrid a Córdoba, i també de la signatura del Tractat Mackau-Arana, que aixecava el bloqueig francès; la flota portenya controlava el riu Paraná. De manera que va acordar amb Lamadrid que passaria a Córdoba i que tots dos unirien les seves forces per aniquilar a «Quebracho» López i envair Buenos Aires. Van acordar reunir-se a Quebracho Herrado, a l'extrem oriental de la província de Córdoba, el dia 20 de novembre. Lavalle va partir en aquesta direcció el dia 7 de novembre, però la tenaç persecució d'Oribe i la càrrega de carretes militarment inútils li van impedir arribar a temps.
Sense cap notícia de Lavalle, Lamadrid es va retirar cap al sud a la recerca de López, sense donar avís al seu aliat. Lamadrid no hi era quan Lavalle va arribar al destí, de manera que aquest va ser atacat i completament derrotat per Oribe i Pacheco en la batalla de Quebracho Herrado, del 28 de novembre de 1841.

### La retirada unitària

La campanya de Lavalle des de l'Uruguai fins a la seva mort a Jujuy. En verd, les províncies de la Coalició del Nord

Les restes de l'exèrcit de Lavalle es van retirar cap a la ciutat de Córdoba. Després de les recriminacions que mútuament es van fer Lavalle i Lamadrid, es van posar d'acord per retirar-se cap al nord, dividint les seves tropes en diverses columnes que es dirigirien a diferents províncies.
Lamadrid va retrocedir fins a Tucumán, per reorganitzar el seu exèrcit, mentre Quebracho López recuperava el govern cordobès. Va enviar a Santiago del Estero al coronel Acha amb la intenció d'atacar a Ibarra, però va fracassar i va fugir cap a Catamarca. En Salta, el governador Miguel Otero s'havia passat als federals, recolzat per diversos cabdills rurals, sobretot per José Manuel Saravia, encunyat d'Ibarra. Lamadrid, i poc després Avellaneda, es van traslladar a aquesta província per ajudar a Solá a vèncer a Saravia. Però Salta gairebé no va contribuir a les següents campanyes.
Lavalle es va dirigir a La Rioja, on no va aconseguir posar-se d'acord amb Brizuela, i separant-se d'ell es va instal·lar a Famatina.
Mentrestant, va enviar a les províncies de Cuyo la seva millor divisió, comandada pel coronel José María Vilela, per a donar suport al govern revolucionari San Luis i la revolució unitària de Mendoza, que ja havia sigut derrotada. Però Aldao i el coronel Pablo Lucero van derrotar en els primers dies de gener de 1841 als unitaris a la serra de las Quijadas, i Vilela va ser derrotat completament per Pacheco a la batalla de Sant Cala, el 9 de gener de 1841.
Aldao va ocupar La Rioja i va avançar cap al nord, deixant a Lavalle al seu costat esquerre, i el cap de les seves avançades, José María Flores, va derrotar completament a Acha, obligant-lo a refugiar-se en Catamarca, cap a on també Lavalle va retrocedir.
Per la seva banda, Brizuela va ser derrotat i mort per un oficial de les seves pròpies forces a Sañogasta. I els coronels Mariano Maza i Hilario Lagos van ocupar Catamarca amb forces vingudes des de Buenos Aires.

### Campanya de Cuyo
De totes maneres, Lavalle havia aconseguit guanyar el temps que necessitava Lamadrid per reorganitzar el seu exèrcit a Tucumán. Quan va estar llest, aquest va marxar cap al sud i es va trobar amb Lavalle a Catamarca. Allà van decidir dividir-se; mentre Lavalle romandria en Tucumán a l'espera d'Oribe, Lamadrid avançaria sobre Cuyo.
Lamadrid va partir cap a La Rioja, on va incorporar les forces del «Chacho» Peñaloza i va enviar a Acha a San Juan. Al capdavant d'uns 800 homes, aquest va sorprendre al governador Benavídez a les portes de San Juan i va dispersar les seves forces. L'endemà, 16 d'agost, va destrossar completament a les forces molt superiors d'Aldao en la batalla d'Angaco, malgrat que va perdre la meitat dels seus homes, i tot seguit va ocupar San Juan.
Però Benavídez va reorganitzar les seves forces i en la batalla de La Chacarilla va atacar al desprevingut Acha a la ciutat; malgrat l'heroica defensa d'Acha, va ser derrotat completament i fet presoner el 22 d'agost. Seria executat unes setmanes més tard pel venjatiu Aldao.
Lamadrid va arribar a San Juan uns dies més tard i la va trobar abandonada pels federals. Des d'allí va continuar cap a Mendoza, on es va fer nomenar governador i va esperar a Aldao. Però aquest s'havia unit a les divisions de Benavídez i Pacheco. Aquest últim va prendre el comandament de l'exèrcit i va derrotar a Lamadrid en la batalla de Rodeo del Medio, del 24 de setembre. Les restes de l'exèrcit unitari van haver de creuar la Serralada dels Andes, completament coberta de neu, cap a Xile.

### Mort al nord

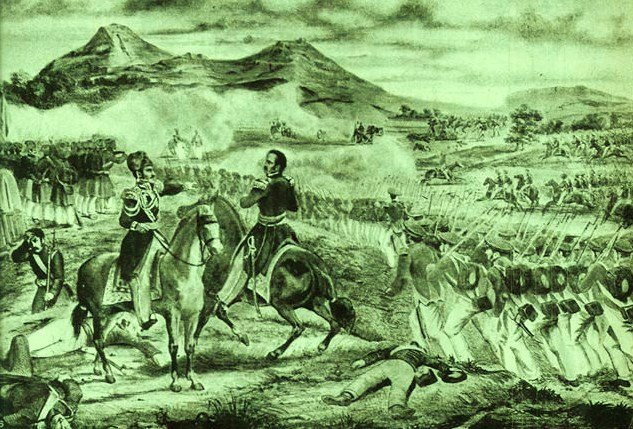
La batalla de Famaillá

Oribe va creuar Santiago del Estero, on es va reunir amb Aldao, Maza, Lagos i un reforç vingut del Litoral al comandament d'Eugenio Garzón. D'allí va marxar cap a Tucumán, enfrontant-se amb a Lavalle el 19 de setembre de 1841 a la batalla de Famaillá i aconseguint una completa victòria.
Els vençuts van retrocedir cap a Salta, on Lavalle va voler organitzar la resistència. Però els correntins que l'havien acompanyat des de la seva província el van abandonar. Llavors va retrocedir fins a Jujuy, on seria mort per casualitat per una partida federal. Les seves restes van ser conduïdes a Bolívia pels seus oficials, dirigits per Juan Esteban Pedernera.
Avellaneda va escapar cap al nord, però va ser lliurat a Oribe pel cap del seu escorta. En presència d'Oribe i per ordre del coronel porteny Mariano Maza, va ser degollat a Metán, a l'est de Salta, al costat de diversos oficials, entre ells el coronel Vilela.
Quedava encara Catamarca. El coronel Mariano Maza va envair aquesta província i va derrotar el governador Cubas el 29 d'octubre, al mateix centre de San Fernando del Valle de Catamarca. Cubas i els seus oficials van ser afusellats el mateix dia a la plaça de Catamarca. La Coalició havia desaparegut.

### Epíleg: Les campanyes de Peñaloza contra Rosas
Els emigrats argentins a Xile van organitzar nous plans per recuperar el poder al nord argentí. La campanya més audaç va ser dirigida pel «Chacho» Peñaloza. Peñaloza va partir de Copiapó amb l'exgovernador sanjuaní Martín Yanzón, Tristán Dávila, Florentín Santos de Leon i poc més de 100 soldats, per arribar al març de 1842 a San José de Jáchal, a San Juan, on es va unir el després famós Felipe Varela. El governador Benavídez va sortir a perseguir-los, de manera que van retrocedir cap al nord, envaint l'oest de Catamarca.
El Chacho va ocupar per uns dies La Rioja, i d'allí pas a Los Llanos, on va reunir una important quantitat de voluntaris. Va tornar a La Rioja al juny, esquivant Benavídez, que va nomenar governador a Lucas Llanos, i va passar a Catamarca, on va ser derrotat pel governador Santos Nieva y Castilla, i d'allí a Santiago del Estero; Benavídez el va seguir.
Peñaloza va envair Tucumán, on va derrotar el governador Gutiérrez i va ocupar la capital provincial. Escàs de cavalls, va enviar les seves tropes a buscar-los; en aquest moment va ser atacat i derrotat per Benavídez al Manantial, a prop de la ciutat.
De manera que va retrocedir cap al sud per Tafí del Valle i Santa Maria (on va ser agafat i mort el coronel Yanzón), a Fiambalá i Vinchina, i finalment Jáchal. Pocs dies més tard, Florentino Santos era derrotat a les Valls Calchaquíes, on va ser afusellat poc després. En lloc de fugir, va tornar per Famatina als Llanos, on el seu enorme prestigi entre els gauchos li va permetre reposar les seves forces i muntar-les amb generositat.

Benavídez va retardar mig any el seu retorn, però el gener de 1843 va derrotar a Peñaloza en Ilisca, a l'oest de Los Llanos. El cabdill va fugir cap a Vinchina, on va aconseguir una petita victòria, i va afusellar al cap vençut en un gest de crueltat rar en ell. Però va ser derrotat una vegada més a Leoncito, ja prop de la Serralada dels Andes. Va acabar refugiat a Xile, queixant-se quan li preguntaven com li anava:
| « | Com m'ha d'anar? A Xile i a peu! | » |

El gener de 1845 va fer un nou intent, ocupant la zona de los Llanos, però va ser derrotat pel governador de La Rioja,, alcombat de Telarillo. Va fugir cap a San Juan, on Benavídez li va donar asil.

## L'aliança antirrosista en el Litoral

### Caaguazú i el contraatac de Paz
Ferré havia organitzat un tercer exèrcit correntí contra Rosas, posant-lo al comandament del general Paz. Després de lliurar-se de Lavalle, a l'octubre de 1841, Echagüe va envair Corrientes. Després algunes trobades menors, el cap invasor va retrocedir cap a la seva província, perquè Lavalle era a punt d'ocupar Santa Fe. Paz va tenir uns mesos més per reorganitzar l'exèrcit. Va aconseguir la incorporació d'alguns oficials de carrera, vinguts des de Montevideo. Ferré va signar un nou tractat amb Rivera, l'únic que portaria a aquest a envair efectivament l'Argentina.
Rosas li va enviar tots els homes disponibles a Oribe; de manera que, sense aquesta esperada ajuda, Echagüe va envair Corrientes al setembre de 1841. Paz es va retirar cap al riu Corriente, deixant les avançades en mans del general Àngel Núñez i de Joaquín Madariaga. Poc després arribaven a Corrientes els supervivents correntins de les campanyes de Lavalle, portant la notícia de la derrota definitiva de Lavalle en Famaillá. També en aquest moment va arribar a Corrientes un enviat de Juan Paz López, governador de Santa Fe, que va iniciar negociacions per a una aliança de la seva província amb Corrientes.
L'exèrcit d'Echagüe comptava amb 5.000 veterans, i amb caps capaços com Servando Gómez i Juan Bautista Thorne, tot i que no hi era el més capaç dels seus generals, Justo José de Urquiza. El 28 de novembre, Echagüe va atacar de front la posició defensiva de Paz; la retirada fingida de la cavalleria d'aquest va portar als genets d'Entre Ríos a un parany perfecte, a on van ser completament derrotats, perdent 1.356 baixes, entre morts i ferits, i 800 presoners; Echagüe mateix va salvar la seva vida per poc.
Mentre, a Entre Ríos, Echagüe era succeït com a governador pel general Urquiza; el general Paz va envair aquesta província a principis de gener de 1842. Al mateix temps, també Rivera envaïa el territori provincial des d'Uruguai. Rivera era, nominalment, el cap de l'exèrcit unit; però Paz, que no confiava en ell, es va avançar i va ocupar la ciutat de Paraná el 4 de febrer. Urquiza es va refugiar a les illes del delta del Paraná, i per un curt temps va passar a Buenos Aires.
Els invasors van triar com a governador a Pedro Pablo Seguí, que va reunir una legislatura addicta. Poc després arribava també a Paraná Pedro Ferré, ansiós de cobrar elevades indemnitzacions de la província vençuda a pagar. Paz va decidir defensar els drets de la població d'Entre Ríos, per la qual cosa la legislatura el va nomenar governador.
En resposta, el 20 de març Ferré va marxar a la seva província, portant-se tot el seu exèrcit. A Paz només li van quedar els presoners entrerrians de Caaguazú i els milicians de Paraná. Per la seva banda, Rivera es va dedicar a arriar tot el bestiar que va trobar cap a Uruguai.

### L'inoportú canvi de bàndol de Juan Paz López
El governador santafesí, Juan Paz López, havia iniciat contactes amb els opositors a Rosas des de principis de 1840. Però, desarmat per Lavalle primer, i pel coronel Jacinto Andrada (que s'havia marxat cap a l'interior amb Oribe) no es va atrevir a revoltar-se contra Rosas. Va creure que va arribar la seva oportunitat immediatament després de Caaguazú, i el 5 de novembre va signar amb el ministre Santiago Derqui una aliança formal amb Corrientes.
Però les desavinences entre Ferré i Paz van privar a López de tota ajuda externa. Rosas va enviar en contra seva a l'exèrcit d'Oribe, format per la divisió santafesina d'Andrada, i una altra divisió des de Buenos Aires, dirigida per Pascual Echagüe, nadiu de Santa Fe, amb una avantguarda al comandament del coronel Martín Santa Coloma. Aquest va derrotar els santafesins a Monte Flores, ocupant a continuació Rosario.
Poc després va arribar també Oribe. López va retrocedir cap al nord, deixant al general Juan Apóstol Martínez cobrint la seva retirada. Però aquest va ser derrotat i afusellat; el seu sacrifici va ser inútil, perquè uns dies més tard, López va ser derrotat per Andrada a Colastiné. Va fugir amb una exigua resta del seu exèrcit a Corrientes.
La província de Santa Fe va ser severament castigada per la seva rebel·lió, almenys fins que va ser elegit governador el general Pascual Echagüe. Aquest conservaria el càrrec gairebé exactament deu anys.

### Arroyo Grande

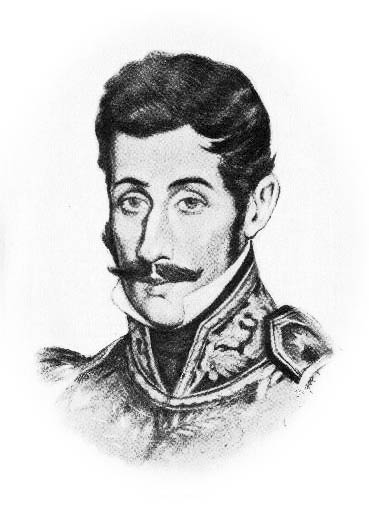
El general Manuel Oribe

El govern del general Paz en Entre Ríos no s'estenia més enllà de la ciutat de Paraná, i mancava de tot suport popular. Rivera tampoc li va enviar ajuda, per la qual cosa Paz va partir cap a l'est a demanar-la el 29 de març; en el camí van desertar gairebé tots els seus soldats.
El 3 de març, la guarnició i la població de Paraná van proclamar governador a Urquiza, mentre els comandants locals controlaven ràpidament les viles i pobles de la província. Així i tot, la recuperació de la província va prendre gairebé tres mesos. Mentrestant, Paz es va entrevistar amb Rivera, López i Ferré a Paysandú, on van signar un nou tractat d'aliança. D'acord amb el mateix, el comandament suprem quedava en mans de Rivera. Paz va renunciar i es va traslladar a Montevideo.
Lliure de Paz, Ferré va enviar la major part del seu exèrcit al nord-est d'Entre Ríos i el va posar sota el comandament de Rivera. Mentre Rivera concentrava el seu exèrcit al nord-oest de la província d'Entre Ríos, prop de Concordia, Oribe avançava lentament cap allà, incorporant les forces d'Urquiza i alguns nous reforços enviats per Rosas.
Finalment es van enfrontar en la batalla d'Arroyo Grande, el combat de les guerres civils més important per la quantitat de combatents fins llavors, el 6 de desembre de 1842. Gràcies a la seva superioritat numèrica i organitzativa, els federals i blancs van obtenir una completa victòria sobre l'exèrcit unitari-colorado.
Els derrotats van creuar precipitadament el riu Uruguai; les fonts unitàries afirmen que Oribe i Urquiza van executar en massa a tots els oficials i suboficials que no ho van aconseguir.
Poc després, Urquiza va envair Corrientes, on no va trobar cap resistència: Ferré va fugir a Paraguai, mentre la major part dels seus oficials escapaven cap a Brasil. Urquiza es va assegurar la governació per al federal Pedro Cabral, i abans de tornar a la seva província va deixar dues guarnicions d'entrerrians, per protegir-se contra futures invasions.

## Guerra a Uruguay i Corrientes

### El setge de Montevideo
Després de Arroyo Grande, Oribe va travessar el riu Uruguai i va començar la seva marxa sobre Montevideo. A diferència de Rivera, que només havia salvat tropes de cavalleria, Oribe portava un important comboi amb armes, municions, artilleria i altres estris. Això va fer la seva marxa molt lenta, donant temps als defensors de Montevideo a organitzar la resistència.
Les autoritats de Montevideo van encarregar al general Paz organitzar la defensa, el que aquest va fer amb eficiència. Va incorporar a les forces a un gran nombre d'exiliats argentins i immigrants europeus. De fet, més de la meitat dels defensors de la ciutat eren estrangers. També va alliberar a tots els esclaus negres, als quals es «va atorgar la llibertat», però que van quedar obligats a servir a la milícia.
En arribar a Montevideo, Rivera va protestar contra les mesures preses per Paz i va exigir el seu reemplaçament, però no va aconseguir convèncer a les autoritats de la ciutat. Va extreure una fracció de les seves tropes de cavalleria i es va allunyar de Montevideo, amb la intenció de distreure a Oribe.
Oribe va arribar enfront de la ciutat el 16 de febrer de 1843, i va llançar una sèrie de febles atacs sobre les defenses de la ciutat, que van ser rebutjats. Va voler evitar un bany de sang i va decidir rendir-la per altres mitjans; es va instal·lar al Cerrito de la Victòria i va declarar a Montevideo assetjada. Però van passar anys sense que la situació es definís, i de vegades passaven mesos en què no hi havia cap mena de combat entre assetjats i assetjadors. Una part important de l'exèrcit d'Oribe eren divisions argentines; allà van servir oficials notables com Hilario Lagos, Jerónimo Costa, Mariano Maza, Thorne i altres.
Oribe va establir el Congrés Nacional en el Miguelete (amb els diputats del Congrés que havia dissolt Rivera el 1838) i aquest el va nomenar president. Aquest govern va ser conegut com a Govern del Cerrito, mentre a la ciutat assetjada s'establia el Govern de la Defensa, encapçalat per Joaquín Suárez com a president interí, encara que sense Congrés, que va ser reemplaçat per una junta de notables.
En suport d'Oribe, Rosas va ordenar a l'almirall Guillermo Brown un bloqueig parcial del port, però les esquadres anglesa i francesa van impedir que el bloqueig fos efectiu. De fet, la ciutat assetjada va resistir gràcies al suport naval i econòmic de França i Anglaterra, al punt que, econòmicament i comercialment, funcionava com un enclavament colonial. La resta del país estava en mans dels «blancs».

### Els Madariaga i Paz de retorn a Corrientes
El 31 de març de 1843, 108 correntins van travessar el riu Uruguai, liderats pels germans Joaquín i Juan Madariaga, al lloc on actualment hi ha la ciutat de Paso de los Libres. Poc després de caminar, van sumar a les seves forces les tropes aportades pel comandant Nicanor Càceres, i junts van derrotar el coronel José Miguel Galán, el 6 de maig a la batalla de Laguna Brava, a 15 km de la ciutat de Corrientes. Una nova legislatura, elegida precipitadament, va triar governador a Joaquín Madariaga. Al poc temps, els Madariaga van envair la província d'Entre Rios, aprofitant que Urquiza estava en campanya a Uruguai, al capdavant de 4500 homes, l'enorme majoria dels quals de cavalleria. Van ocupar Concòrdia, i Salto, que van deixar en poder dels oficials de Fructuoso Rivera. Van derrotar el general Garzón i van avançar fins a ocupar Gualeguaychú. Allà els va arribar la notícia que Urquiza estava tornant a la seva província després de derrotar a Rivera, de manera que van iniciar la retirada cap al nord, que ràpidament es va convertir en una fugida.
Poc després, el governador signava un tractat de comerç i una aliança militar amb el president paraguaià Carlos Antonio López. En aquesta mateixa època va arribar a Corrientes el general Paz, al qual se li va oferir el comandament militar de la província i, per expressa exigència seva, una certa autoritat «nacional» sobre tots els esforços que es fessin contra Rosas. Va reorganitzar acceleradament l'exèrcit, preparant-lo per quan Urquiza tornés. Però el governador d'Entre Rios li va donar a Paz temps per prendre la iniciativa.

### Les campanyes a l'interior uruguaià
El govern d'Oribe era efectiu en gairebé tot el territori uruguaià. Però el general Rivera va aconseguir alguns èxits: es va mantenir permanentment en campanya i (si bé és cert que només governava el territori que trepitjava) va aconseguir mantenir-se fora de l'abast dels exèrcits d'Oribe. En ajuda d'aquest va marxar a territori uruguaià el governador d'Entre Rios Urquiza, que va perseguir durant dos anys a Rivera. Finalment, comprenent que res guanyava enfrontant-se a petites trobades parcials, Urquiza es va dirigir cap al nord-est del país i va tallar les seves comunicacions amb l'Imperi del Brasil, forçant-lo a presentar batalla a l'Índia Muerta, el 27 de març de 1845. Davant de les 160 baixes de Urquiza, Rivera va perdre 1700 homes; va haver d'abandonar el país i es va internar en Brasil.
Els «colorados», que havien perdut completament el control de l'interior del país, van intentar recuperar-lo per mitjà d'atacs de la flotilla de Giuseppe Garibaldi. L'agost de 1845, aquest va capturar i va saquejar Colònia, i en les setmanes següents va fer el mateix amb l'illa Martín García i Gualeguaychú. Des d'allà van atacar Fray Bentos, Paysandú i Salto, ciutats que els «colorados» van aconseguir mantenir en el seu poder per un temps. Però també Garibaldi va ser sorprès i derrotat, i va tornar a Itàlia poc després. A finals d'aquell mateix any, va tornar Fructuoso Rivera per mar i, per mitjà d'un cop d'estat, va aconseguir recuperar el poder a Montevideo. Però, després de fracassar els tractes que va proposar a Oribe, va ser expulsat definitivament al Brasil.

### Els fracassos unitaris a Santa Fe i Corrientes

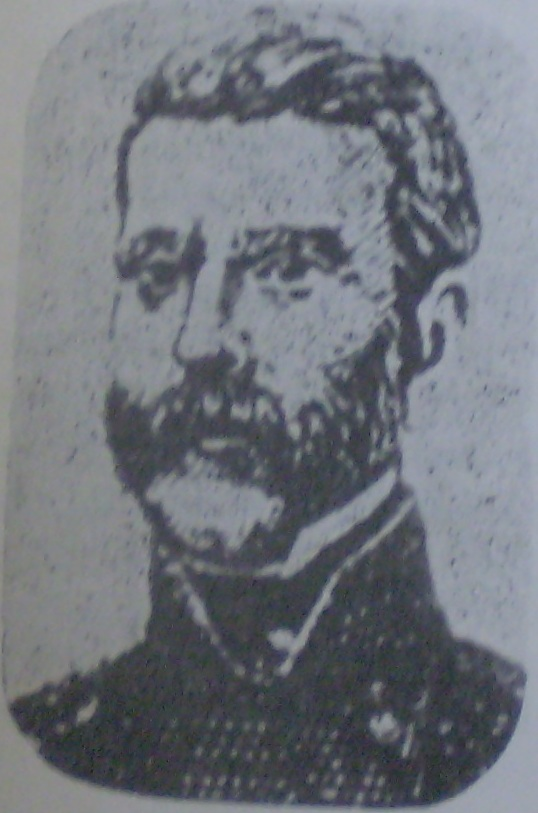
General Benjamín Virasoro

Una flota correntina, organitzada per Paz, va aconseguir dominar el riu Paraná al nord de Santa Fe. Amb aquesta seguretat, Juan Pablo López va aparèixer d'improvís prop d'aquesta ciutat, derrotant el coronel Santa Coloma i obligant a Echagüe a fugir cap a Buenos Aires. Va assumir el govern provincial el 6 de juny de 1845, però es va dedicar gairebé exclusivament a saquejar als seus coprovincians que haguessin col·laborat amb Echagüe.
Tot just un mes més tard, Echagüe va reaparèixer i el va forçar a fugir. Es va traslladar cap al nord, dedicant-se solament a salvar els seus cabals. Aquesta imprudència va permetre als federals derrotar-lo completament a Malabrigo, el 12 d'agost, prop de l'actual Reconquista.
El 20 de novembre de 1845, la flota anglo-francesa va aconseguir obrir el riu Paraná, derrotant el general Mansilla en la batalla de la Vuelta del Obligado, per obrir les comunicacions entre Montevideo i Corrientes. La flota va continuar el seu camí cap a Corrientes, aconseguint carregar molts vaixells en els seus ports; al seu retorn va ser novament atacada pels federals. Encara que militarment va ser una campanya reeixida, va ser un fracàs econòmic, de manera que no es va repetir. Corrientes va tornar a quedar aïllada.
El gener de 1846, l'exèrcit d'Urquiza va iniciar la invasió de Corrientes amb una força de 6000 homes, entre els quals hi havia molts correntins, al comandament dels germans José Antonio i Benjamín Virasoro. Paz va decidir portar-lo a un parany similar al que li havia donat el triomf a Caaguazú, retirant-se moltes llegües cap al nord. Però Juan Madariaga es va avançar a combatre a Urquiza, sent derrotat i capturat en la batalla de Laguna Limpia. Per la correspondència en poder de Madariaga, Urquiza va saber dels plans de Paz. De manera que va perseguir a aquest cap al nord però no es va enfrontar, i va retrocedir fins Entre Rios. L'estratègia de Paz havia servit perquè Urquiza es passegés per tota la província, saquejant-la impunement.

### El final de la rebel·lió correntina
Urquiza va iniciar tratatives de pau amb els Madariaga. Paz es va oposar completament i, amb el suport d'alguns diputats correntins, va intentar enderrocar al governador. Va fracassar i va haver de fugir cap al Paraguai, el que també va significar la ruptura de Corrientes amb aquest país.
Urquiza va alliberar a Juan Madariaga i, utilitzant-lo com a mediador, va signar amb el seu germà el Tractat d'Alcaraz, del 17 d'agost, pel qual Corrientes es reintegrava a la Confederació Argentina i confirmava la seva adhesió al Pacte Federal. Però el tractat tenia una part secreta, per la qual Corrientes quedava alliberada de participar en la guerra contra el govern de Montevideo, contra França o Anglaterra.
Rosas va rebutjar el tractat, i Madariaga va respondre convidant a Urquiza a enfrontar junts al governador porteny. Després de mesos de negociacions, Urquiza va envair Corrientes el 4 de novembre. El coronel Cáceres es va passar amb les seves tropes a l'invasor, que va poder avançar ràpidament.
Urquiza comptava amb 7000 homes, entre els quals 2000 correntins; l'exèrcit de Madariaga estava compost de 4000 homes. La batalla de Vences o del Potrero de Vences, del 26 de novembre de 1847, va ser una completa victòria federal. Molts soldats i oficials van ser morts en la persecució que va seguir la batalla, inclosos diversos coronels. En total, els correntins van perdre 700 morts i 2.231 presoners, inclosos gairebé 100 oficials.
Els germans Madariaga van fugir cap a Paraguai, mentre els federals tornaven a instaurar la legislatura que havia funcionat durant el govern de Cabral. Aquesta va triar governador a Benjamín Virasoro, i la província es va reintegrar plenament a la Confederació.
El següent pas per Oribe i Rosas, lògicament, havia de ser signar la pau amb Anglaterra i França; des d'ara, només era qüestió de temps que Montevideo caigués a les seves mans.

## El final de la Guerra Gran i Caseros

### Conflictes a l'interior anteriors a Caseros
Com si haguessin esperat al final de la rebel·lió correntina, a principis de 1848 van començar a esclatar revoltes a l'interior del país. En principi, però, tant els revolucionaris com les autoritats contra les que s'alçaven es van proclamar partidaris de Rosas.
A Mendoza, el governador Pedro Pascual Segura va ser enderrocat a instàncies de Rosas al març de 1847. El nou governador, Roque Mallea, va haver d'enfrontar una revolució en contra seva, dirigida pel coronel Juan Antonio Rodríguez, que el 10 de març de 1848 va ser derrotat i afusellat pel general Benavídez .
Una breu revolució a San Luis, a l'octubre de 1848, va aconseguir capturar al governador Lucero, però aquest va recuperar ràpidament el poder. El governador de La Rioja, Vicente Mota, que el 1845 havia enderrocat a Hipólito Tello, va ser enderrocat al seu torn pel «Chacho» Peñaloza al març de 1848. El va reemplaçar Manuel Vicente Bustos, veritable organitzador de la revolta, que només amb prou feines va ser admès per Rosas; passaria més tard per urquicista i després per mitrista. Mota va intentar recuperar el govern per tres vegades, però va acabar sent afusellat a finals de juliol de 1851, per ordre de Bustos.
En Jujuy, el governador Mariano Iturbe, que venia governant des de 1841, va renunciar a una nova reelecció en 1849. En el seu lloc va assumir Pedro Castañeda, però aquest va ser enderrocat poc després pel coronel Santibáñez. Va ser canviat amb suport salteny, però poc després el va succeir l'unitari José López Villar. El general Iturbe es va revoltar i va derrotar a Santibáñez, a qui va fer afusellar el mateix dia en què va tornar a assumir el govern provincial, el 13 de setembre de 1851.
A la mort del cabdill santiagueny Ibarra, el va succeir el seu soci Mauro Carranza. Aquest va convocar eleccions, però va ser derrotat per Manuel Taboada, nebot d'Ibarra. De manera que va anul·lar les eleccions. El germà de don Manuel, Antonino Taboada, va assetjar la capital, obligant a Carranza a fugir a Tucumán; a principis d'octubre, Manuel Taboada assumia el govern, i poc després derrotava a algunes montoneres partidàries de Carranza.
Celedonio Gutiérrez va intentar ajudar a Carranza, però va desistir quan Tucumán va ser envaïda pel coronel unitari Juan Crisóstomo Álvarez; el va derrotar i el va fer afusellar el 17 de febrer de 1851. Uns dies després arribava a Tucumán la notícia de Corrientes, que hagués pogut evitat la seva mort.

### Fi del bloqueig i el pronunciament d'Urquiza
Sense més aliats que els defensors de Montevideo i, atès que Rosas tenia bones relacions amb ells, els anglesos van decidir aixecar el bloqueig: sense esperar a França, van signar amb el govern porteny el Tractat Arana-Southern. El govern francès de Napoleó III també acabaria signant el Tractat Arana-Li Prédour, el gener de 1850.
Rosas sostenia que el país no estava encara en pau, per la qual cosa no era encara moment d'organitzar-lo constitucionalment. Per augmentar la pressió sobre Montevideo, Rosas va prohibir el poc comerç amb la ciutat assetjada que havia tolerat fins llavors des de Entre Ríos. Però el principal beneficiari d'aquest comerç era el governador Urquiza. Tocat en els seus interessos materials, però també convençut de la necessitat de l'organització constitucional, Urquiza va buscar la seva oportunitat d'acabar amb Rosas.
Tot i que la imminència de la caiguda de Montevideo semblava augurar la pau externa, Rosas va obrir un nou front; davant l'ajuda de l'Imperi del Brasil als defensors de Montevideo, Rosas va enviar armes a Urquiza, perquè aquest organitzés una eventual guerra contra Brasil.
Urquiza va interpretar que Rosas volia novament postergar l'organització constitucional; es va posar en contacte amb els enviats del govern de Montevideo, va reafirmar l'aliança amb el governador correntí, i es va assegurar el finançament de la possible rebel·lió per part de l'Imperi.
L'1 de maig de 1851, Urquiza va llançar en Paranà seu «Pronunciament» contra Rosas; la legislatura d'Entre Ríos va acceptar les repetides renúncies de Rosas a la governació de Buenos Aires i reassumir el maneig de la política exterior i de guerra de la província. Urquiza va reemplaçar en els documents el ja familiar «Morin els salvatges unitaris!», per la frase «Morin els enemics de l'organització nacional!».
Pocs dies més tard, Corrientes va imitar les lleis d'Entre Ríos.

### L'Exèrcit Gran
La premsa portenya va qualificar aquest acte com una «traïció». Tots els governs provincials van prometre ajuda contra el «boig, traïdor, salvatge unitari Urquiza», i van nomenar a Rosas «Cap Suprem de la Nació». Però ningú es va moure en la seva defensa. Amb els anys, Rosas s'havia convertit en un eficient buròcrata, però ja havia perdut la capacitat de reacció i es va limitar a esperar.
A finals de maig es va signar un tractat d'aliança entre Entre Ríos, Corrientes, el govern de Montevideo i l'Imperi del Brasil, per expulsar a Oribe de l'Uruguai i convocar eleccions lliures en tot aquest país. Si, com era d'esperar-se, Rosas declarava la guerra a una de les parts, s'unirien tots per atacar-li.
Com a primer pas del seu pla, Urquiza va envair l'Uruguai amb 6000 homes. Amb ell venia el general Eugenio Garzón, i a ell es van anar unint els exèrcits «blancs» orientals. Simultàniament, pel nord del país van ingressar tropes brasileres. En resposta, Rosas va declarar la guerra al Brasil. Pràcticament sol, Oribe es va veure obligat a signar un pacte amb Urquiza, el 8 d'octubre, va aixecar el setge i va presentar la seva renúncia. El general Garzón va ser nomenat president, però no va arribar a assumir el càrrec, ja que va morir poc després. En el seu lloc va ser nomenat Juan Francisco Giró.
L'Imperi va forçar al nou govern a acceptar nous tractats, pels quals l'Uruguai cedia una gran franja de territori al nord del país. A més es reconeixia al Brasil el dret d'intervenir en la política interna del seu veí sense cap control extern.
Urquiza va incorporar a la força a les tropes de Rosas al seu exèrcit, sota el comandament d'oficials unitaris i, des de llavors, el va anomenar Ejército Grande (Exèrcit Gran). A finals de novembre, el Brasil, l'Uruguai i les províncies d'Entre Ríos i Corrientes van declarar la guerra a Rosas.

### Caseros
L'Exèrcit Gran es va concentrar a Diamante, des d'on va travessar el riu Paraná el dia de Nadal de 1851. Les tropes d'infanteria i artilleria van creuar en vaixells militars brasilers, mentre la cavalleria va creuar nedant. Quan van arribar a territori santafesí, es van unir a ells les forces de Rosario; el governador Echagüe va abandonar amb les seves forces la capital, mentre Domingo Crespo (que va arribar amb els invasors) es va nomenar governador. Mancat de suport per part de Pacheco, que estava a San Nicolás, Echagüe va seguir camí cap a Buenos Aires.
Pacheco, cap de l'exèrcit porteny, va retrocedir sense presentar batalla, obstaculitzat a més per mesures contradictòries de Rosas. Finalment es va retirar a la seva estancia sense avisar el governador.
De manera que Rosas va assumir personalment el comandament del seu exèrcit. Va ser una pèssima elecció: era un gran polític i organitzador, però no era en absolut un general capaç. No va maniobrar per triar un camp de batalla, ni es va retirar cap a la capital per a esperar un setge; simplement va esperar a Santos Lugares. La seva única avançada, al comandament de Lagos, va ser derrotada en els «Campos de Álvarez» el 29 de gener.
Els dos exèrcits tenien forces equivalents, al voltant dels 24.000 homes cadascun, i sense gran diferència en l'armament. La gran diferència estava en el comandament: Urquiza era el general més capaç de la seva època, mentre que Rosas era un buròcrata. D'altra banda, les tropes portenyes eren, en la seva gran majoria, adolescentes i ancians.
La batalla de Caseros, del 3 de febrer de 1852, va durar unes quatre hores. Va ser la batalla més gran de la història de Sud-amèrica pel nombre de combatents. Els testimonis sobre la mateixa difereixen enormement a causa de l'extensió del front de combat, que impedia a cada testimoni saber què passava fora del seu camp visual. El gruix de l'exèrcit de Rosas va abandonar el camp sense gairebé combatre, i les fonts citen xifres molt variables de baixes.
Rosas es va retirar quan ja tot estava perdut, i en el camí cap a la ciutat va escriure la seva renúncia. Es va embarcar en secret cap a Gran Bretanya, d'on mai tornaria.
Després de la batalla, els coronels Chilavert i Santa Coloma van ser assassinats, i en els dies successius van haver-hi execucions massives de presoners. Entre ells es van destacar els soldats d'un dels regiments rosistes forçats a unir-se a Urquiza, que s'havien passat a Rosas matant als seus oficials, però no van ser els únics.

### Balanç d'una època
Els historiadors de tendència liberal han estudiat amb especial èmfasi el període de les guerres civils que hi ha entre Cepeda i Caseros. La importància capital que li donen a aquest període té origen en un punt de vista institucionalista, ja que es va tractar d'un període durant el qual (excepte pel efímer experiment de Rivadavia) no havia existit un govern central.
Aquestes fonts afirmen que les guerres civils d'aquest període haurien costat la vida d'uns 20.000 argentins en els camps de batalla, principalment homes adults, i provocat mig milió de vídues, nens orfes i ancians; en total, un terç de la població rioplatenca es veuria afectada per la pèrdua d'un familiar directe.
Segons escriptors de tendència unitària de mitjans del segle xix (com Andrés Lamas) durant els vint-i-dos anys que va durar l'«època de Rosas», comptant des de la caiguda de Lavalle a Buenos Aires fins a Caseros, unes 16.000 persones van patir una mort violenta a causa de la constant repressió i persecució política imposada per Rosas (xifres fins al 1843), sense comptar les seves campanyes contra els indígenes de la Pampa. Les fonts oficials rosistes parlen de tot just 400 execucions entre 1829 i 1843, mentre que el judici in absentia es va considerar a Rosas culpable de 2354 condemnes a morts, incloent les de presoners no-polítics, en un procés gens imparcial. Les xifres més moderades les va donar John Lynch respecte del nombre de morts: «més de 250, menys de 6000 i, potser, en l'ordre de 2000, per a tot el període de 1829-1852».
Una estimació més moderna que la de Lamas, que intenta aproximar-se al nombre de baixes ocorregudes durant els combats de les diferents guerres civils, s'estima molt aproximadament uns 4.000 morts fins Cepeda i unes 22.000 baixes entre Cepeda i Caseros.

### Després de Caseros

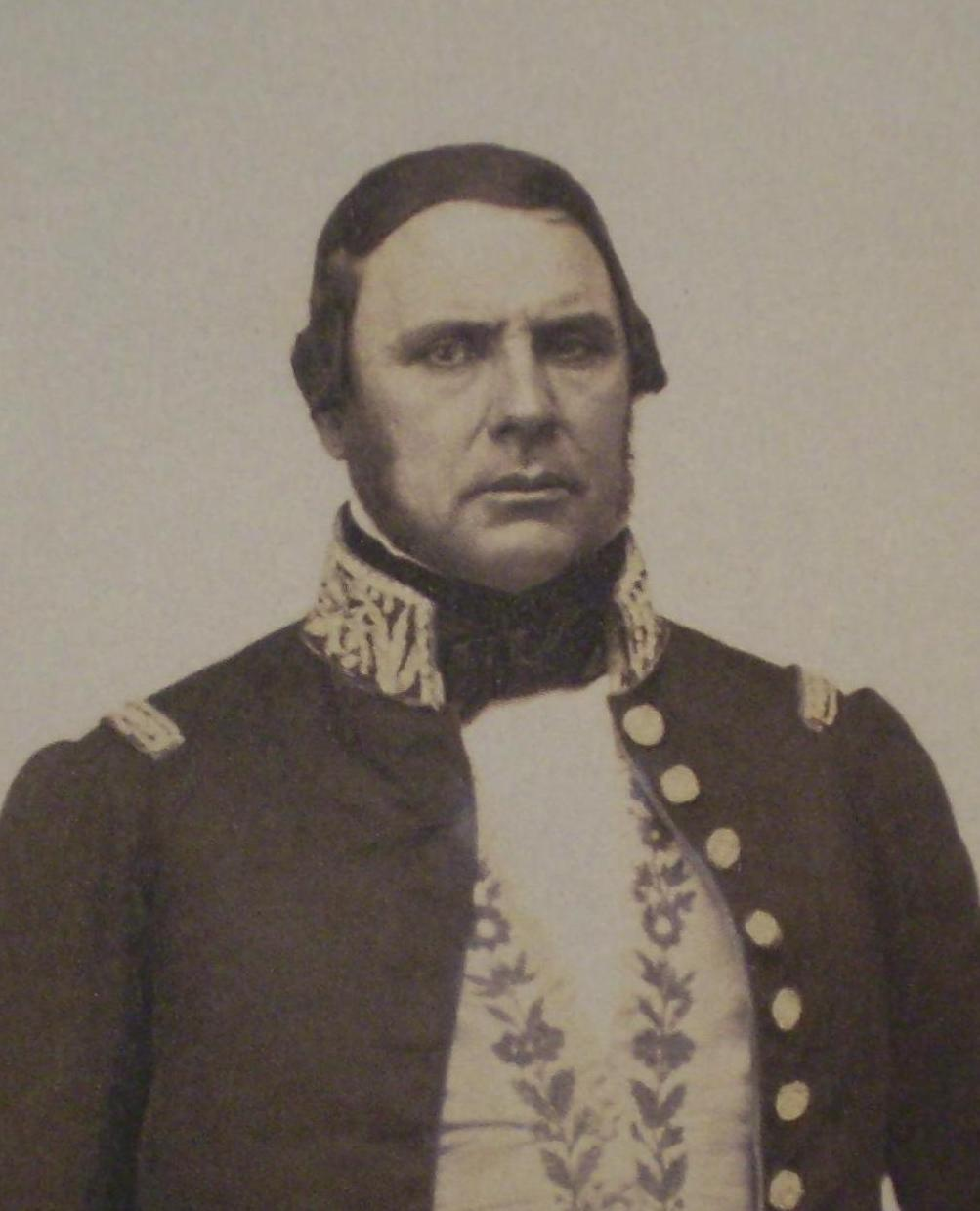
General Urquiza

Buenos Aires va quedar sumida en la confusió, mentre Urquiza ocupava la quinta de Roses a Palermo. Dos dies més tard, va nomenar governador a Vicente López y Planes, que al seu torn va nomenar el seu ministre de govern a Valentín Alsina, líder dels unitaris exiliats a Montevideo. Juntament amb aquest, van arribar a Buenos Aires Domingo Faustino Sarmiento, Bartolomé Mitre, el general Lamadrid, Vicente Fidel López i Juan María Gutiérrez. En els mesos següents també arribarien el general Paz i molts altres exiliats.
El 20 de febrer, aniversari de la batalla d'Ituzaingó, les tropes brasileres i urquicistes van desfilar per Buenos Aires.
Poc després es va iniciar una licitació entre federals i unitaris: aquests pretenien imposar al país la supremacia portenya, la mateixa que havia defensat Rosas. En les eleccions per a una nova legislatura, van triomfar els unitaris, però aquests van confirmar com a governador a Vicente López.
Molts dels governadors van ser enderrocats; a Jujuy, Iturbe va ser afusellat; a Salta, José Manuel Saravia almenys va salvar la vida. A Córdoba, un motí de caserna va enderrocar a «Quebracho» López, i a Mendoza, el general Segura va obligar a Mallea a renunciar i va tornar al govern.
Urquiza va convidar a les altres províncies a una reunió que se celebraria a San Nicolás de los Arroyos, on a finals de maig es va signar l'Acord de San Nicolás; es convocava a un Congrés General Constituent, que havia de sancionar una constitució que tingués en compte els pactes que fins llavors havien unit a les províncies. També es atorgava a Urquiza el càrrec de director Provisional de la Confederació, és a dir, titular del Poder Executiu.
Mentre estaven reunits allà, els governadors de Tucumán i San Juan van ser enderrocats en absència. Benavídez no va tenir problemes a recuperar el govern, però Gutiérrez hauria de fer-ho per la força. Uns mesos més tard, també el correntí Virasoro seria enderrocat per ser reemplaçat pel ministre d'Urquiza, Juan Gregorio Pujol.
Només quatre governadors van continuar els seus mandats després de 1852: Taboada a Santiago del Estero i Bustos a La Rioja, que es van passar ostensiblement de bàndol. També van conservar els seus governs Lucero, en San Luis, i el propi Urquiza.

### Avenços liberals al nord
Celedonio Gutiérrez es va dirigir a Catamarca, fins que una revolució que va enderrocar al governador unitari Manuel Espinosa, el gener de 1853, li va permetre tornar a la seva província. Allà va aconseguir derrotar els Taboada en «Arroyo del Rey», combat on Espinosa va perdre la vida.
A l'octubre, Gutiérrez va envair Santiago del Estero i va ocupar la capital sense trobar resistència. Però, a la rereguarda, Taboada havia ocupat San Miguel de Tucumán, nomenant governador al capellà José María del Campo. De manera que Gutiérrez va haver de retrocedir cap a la seva província, on (encara que va ser derrotat) va ocupar la capital, mentre Del Campo ocupava el sud de la província. Finalment, el dia de Nadal de 1853, els Taboada van derrotar a Gutiérrez, que es va exiliar a Bolívia. Del Campo va ocupar el govern, perseguint als federals amb presons i ejecuciones.
Des de llavors, Manuel Taboada va dirigir al nord-oest argentí una aliança de governs «liberals» a Tucumán, Salta i Santiago del Estero, opositors al govern d'Urquiza i aliats del govern de Buenos Aires.
En Corrientes, el governador Pujol va haver d'enfrontar diverses rebel·lions en contra. Al febrer de 1853 va fracassar una revolució dirigida per José Antonio Virasoro, derrotada pel general Cáceres, el mateix que havia elevat a Pujol al govern. Quan Pujol el va desplaçar del seu comandament militar, Cáceres es va aixecar en contra; va ser derrotat i es va exiliar a Entre Ríos. D'allí va tornar a l'agost de 1854, i novament al febrer de l'any següent, fracassant en tots dos casos.

## La Confederació i l'Estat de Buenos Aires

### La rebel·lió portenya
La legislatura portenya va rebutjar l'Acord de San Nicolás, amb l'excusa, esgrimida per Bartolomé Mitre, que López ho havia signat sense la seva autorització, i després que els poders concedits a Urquiza eren excessius. En realitat, s'oposaven al fet que al Congrés no es respectés la distribució proporcional, que havia permès a Buenos Aires controlar els anteriors congressos. Urquiza va respondre dissolent la Sala, va tancar els diaris opositors i va ocupar la governació; era la primera intervenció federal de la història argentina.
Però quan Urquiza va abandonar la ciutat, va esclatar la revolució de l'11 de setembre; la legislatura dissolta es va reunir i va triar governador, primerament a Manuel Guillermo Pinto, i després al propi Alsina.
Els portenys van organitzar tres exèrcits; un es va establir a San Nicolás, al comandament del general Paz, per eventualment envair Santa Fe. Altres dos exèrcits (un al comandament de Juan Madariaga i l'altre de Manuel Hornos) van envair Entre Ríos, però van ser ràpidament derrotats.
La major part dels oficials de campanya de Buenos Aires, excol·laboradors de Rosas, es van rebel·lar a finals de novembre contra el govern porteny dominat pels unitaris. Els coronels Hilario Lagos, Ramon Bustos, José María Flores i Jerónimo Costa van posar setge a la ciutat. Poc després, el coronel Pedro Rosas i Belgrano va intentar revoltar l'interior de la província en favor dels unitaris, però va ser derrotat en la batalla de San Gregorio, prop de la boca del riu Salado. Urquiza es va unir al setge de Buenos Aires. Però la prolongació del setge va fer caure ràpidament la moral dels assetjadors, i el comandant de la flota d'Urquiza, que bloquejava el port de Buenos Aires, John Halstead Coe, va ser subornat per lliurar l'esquadra als portenys. Després de la defecció de diverses unitats portenyes de l'exèrcit sitiador, Urquiza va aixecar el setge al juny de 1853.
Des de llavors, l'Estat de Buenos Aires va romandre separat de la Confederació Argentina i va sancionar la seva pròpia constitució, que deixava oberta la possibilitat per a una independència definitiva. A la Confederació, Urquiza va ser triat president sense oposició.

### Invasions federals en Buenos Aires

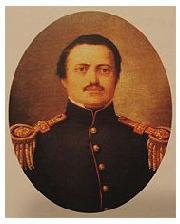
General Jerónimo Costa

La major part dels federals portenys van emigrar a Paraná, Rosario o Montevideo, des d'on van planejar tornar per mitjà de la invasió de la seva província. El gener de 1854, Lagos va ocupar el nord de la província per pocs dies. Al novembre, el general Costa va avançar al capdavant de 600 homes, però el general Hornos li va sortir al pas i el va derrotar en la batalla de El Tala, obligant a retirar-se.
Al desembre de 1855 hi va haver un nou intent: José María Flores va desembarcar a Ensenada, mentre Costa ho feia prop de Zárate, amb menys de 200 homes. El governador Pastor Obligado va dictar la pena de mort per a tots els oficials implicats en aquesta invasió (declarant-los bandits, per no haver de respectar-los com a enemics) i va ordenar el seu afusellament sense judici. Després del fracàs de Flores, Costa va avançar cap a Buenos Aires amb les seves escasses tropes. El 31 de gener de 1856 va ser derrotat per Emilio Conesa prop de San Justo. La major part dels soldats van ser morts quan es rendien, i els oficials van ser afusellats dos dies més tard.
Malgrat que els federals van reclamar venjança, aquesta matança va obligar a Urquiza a ser més prudent en el control dels seus aliats portenys. Buenos Aires i la Confederació van conservar la pau per uns anys.
Durant els anys següents, el litoral va estar en pau; no obstant això, els portenys es van veure involucrats en la revolució uruguaiana de 1858, en la pràctica una invasió des de Buenos Aires a l'Uruguai per part del general César Díaz. L'aventura va acabar en l'anomenada «Massacre de Quinteros», que va contribuir a exacerbar els ànims en aquest país i a identificar novament als partits uruguaians amb els argentins; des de llavors, els exiliats uruguaians (dirigits per Venancio Flores) es van aliar al govern porteny, prometent venjança contra els «blancs».

### Desordres a Cuyo

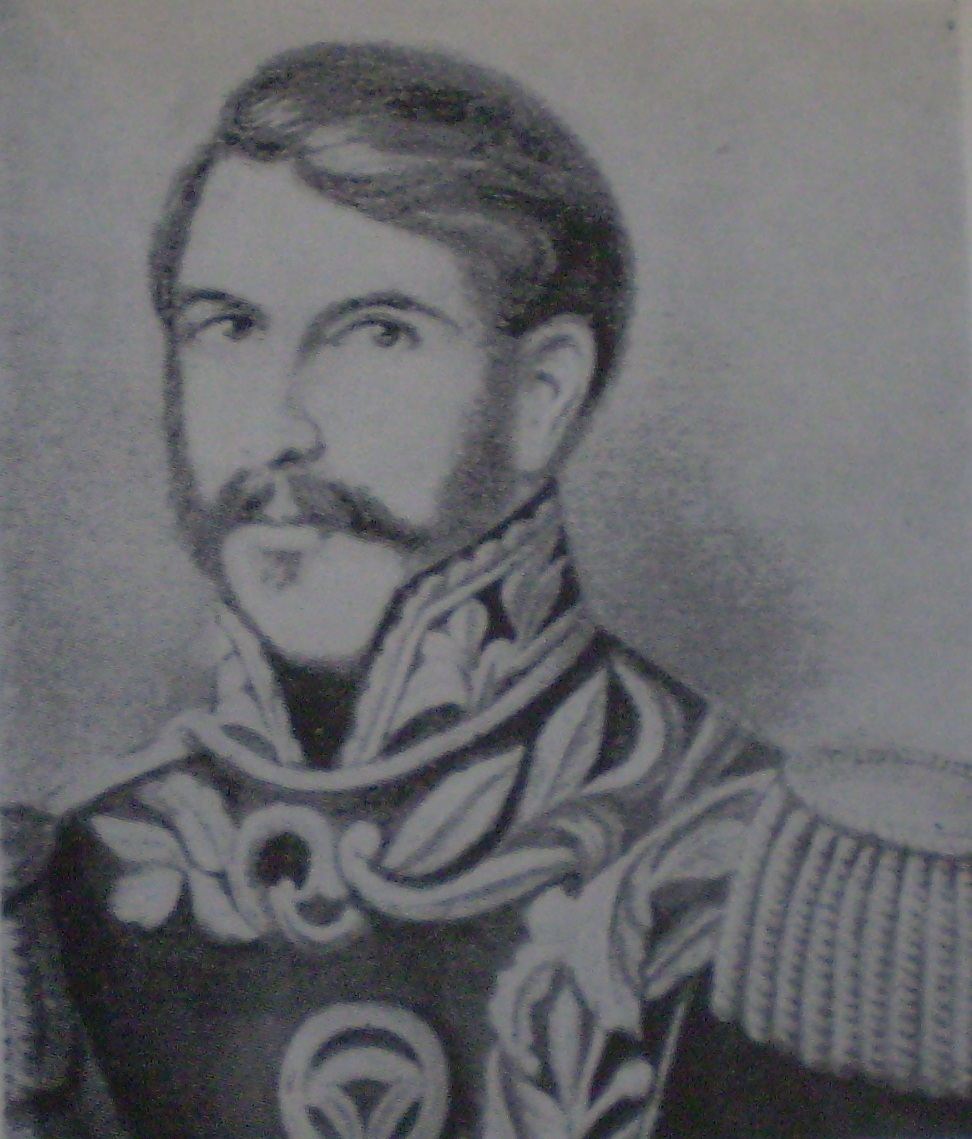
General Nazario Benavídez

La pau tan sangantment aconseguida no va durar molt; els primers desordres van ocórrer a La Rioja, on el general Ángel Vicente Peñaloza, conegut amb el malnom de «El Chacho», va deposar el governador, reemplaçant-lo per Manuel Vicente Bustos.
Al març d'aquest any va esclatar en San Juan una revolució federal, per la qual Nazario Benavídez va ser reposat en el govern al qual havia renunciat l'any anterior. La intervenció federal ordenada per Urquiza va permetre l'elecció del governador Manuel José Gómez Rufino, un unitari, però les milícies van continuar sota el comandament de Benavídez, que a més va ser nomenat comandant de la divisió de l'Oest de l'Exèrcit de la Confederació.
Acusant-lo de conspirar en contra seva, Gómez va arrestar Benavídez; i, quan els seus amics van intentar alliberar-lo, va ser assassinat. La seva mort va ser festejada en públic, tant en San Juan com a Buenos Aires.
La província de San Juan va ser intervinguda, i l'interventor militar, el coronel José Antonio Virasoro, va ser després triat governador. El comandament de la Divisió Oest va ser donat a Peñaloza, juntament amb el grau de general.

### Cepeda
Després de les fracassades invasions a l'Estat de Buenos Aires, Urquiza havia negociat la incorporació pacífica de la província rebel, però també hi havia fracassar. La violència en les eleccions portenyes va assegurar la victòria de l'unitari Valentín Alsina sobre el candidat federal. D'altra banda, la situació econòmica de la Confederació era molt menys sòlida que la de Buenos Aires.
Enfront de la provocació en San Juan, el Congrés va dictar una llei autoritzant a Urquiza a usar la força per obligar a Buenos Aires a reincorporar-se. De manera que tots dos bàndols es van armar precipitadament; el cap de l'exèrcit porteny, el coronel Bartolomé Mitre, va marxar cap al nord, mentre els vaixells de guerra portenys bloquejaven el port de Paraná, capital de la Confederació. A mitjans d'octubre, l'esquadra nacional va forçar el pas de l'illa Martín García després d'un breu combat naval i va ancorar enfront de Buenos Aires.
El 23 d'octubre va tenir lloc la batalla de Cepeda; l'exèrcit de la Confederació comptava amb 14.000 homes, a més d'algunes divisions de guerrers indígenes. L'exèrcit porteny, encara que més petit (disposava de 9.000 homes) era més fort en infanteria i artilleria. La cavalleria federal va prevaler des del començament, i quan la seva infanteria va aconseguir desplaçar a la portenya, la batalla va quedar decidida. Mitre va perdre 100 morts, 2.000 presoners i 20 canons; els nacionals van tenir més morts, però van deixar a l'enemic sense cavalleria. Dos dies més tard, embarcats en els bucs de la seva armada, els portenys van iniciar la retirada cap a Buenos Aires.
Urquiza va avançar sobre la ciutat, encara que no la va ocupar per la força, sinó que va acampar al poble de San José de Flores. Alsina va renunciar i tots dos bàndols van signar el Pacte de San José de Flores, pel qual la província de Buenos Aires es reincorporava de dret a la República Argentina.
D'acord amb el convingut en el Pacte, el govern porteny va reunir una convenció provincial que va proposar reformes a la Constitució, ràpidament acceptades per la Convenció Nacional. A la pràctica, la reforma garantia a Buenos Aires la continuïtat de les rendes de la seva duana per sis anys i cert control econòmic sobre la resta del país.
Molts observadors van pensar que els portenys anaven a buscar qualsevol excusa per no reincorporar-se a la República, llevat que poguessin assegurar-se el control real sobre tot el país. Per exemple, segons el coronel Ricardo López Jordán, Urquiza havia arribat a Buenos Aires com a vencedor, i negociat com derrotat.
Poc després era elegit president Santiago Derqui.

### Guerra civil a Cuyo i a Córdoba

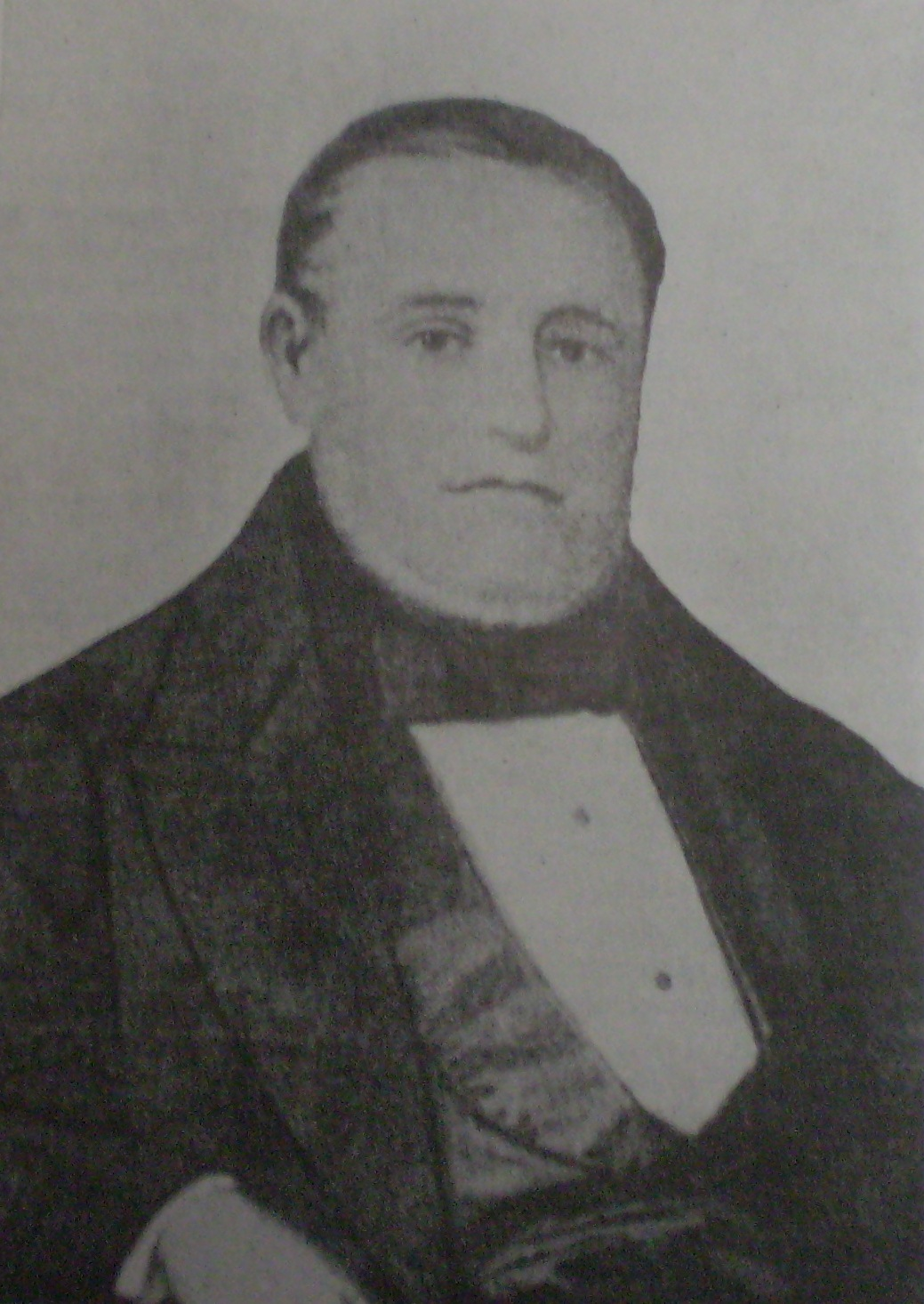
Antonino Aberastain

A San Juan, el govern de Virasoro no era popular. Els unitaris el consideraven un dèspota, i Sarmiento (des Buenos Aires) cridaba obertament a la revolució i el magnicidi. El novembre de 1860, un grup d'oficials i dirigents unitaris el va atacar a casa seva, assassinant al governador i a diversos parents. Un cop més, els liberals portenys van festejar aquest segon crim, i aviat hi va haver sospites que els revolucionaris havien estat finançats des de Buenos Aires. La legislatura que havia acompanyat a Gómez va triar governador al líder del partit «liberal» sanjuanenc, Antonino Aberastain.
Derqui va decretar la intervenció federal a la província, nomenant per al càrrec al governador de la província de San Luis, coronel Juan Saá, el qual va exigir el lliurament dels assassins de Virasoro i la reunió de la legislatura federal. Però Aberastain es va negar i va organitzar un exèrcit per repel·lir l'avanç de Saá. Aquest el va vèncer a la batalla de Rinconada del Pocito, l'11 de gener de 1861. Aberastain va ser fet presoner, i dos dies més tard executat pel segon de Saá, el coronel Francisco Clavero.
Després de la seva campanya a San Juan, el general Saá es va veure obligat a retrocedir cap a la seva província, San Luis, a causa d'una revolta unitària dirigida pel coronel José Iseas, cap de la frontera. Aquest va ser vençut gairebé sense lluita, i va haver d'abandonar San Luis, refugiant-se a Córdoba.
A Córdoba era governador des de 1858 Mariano Fragueiro, un liberal aliat als unitaris, que havia estat candidat a governador en les eleccions de 1860 pel partit liberal, i durant la campanya havia perseguit als seus opositors. A principis de 1860 va renunciar arran d'una revolució, per la qual va estar presoner alguns dies.
El va succeir en el comandament Félix de la Peña, que es va dedicar a enfrontar-se a Derqui, aliant-se al govern porteny, i va recolzar les invasions del coronel José Iseas a San Luis. De manera que Derqui va acudir a la crida dels federals de Córdoba i San Luis, i va decretar la intervenció federal a Córdoba. Però no va nomenar un interventor; ell mateix es va traslladar a Córdoba i va assumir el comandament provincial. Allí va organitzar un poderós cos d'infanteria per a la guerra amb Buenos Aires, i unes setmanes més tard va abandonar la ciutat al capdavant d'aquest exèrcit per instal·lar-se a Rosario, deixant com a governador de Córdoba al federal Fernando Félix de Allende.

### Pavón

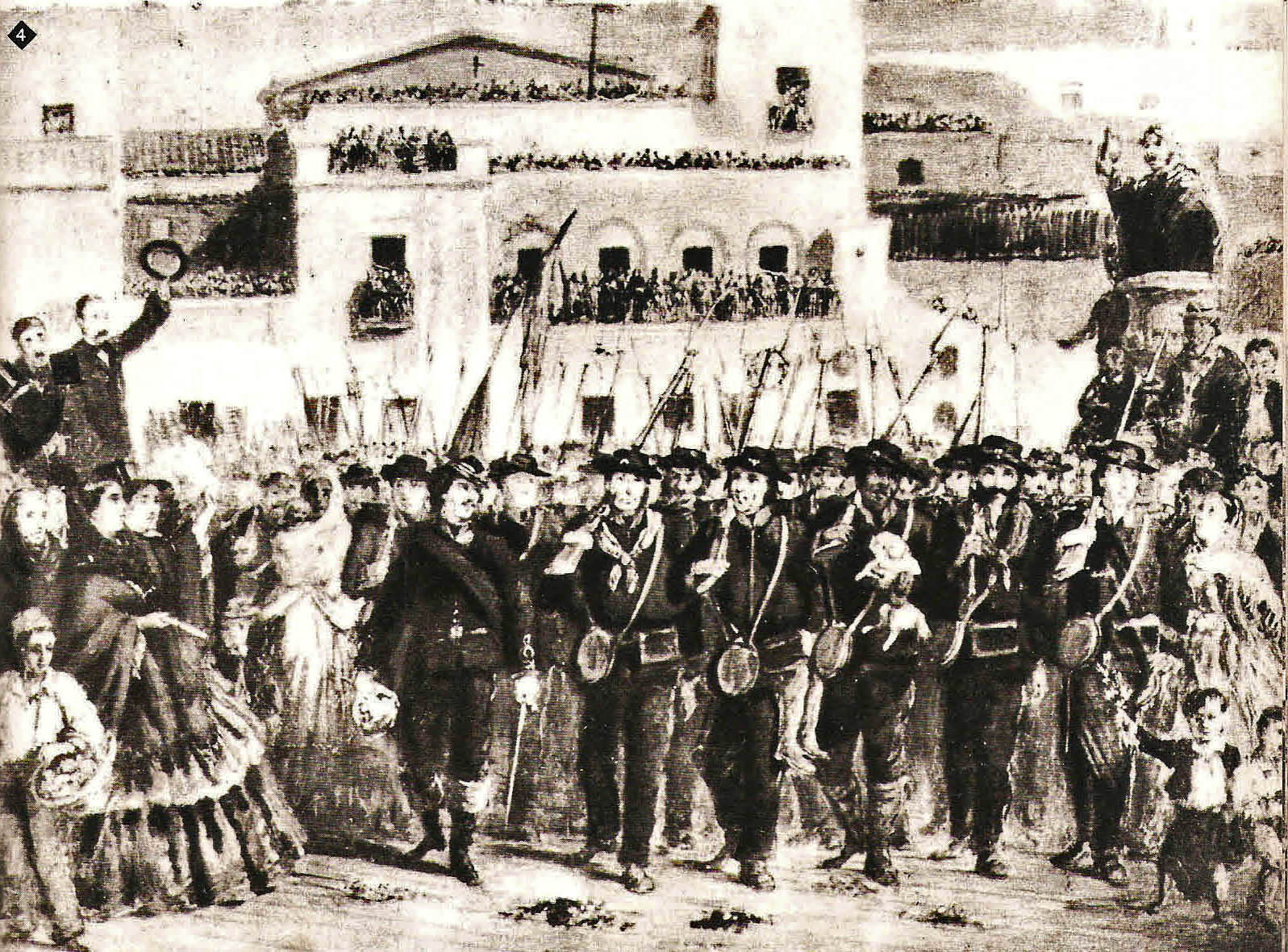
Partida de la Guàrdia Nacional de Buenos Aires per a la campanya de Pavón. Oli de León Pallière

El govern porteny havia usat el temps transcorregut des de Cepeda per intrigar entre Urquiza i Derqui i enfortir-se econòmica i militarment. Finalment va rebutjar la seva incorporació a la resta del país, utilitzant com a excuses el rebuig dels diputats portenys al Congrés (que havien estat elegits violant la llei nacional, aparentment per provocar aquest resultat) i l'assassinat d'Aberastain. Van acusar Derqui de portar endavant una política criminal i van desconèixer tota autoritat legal i moral al govern nacional.
Derqui es va traslladar a Rosario i va lliurar a Urquiza la infanteria reunida a Córdoba, que va assumir el comandament de l'exèrcit nacional, al qual li va sumar un gran contingent d'entrerrians i d'altres províncies del litoral, en la seva gran majoria de cavalleria. En total, l'exèrcit nacional estava format per 17.000 homes.
L'exèrcit porteny estava compost per 22.000 homes, a més amb una important superioritat en infanteria i artilleria. Mitre va avançar cap al nord de la seva província i va envair Santa Fe. Les dues forces van xocar a Pavón, província de Santa Fe, on Urquiza va disposar les seves tropes en una posició defensiva, amb la cavalleria a les ales. Ell mateix es va posar al comandament de l'ala dreta.
Mitre va atacar amb la seva infanteria, sent rebutjat en un primer moment per l'artilleria confederal. Simultàniament, les dues ales de l'exèrcit federal van atacar a la cavalleria portenya, obligant-la a fugir. Urquiza va tornar a la seva posició, mentre la cavalleria de l'esquerra, manada per Juan Saá i Ricardo López Jordán, perseguia a llarga distància als portenys.
La infanteria portenya es va refer i va tornar a atacar, desplaçant als seus enemics del seu front, encara que aquest es va reorganitzar a certa distància. Urquiza, que no tenia notícies de la seva ala esquerra, va decidir no enviar a la reserva a combatre, i es va retirar del camp de batalla, al costat de la seva cavalleria i la seva reserva. Va marxar cap a San Llorenzo, i va creuar el Paraná cap a la seva província, portant-se les divisions entrerrianes i correntines.
Si bé s'han intentat diverses explicacions per aquesta retirada, cap és satisfactòria. Les més difoses són les que l'atribueixen a una malaltia renal d'Urquiza, i la que sosté que aquest desconfiava del president Derqui i temia una traïció.

### Després de Pavón

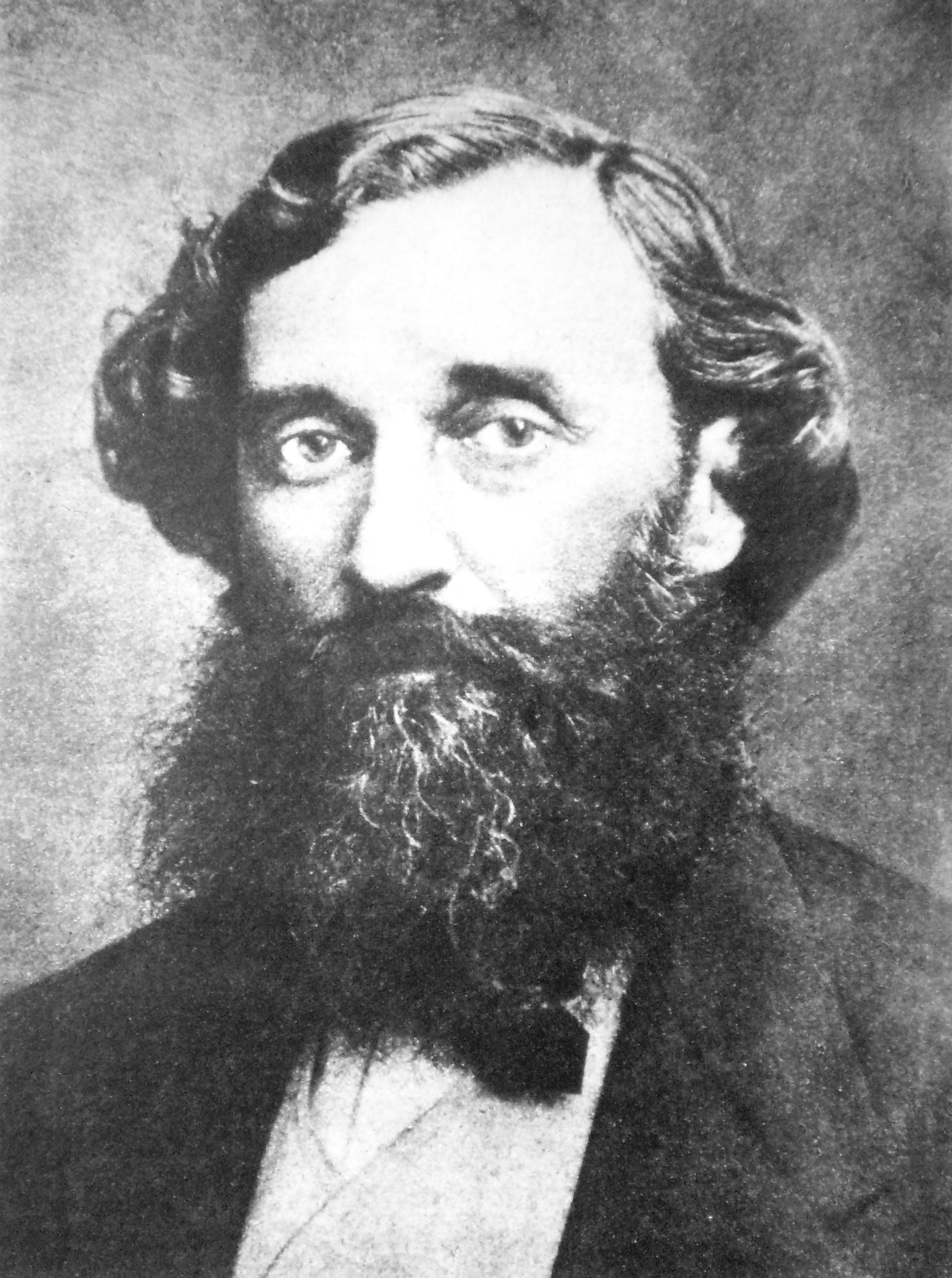
President Bartolomé Mitre

L'exèrcit de Mitre s'havia vist obligat a retirar-se cap a San Nicolás de los Arroyos, fustigat per la cavalleria de Saá, de López Jordán i dels emigrats portenys. Només després d'algunes setmanes, segur de la defecció d'Urquiza (que fins va retirar l'artilleria de Santa Fe cap a la seva província) Mitre va decidir avançar.
Derqui es va trobar en un caos en què era impossible governar. Va intentar negociar amb Mitre, però aquest va exigir la seva renúncia i la dissolució del govern nacional. Finalment va renunciar al govern i es va exiliar a Montevideo, de manera que la presidència va ser assumida pel vicepresident Juan Esteban Pedernera.
Mitre va ocupar Rosario i es va apoderar dels fons de la seva duana, amb els quals finançaria la subsegüent invasió de l'interior. Uns dies més tard, l'exèrcit porteny, al comandament de l'expresident uruguaià Venancio Flores, va atacar a la cavalleria federal que quedava a la batalla de la Cañada de Gómez, que va ser una massacre de soldats de cavalleria, molts d'ells indefensos, a les mans de la infanteria portenya. Poc després, el governador santafesí, Pascual Rosas, va presentar la seva renúncia, sent reemplaçat mitjançant proscripció dels federals, per l'unitari Domingo Crespo.
Urquiza no només no es va moure en defensa del seu govern, sinó que va declarar que la seva província reasumía la seva sobirania, el que equivalia a negar-li tota autoritat al govern nacional. Va desmantellar la flota nacional, lliurant-la al govern provincial porteny, va recuperar per a la seva província la ciutat de Paraná, fins llavors capital federal, i va encarregar el govern nacional interí al mateix Mitre. El 12 de desembre, Pedernera va declarar dissolt el govern nacional.
En Corrientes, la notícia de Pavón va encoratjar al partit liberal, que estava a l'oposició, a aixecar-se contra el govern del federal José María Rolón. El governador va enviar contra els revoltats un petit exèrcit, al comandament del coronel Cayetano Virasoro, que va ser derrotat a Goya, en un combat sense més importància. Però Rolón, adonant-se que la guerra anava per llarg, va renunciar el 8 de desembre per evitar més vessaments de sang. Virasoro va renunciar també, i les seves forces es van rendir al coronel Reguera a la Cañada de Moreno.
El govern correntí va ser ocupat pel liberal José Pampín, que va cridar en la seva ajuda al general Càceres. Però els caps militars, com els coronels Acuña i Insaurralde, es van negar a sometre's. Càceres els va derrotar amb ajuda del general Ramírez en un combat a Curuzú Cuatiá, l'agost de 1862.

### Invasió a Córdoba i Cuyo

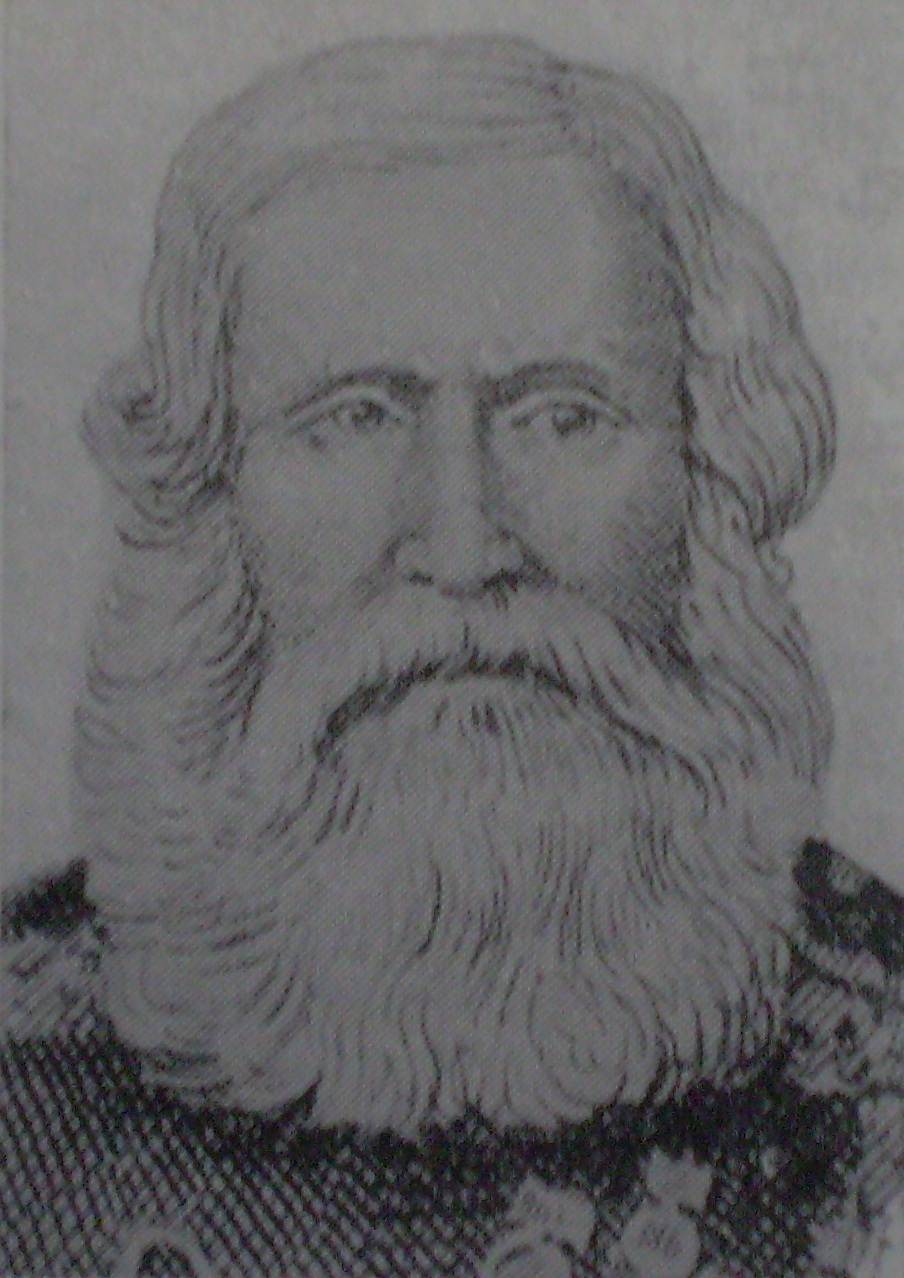
General Wenceslao Paunero

A la ciutat de Córdoba, les milícies locals havien estat mobilitzades per a la batalla de Pavón, excepte les que s'identificaven amb el partit liberal. Aquestes van enderrocar al governador Allende, reemplaçant-lo pel liberal Román. Les forces federals enviades per reposar a aquest, manades pel coronel Francisco Clavero, van ser derrotades pel comandant Manuel José Olascoaga.
Poc després, la província era envaïda per l'exèrcit porteny manat pel general Wenceslao Paunero, que tenia de cap polític a Marcos Paz. En arribar a Córdoba es van trobar als liberals dividits en dos bàndols antagònics, de manera que Paz, que no era cordobès, va ocupar el govern per decisió de Paunero.
Com Paz va seguir poc després camí cap al nord, el mateix Paunero va acabar assumint el govern. Es va dedicar a enviar expedicions a les províncies veïnes: a San Luis i Mendoza va enviar a Sarmiento, que va enderrocar als governs d'ambdues províncies i de seguida al de San Juan, assumint el govern en la seva província. A La Rioja va enviar al coronel Echegaray, i a Catamarca al coronel José Miguel Arredondo. Al març, Paunero va organitzar eleccions, amb la intenció de fer-se elegir governador titular; però els liberals autonomistes el van derrotar, triant en el seu lloc a Justiniano Posse.
El general Saá va intentar organitzar la resistència a San Luis, però veient-se mancat de tot suport exterior, i amb l'oposició enfortida, va acabar renunciant i lliurant el govern a Justo Daract. Immediatament va emigrar a Xile.
A Mendoza, el governador Laureano Nazar va haver d'enfrontar una primerenca revolució, que va poder fàcilment derrotar. La duresa amb què va tractar als vençuts va alarmar a alguns federals, que pensaven que conservant bones relacions amb els portenys podien salvar el seu partit. Un d'ells, el coronel Juan de Dios Videla, el va enderrocar a mitjans de desembre. Però Rivas va exigir la seva renúncia, i Videla va fugir a Xile. El cap porteny va nomenar governador a un dels pocs liberals que va trobar, Luis Molina.
Sense esperar als portenys, el governador sanjuaní va renunciar al comandament, que va ser assumit interinament per Ruperto Godoy. Aquest va reunir a la legislatura unitària que havia triat a Aberastain i, avançant-se a l'arribada de l'exèrcit de Rivas, va triar governador al seu segon, el coronel Domingo Faustino Sarmiento, el primer dia de 1862.
Fins llavors, excepte una breu resistència a Mendoza, l'ocupació de Cuyo no havia estat violenta, tot i que els governs democràticament elegits van ser reemplaçats per altres sorgits de les baionetes portenyes.

### Santiago i Tucumán

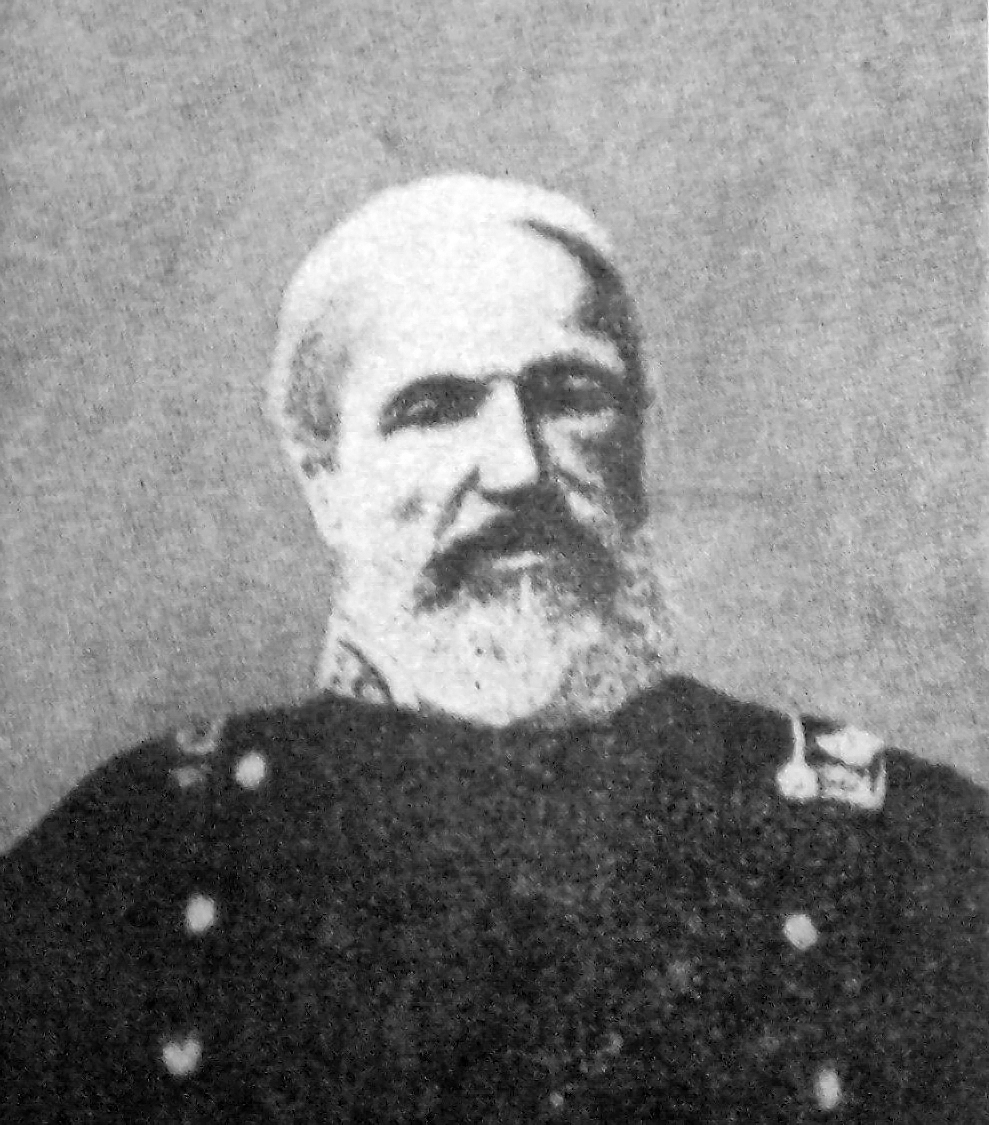
General Octaviano Navarro

A principis de 1860, i arran de la batalla de Cepeda, el governador santiagueny Pedro Ramón Alcorta va intentar independitzar-se de la influència dels germans Taboada, que l'havien portat al govern, aconseguint reunir una legislatura addicta. Però els Taboada van reunir als milicians lleials i van derrotar a Alcorta, que va fugir a Tucumán i va demanar la intervenció federal. Però ni Urquiza, ni tampoc el seu successor Derqui, van mostrar dificultat per resoldre la qüestió. Mentrestant, la minoria de la legislatura va nomenar governador a Pedro Gallo.
Després d'una infructuosa intervenció federal encarregada al governador tucumà Salustiano Zavalía, el president Derqui va ordenar la intervenció del general Octaviano Navarro, que al seu torn va obligar a Zavalía a ajudar-lo. Però el capellà Del Campo el va enderrocar, col·locant en el seu lloc l'unitari Benjamí Villafañe.
En 1861, quan estava per tenir lloc la batalla de Pavón, Navarro va envair Tucumán i, amb el suport del coronel salteny Aniceto Latorre i l'excabdill tucumà Celedonio Gutiérrez, va derrotar a Del Campo en la batalla del Manantial. Amb la notícia de la victòria federal a Pavón, Navarro va dirigir les seves forces federals a la invasió de Santiago del Estero, obligant a Taboada a evacuar la capital. Però llavors va arribar la notícia de l'avanç de Mitre; la retirada d'Urquiza havia transformat la victòria de Pavón en derrota.
Navarro va retrocedir ràpidament cap a Catamarca. Taboada es va llançar cap a Tucumán, on va vèncer a Gutiérrez a la batalla del Seibal, el 17 de desembre i va posar al govern a Del Campo. Els federals de Catamarca van cridar en el seu auxili al comandant de l'exèrcit de La Rioja, el «Chacho», general Àngel Vicente Peñaloza. Aquest es va instal·lar a Catamarca i es va oferir com a mediador entre els dos bàndols, cosa que Antonino Taboada va acceptar, mentre comunicava a Mitre que ho feia només per guanyar temps, perquè estava decidit a expulsar els federals de totes les províncies. En efecte, quan va poder reunir forces suficients, va ajudar a Del Campo a envair Salta, provocant la renúncia del governador federal José María Todd. A continuació va atacar a Peñaloza, derrotant el 10 de febrer a la batalla del Río Colorado, al sud de la província de Tucumán.
De seguida va enviar a Anselmo Rojo a Catamarca, on va obligar el governador federal a renunciar, i col·locant en el seu lloc a Moisés Omill.

### La resistència del Chacho Peñaloza
Peñaloza va tornar a La Rioja, on el governador va decidir fer les paus amb els portenys, declarant que la seva província:
| « | No té part en els actes de vandalisme que don Ángel Vicente Peñaloza comet a les províncies de Tucumán i Santiago del Estero. | » |

Simultàniament entraven a la província els coronels Ignacio Rivas, Ambrosio Sandes i José Miguel Arredondo. Davant l'atac general a la seva província, Peñaloza, amb més criteri que el seu governador, va decidir no lliurar desarmada la província: els federals es van preparar a repel·lir la invasió.
El Chacho va ocupar la capital provincial, però es va retirar al sud de la província on va ser derrotat per l'eficaç cavalleria de Sandes en dues batalles. Tots els oficials presoners van ser executats, molts d'ells després de patir cruels tortures. Els federals van ser també vençuts a les rodalies de la capital.
El Chacho va obrir llavors un nou front: va envair San Luis, va unir les seves forces a les dels cabdills puntans Juan Gregorio Puebla i Fructuoso Ontiveros, i va posar setge a la ciutat de San Luis. Malgrat que no va aconseguir capturar-la, va aconseguir una treva, que serviria de base a posteriors tractats de pau. Al seu retorn a Los Llanos, Peñaloza va ser novament derrotat, però a finals de maig va aconseguir signar amb Rivas el Tractat de la Banderita, prop de Tama, pel qual els federals se sotmetien al recentment elegit president Mitre.
El nou governador, Francisco Solano Gómez, d'antecedents unitaris, estava envoltat dels amics del cabdill, i va nomenar comandant d'armes a Felipe Varela. Per això no va poder desarmar Peñaloza, que va retenir en el seu poder les armes dels seus homes.
Els mesos següents van ser de pau, però també de misèria i d'atropellaments contra tots els que fossin acusats de federals. Molts exmontoners van ser arrestats, i uns quants van ser executats.

### La derrota del Chacho
Quan els governs veïns van augmentar la seva hostilitat cap als montoners, aquests van començar a revoltar-se; al març, els federals de San Luis van atacar al govern, i van estendre la seva acció a la vall de Traslasierra cordobesa. Varela va atacar al mateix temps Catamarca, i el coronel Clavero va envair Mendoza. Amb la proclama que va llançar a finals de març, el mateix Peñaloza es va unir a la rebel·lió:
| « | Tots els homes, no tenint ja més a perdre que les seves existència, volen sacrificar-se millor al camp de batalla. | » |

La crida a la lluita es feia en nom d'Urquiza, que comptaven amb la seva ajuda. Però aquest es va limitar a callar en públic i condemnar en privat aquestes rebel·lions.

La província va ser atacada simultàniament des de San Juan, on Sarmiento va ser nomenat «director de la guerra», i des del nord, amb tropes aportades per Taboada i dirigides per Arredondo. Mitre va anunciar que els seus enemics estaven fora de la llei i, per tant, se'ls podia matar quan fossin capturats:
| « | Vull fer a La Rioja una guerra de policia. Declarant lladres als montoners, sense fer-los l'honor de partidaris polítics, el que cal fer és molt senzill. | » |

Aquesta segona guerra va ser una sèrie de derrotes per al Chacho, però el suport popular li va permetre continuar en armes. Anomenat pels federals de Cordoba, va envair aquesta província. A la capital cordobesa, el comandant Simón Luengo va enderrocar al governador i va rebre al Chacho, que va ser rebut triomfalment pels federals.
El general Wenceslao Paunero, al capdavant de tots els cossos que havien anat a envair La Rioja, el va atacar a la batalla de Las Playas, el 20 de juny de 1863, derrotant-lo per complet. Novament, tots els oficials presoners van ser afusellats, i molts soldats van patir morts molt cruels, amb fuetades, «cep colombià» i altres formes de tortura.
El cabdill va fugir cap a la Serralada. Quan tots van pensar que fugiria a exiliar-se, va tornar cap al sud i va tornar a Los Llanos; els seus enemics no es van atrevir a anar a buscar-lo, però tampoc van acceptar els seus oferiments de pau. Va fer últim intent i va atacar Caucete, molt prop de la ciutat de San Juan, però va ser derrotat pel comandant Pablo Irrazábal el 30 d'octubre. Pocs dies més tard, de tornada a Los Llanos, el seu exèrcit va ser destruït per complet per Arredondo.
Es va refugiar a la casa d'un amic a Olta, gairebé completament sol. Allí va ser arrestat pel major Ricardo Vera, parent seu, que venia per ordre d'Irrazábal. Quan aquest va arribar a la casa, el va travessar amb la seva llança. Després va ordenar que li tallessin el cap i la clavessin a la punta d'un pal a la plaça d'Olta.

En conèixer la notícia, Sarmiento va exclamar:
| « | He aplaudit la mesura precisament per la seva forma. | » |

Alguns intel·lectuals, com José Hernández i Olegario Víctor Andrade, van rescatar la seva figura, però Sarmiento li va dedicar un llibre ple d'invectives.
A San Luis, els germans Ontiveros ja havien estat vençuts, mort en combat un d'ells, i l'altre refugiat a les tolderies dels ranquels. Pobla, l'últim cabdill puntà, es va unir als ranquels i va atacar Villa Mercedes, però va ser mort en l'atac.
A La Rioja, el breu govern de Manuel Vicent Bustos va ser succeït per Julio Campos, un porteny sense relacions a la província, l'autoritat residia només en les armes. La Rioja va ser pacificada per força, i els seus habitants es van resignar a viure dominats pels portenys i els seus aliats a canvi de pau.
Si bé no hi va haver més guerres civils a l'Argentina en aquest període, el govern argentí es va complicar en la invasió de Venancio Flores a l'Uruguai, que va desembocar en l'anomenada Croada Libertadora de 1863 o «Guerra Chiquita». La desembussada ajuda que li prestava el govern de Mitre a Flores, les seves enèrgiques negatives a reconèixer aquesta ajuda i els recels del govern de Francisco Solano López en el sentit que aquesta guerra, en la qual també participava l'Imperi de Brasil, que era l'avantsala d'un atac al seu país, va portar a la Guerra del Paraguai, una vegada que Flores va aconseguir derrotar el govern uruguaià.

## La revolució dels Colorados i la campanyes de Felipe Varela

### L'esclat de la revolució
La participació argentina en la Guerra del Paraguai va exigir a les províncies enormes remissions de soldats, que marxaven cap a una guerra tremendament impopular a l'interior del país. Gran part dels «voluntaris» que eren reclutats per combatre al front es van rebel·lar o van desertar.
La invasió al territori paraguaià va acabar sent una empresa molt més àrdua del previst, i les províncies van ser obligades a enviar nous contingents de soldats al front. La derrota dels Aliats a la batalla de Curupayty va deixar molt baix el prestigi militar de Mitre; la població estava farta de les lleves forçoses de soldats per a una guerra que semblava no tenir fi.
L'11 de novembre de 1866 va esclatar a Mendoza una revolta de les tropes reunides per marxar cap al front. Com en altres províncies, allà el govern del partit liberal havia estat una imposició de l'exèrcit porteny que l'havia envaït pocs mesos després de Pavón. Els revoltats van rebre el suport de la policia local i dels guàrdies de la presó, i van posar en llibertat als presos de la presó. Entre ells hi havia molts federals, que van anunciar l'enderrocament del governador. El govern va ser assumit pel doctor Carlos Juan Rodríguez, que es va llançar a un programa polític molt ambiciós; va desconèixer l'autoritat del president Mitre i va anunciar que intentaria aturar la Guerra del Paraguai. Rodríguez va ser nomenat director de la guerra que havia d'esclatar contra el govern central.
Els federals van derrotar en un petit combat a Luján de Cuyo al coronel Pablo Irrazábal, el mateix que havia assassinat al Chacho Peñaloza cinc anys abans, i al governador de La Rioja, Julio Campos, en Rinconada del Pocito. El general Juan Saá va tornar des de Xile i va organitzar una divisió amb la qual va envair la província de San Luis, derrotant el coronel José Miguel Arredondo a Pampa del Portezuelo. El seu germà, Felipe Saá, va assumir el govern puntà. A San Juan havia assumit el govern Juan de Dios Videla, i a La Rioja també van ocupar el govern els federals.
Simultàniament havia arribat des de Xile el coronel Felipe Varela al comandament d'una petita divisió i havia ocupat l'oest de La Rioja, organitzant a continuació una campanya a Catamarca, on comptava amb aliats. També van comptar amb l'aliança tàcita del govern cordobès, però aquesta no es materialitzaria. Finalment, van demanar ajuda a l'expresident Urquiza, nominalment encara cap del partit federal, però aquest es va desentendre completament de l'assumpte.

### La reacció del govern de Mitre

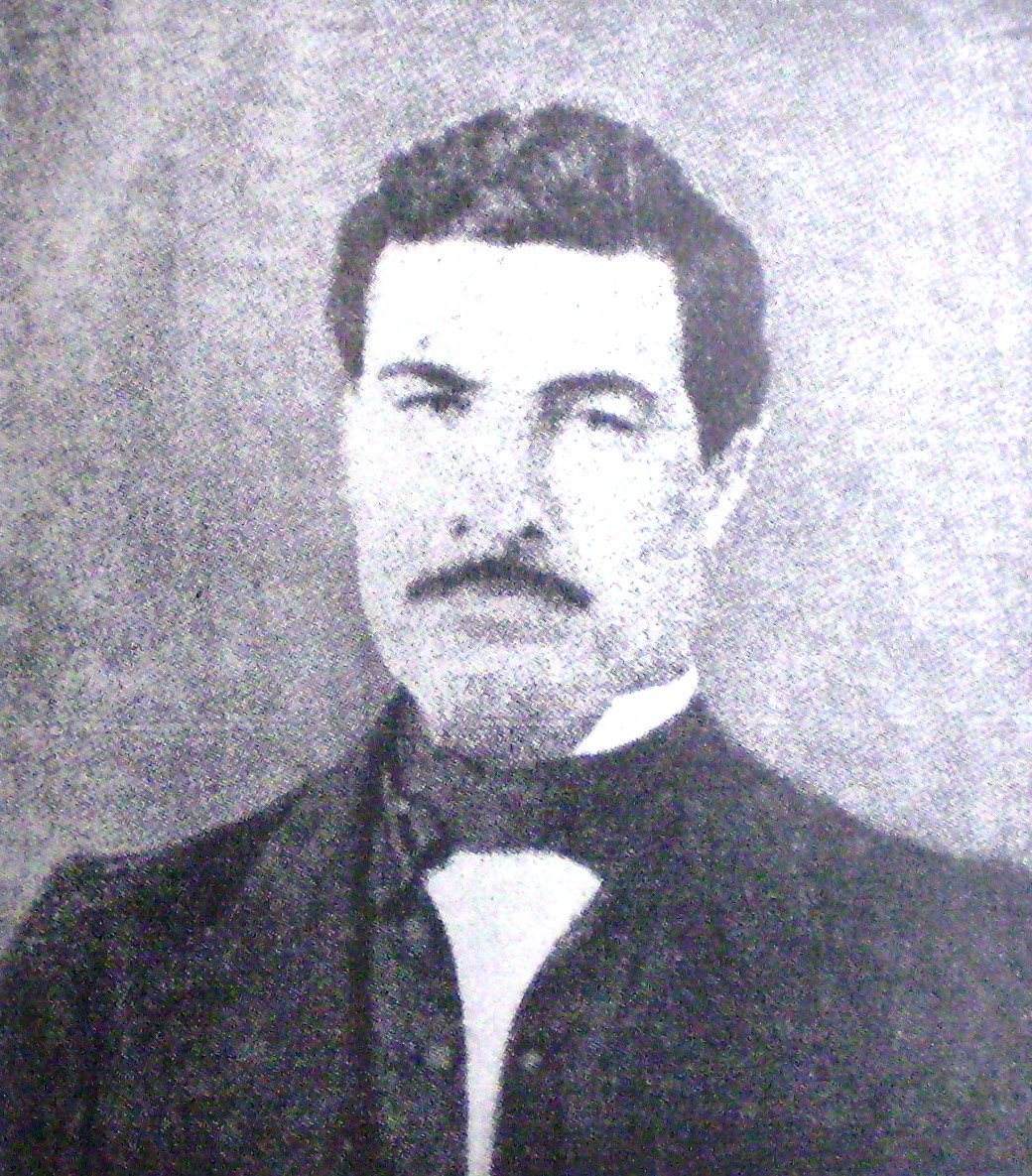
General Juan Saá

El president Mitre era al front paraguaià, però, anomenat urgentemente, es va traslladar a Rosario, portant des del front de guerra diversos regiments. Mentre ordenava al general Antonino Taboada avançar des de Santiago del Estero sobre La Rioja, va posar aquestes forces sota el comandament del general Wenceslao Paunero, qui es va dirigir a San Luis, precedit per una avantguarda al comandament del coronel Arredondo.
Sense esperar al seu cap, Arredondo es va llançar sobre les forces de Saá en la batalla de San Ignacio, l'1 d'abril, sobre el riu Quinto. Els federals van estar a punt de vèncer, però la decisiva acció de la infanteria de Luis María Campos i la superioritat de l'armament i disciplina de l'exèrcit nacional li va donar la victòria.
Els federals es van dispersar, i majoritàriament van fugir a Xile, mentre l'exèrcit nacional ocupava San Luis, Mendoza i San Juan.
Per la seva banda, Taboada va ocupar la ciutat de La Rioja. Varela va rebre la notícia quan es llançava amb un enorme exèrcit de 5000 homes sobre Catamarca. Aquest va cometre un greu error, retrocedint cap a La Rioja per no deixar enemics a la seva esquena. Però no es va assegurar la provisió d'aigua, que en aquells paratges desèrtics era vital. La manca d'aigua el va obligar a presentar batalla en inferioritat de condicions (malgrat la seva gran superioritat numèrica) a la batalla de Pozo de Vargas, el 10 d'abril. Va ser completament derrotat per Taboada.

### Últimes campanyes de Varela

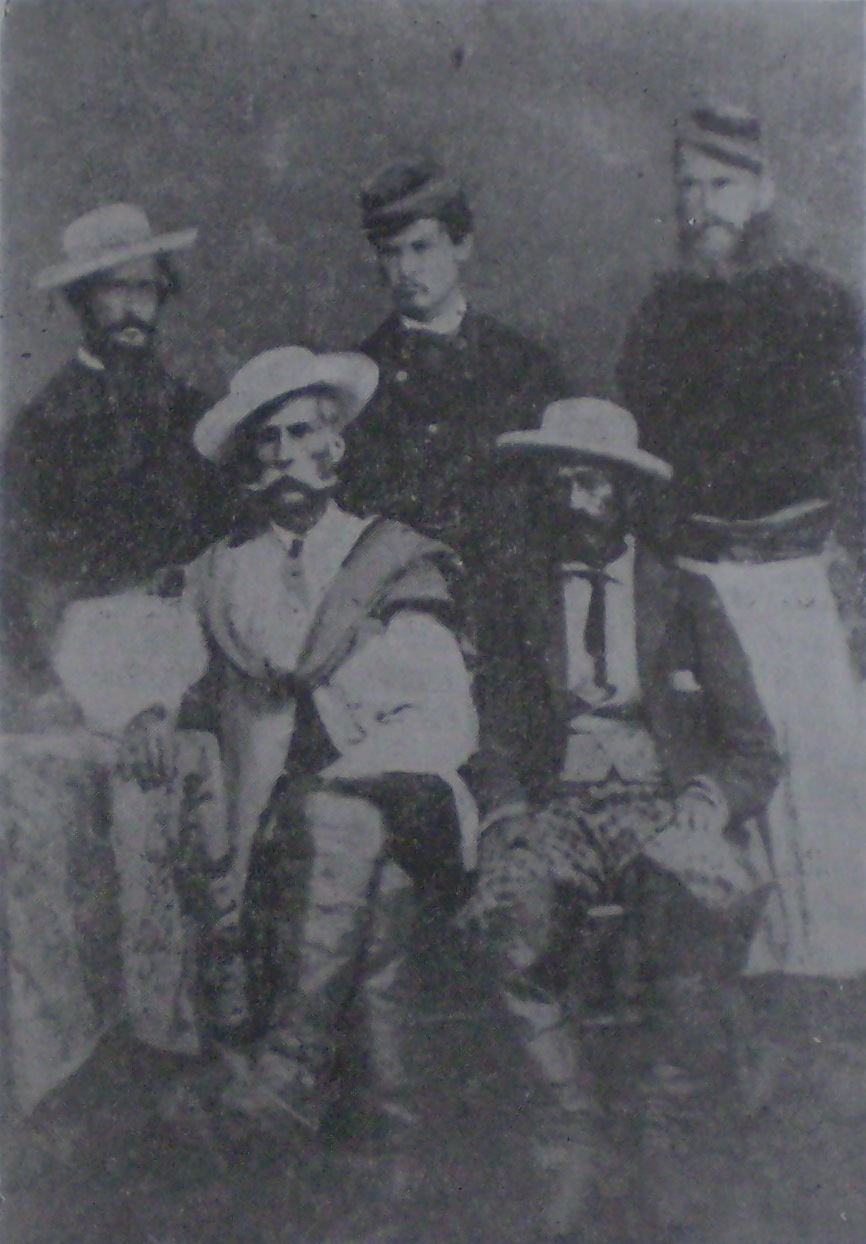
Coronel Felipe Varela i els seus oficials

Varela es va traslladar a l'oest de La Rioja, però es va negar a fugir a Xile; va resistir diversos mesos a l'interior de la província de La Rioja i va fer repetidament incursions sobre l'oest de Catamarca i de Córdoba. Després de vèncer a Arredondo i al coronel Linares, va ocupar breument la capital de la província, però va haver d'abandonar-la.
A l'abril d'aquest any, va esclatar una revolució al sud de Salta, amb revoltes de tropes a La Candelaria i Metán. Dirigits pel general Aniceto Latorre, es van traslladar fins a Chicoana, però van ser derrotats en el combat de El Bañado.
Varela es va traslladar a l'oest de Catamarca, des d'on va avançar sobre els Valls Calchaquíes. A l'octubre de 1867 va prendre per assalt la ciutat de Salta (encara que va haver de evacuar-la immediatament) i poc després San Salvador de Jujuy. Va acabar exiliat a Bolívia.
Mateo Luque, governador de la província de Córdoba, era decididament federal; però no es va unir a la revolució. El coronel Simón Luengo va voler forçar-lo, ocupant el govern en la seva absència, però Luque va permetre que l'exèrcit aixafés Luengo i els seus partidaris. De totes maneres, el president Mitre va intervenir la província, liquidant al partit federal cordobès.
El gener de 1869, Varela va iniciar un quixotesc retorn, però va ser derrotat a la Puna. Així va fracassar l'últim intent de ressuscitar al partit federal a l'interior del país.
Encara duraria dos o tres anys més la resistència dels montoners federals en Cuyo i La Rioja, entre els quals es van destacar caps montoners com els sanjuanencs Santos Guayama i Martina Chapanay. Però ja només serien aventures de bandolers rurals, sense possibilitat d'organitzar exèrcits, i que assaltaven per sorpresa, indistintament, a la policia, als hisendats o als viatjants.
El govern de Mitre havia acabat a l'octubre de 1868, deixant com un dels seus saldos la mort de més de 8000 argentins durant les rebel·lions contra el centralisme mitrista.

## Fi del federalisme en el Litoral: la revolució de López Jordán
La derrota del partit federal no havia estat completa; gràcies a la iniciativa del general Urquiza a reconèixer la caiguda de la Confederació després de la batalla de Pavón, aquest havia aconseguit mantenir-se com a governador de la província de Entre Ríos, allunyada de la influència de Buenos Aires.

### Pròleg: la caiguda dels federals a Corrientes
Breument, també hi va haver un govern federal en Corrientes; el general Càceres va fer triar governador a Evaristo López. Els liberals no van acceptar la seva derrota i el 27 de maig de 1868 el van derrocar per mitjà d'una revolució, dirigida per Wenceslao Martínez. Mentre a la capital assumia el govern Victorio Torrent, Càceres es va negar a acatar al govern sorgit d'aquesta revolució, i va aconseguir controlar la zona sud i centre de la província, i va derrotar les forces de Raimundo Reguera a la batalla d'Arroyo Garay, de l' 31 de juliol.
Però el govern nacional va enviar en ajuda dels liberals a diverses unitats de l'exèrcit en operacions a Paraguai (reconeixent a un govern sorgit d'una revolució) sota el comandament dels generals Emilio Mitre i Julio de Vedia. Càceres va ser obligat a retirar-se a Entre Ríos.

### L'assassinat d'Urquiza

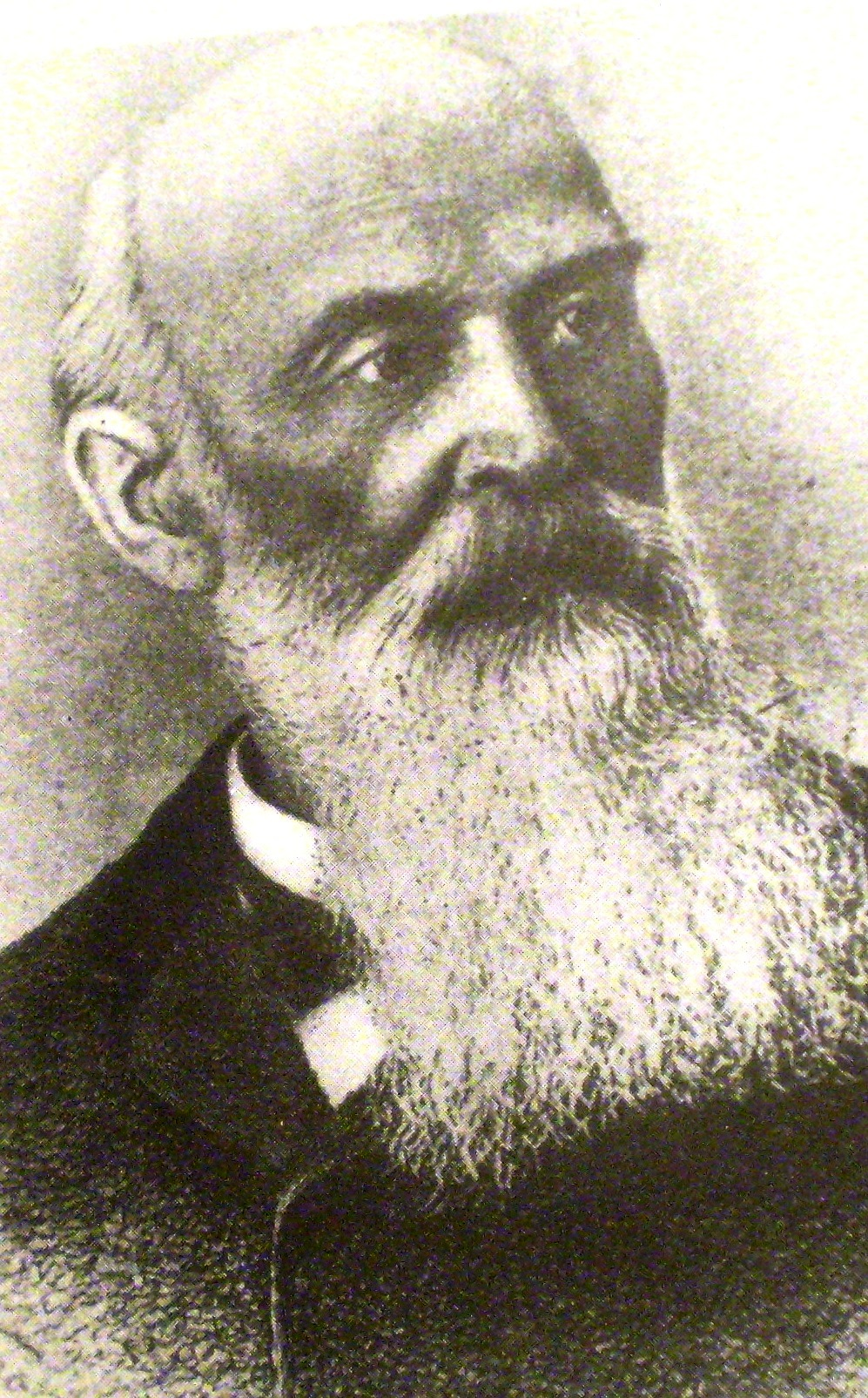
Ricardo López Jordán, l'últim cabdill federal

Alguns dirigents federals entrerrians van censurar el suport d'Urquiza al govern nacional en la guerra del Paraguai, i la seva inacció durant les rebel·lions del Chacho Peñaloza i Felipe Varela. Entre ells es destacava el general Ricardo López Jordán, fill.
L'11 d'abril de 1870, poc després del final de la guerra del Paraguai, López Jordán es va llançar a una revolució contra Urquiza. Aquesta es va iniciar amb l'atac a la residència d'Urquiza, que va acabar amb la mort de l'expresident. Tres dies més tard, López Jordán era triat governador per la Legislatura, per completar el període de govern d'Urquiza.
El president Sarmiento va enviar a Entre Ríos un exèrcit format per divisions veteranes de la Guerra del Paraguai, i el governador va prohibir l'ingrés de tropes nacionals a la província del seu comandament. Quan les tropes nacionals van desembarcar a la província, el 19 d'abril, va proclamar que Entre Ríos estava en guerra contra el govern de Sarmiento.
El president va decretar la guerra de la Nació contra la província d'Entre Ríos el 25 d'abril. No va ser sinó fins al 10 d'agost que el Congrés Nacional va autoritzar al Poder Executiu a intervenir la província per reprimir una "sedició", quan ja les accions de guerra portaven més de tres mesos.

### La guerra jordanista en 1870 i 1871
El general Emilio Mitre va desembarcar a Gualeguaychú, Ignacio Rivas va avançar cap al nord per la costa de l'Uruguai, Emilio Conesa va entrar en Paraná i Juan Andrés Gelly y Obes va entrar des de Corrientes.

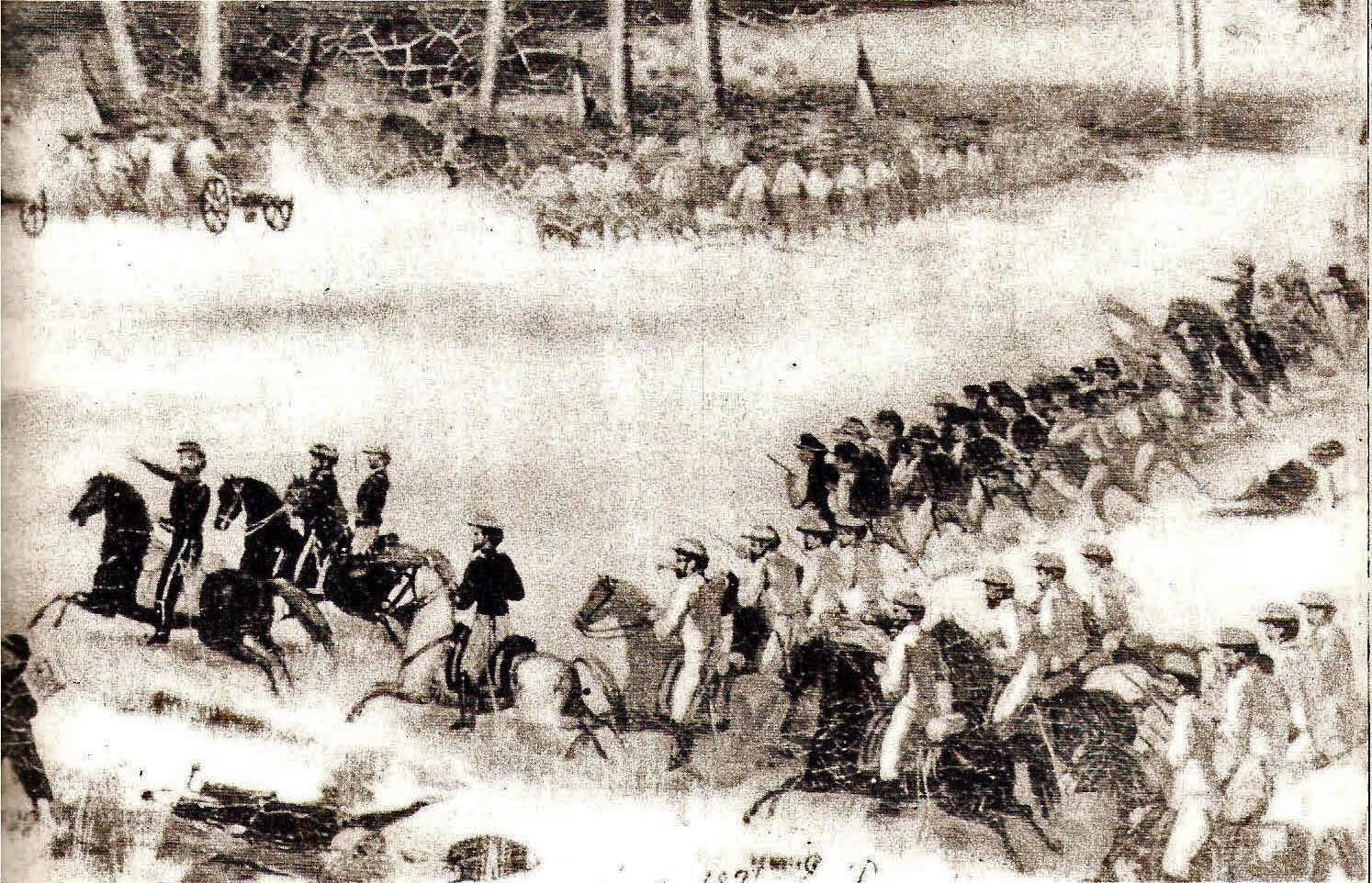
Batalla de Ñaembé

Les forces entrerrianes eren molt més nombroses que les nacionals i molt més mòbils (ja que comptaven amb més cabalgaduras) i van obtenir algunes petites victòries. Però els nacionals, molt superiors en armament i direcció, dominaven les ciutats i buscaven amb afany una batalla en gran escala que els donés la victòria definitiva.
El 20 de maig, Conesa va vèncer a López Jordán en el combat de El Sauce, evitant que el governador ocupés Paraná. Va ser la primera batalla de la història argentina en què es van usar metralladores.
El 12 de juliol, els jordanistas van atacar i van ocupar la capital entrerriana, Concepció de l'Uruguai, però van haver d'abandonar-la ràpidament. Poc després, López Jordán va abandonar les ciutats i es va retirar al camp i a les muntanyes, mentre Rivas assumia el comandament militar. Després de diversos combats amb diferents resultats, Rivas va aconseguir el 12 d'octubre la sagnant victòria de Santa Rosa, al sud de Villaguay. No obstant això, al desembre, els jordanistes van tenir una efímera victòria en la batalla de Don Cristóbal.
López Jordán va intentar obrir un nou front; va envair la província de Corrientes, recolzat pels federals d'aquesta província, però el 26 de gener de 1871 va ser completament derrotat pel governador correntí, Santiago Baibiene, a la batalla de Ñaembé.
El cabdill va tornar al nord d'Entre Ríos, però noves derrotes van obligar els jordanistes a dispersar-se per l'interior de la província. El governador va fugir a l'Uruguai i a finals de febrer va passar al Brasil.

### La segona campanya de López Jordán
El govern va organitzar eleccions sense candidats federals. El governador Emilio Duportal i el seu successor Leonidas Echagüe van fer desplaçar als federals de tots els llocs públics, fins i tot als capellans i els mestres. Entre Ríos, que s'havia salvat dels excessos que havien ocorregut després de Pavón, era profundament humiliada.
Els federals d'Entre Ríos van cridar en el seu auxili a López Jordán, que va travessar el riu Uruguai al maig de 1873. L'endemà passat, controlava tota la província, excepte Paraná, Gualeguaychú i Concepció de l'Uruguai. Va organitzar un exèrcit encara més gran, que es creu va arribar a tenir 16.000 homes, i el va dotar d'infanteria i artilleria.
Sarmiento va decretar la intervenció federal i l'estat de setge a Entre Ríos, Santa Fe i Corrientes. Va proposar una llei oferint una gran suma de diners pel cap de López Jordán, però el Congrés va rebutjar el projecte. El ministre de Guerra, coronel Martín de Gainza, va ser nomenat cap de les forces d'intervenció, organitzades en tres divisions al comandament del general Julio de Vedia i dels coronels Luis María Campos i Juan Ayala.
Novament va haver combats a tot el llarg de la província, en què els nacionals van portar la millor part. El 9 de desembre, López Jordán va ser vençut a la batalla de Don Gonzalo pels generals Gainza i Vedia. L'endemà, diversos oficials presoners van ser afusellats.
El general Francisco Caraballo, al capdavant de les últimes restes de les forces jordanistes, va ser derrotat en el pont de Nogoyá. El dia de nadal, López Jordán abandonava novament la província, cap a l'exili a l'Uruguai.

### Últim intent
Malgrat totes les derrotes, el cabdill i alguns dels seus seguidors van fer un últim intent, tornant a la seva província el 25 de novembre de 1876, però no va arribar a reunir més de 800 homes. Va ser derrotat en el combat d'Alcaracito, prop de La Paz, i va ser fet presoner. Va passar més de tres anys pres, i finalment va fugir a l'Uruguai. Mai tornaria a la seva província, i al seu retorn a Buenos Aires va ser assassinat en 1888.
Així va acabar l'última revolució federal de l'Argentina. El Partit Federal estava definitivament vençut. Alguns dels seus antics seguidors s'incorporarien al Partit Autonomista Nacional, portant al mateix una part dels seus ideals; però, amb el temps, els seus dirigents el convertirien en un partit conservador.

## Guerres civils del mitrisme a la dècada de 1870
La derrota definitiva dels federals no va significar el final de les guerres civils. L'antic partit unitari sobrevivia a través del mitrisme, i aquest encara lliuraria les seves últimes lluites per imposar la supremacia de Buenos Aires.

### Els primers anys de la dècada del 1870
El governador liberal correntí, Santiago Baibiene, prestigiat per la victòria de Ñaembé, va fer triar governador a Agustín Pedro Justo. El 5 de gener de 1872, el coronel Valerio Insaurralde va dirigir una revolució en Curuzú Cuatiá. Baibiene es va posar al comandament de les forces del govern en el sud de la província, cosa que el coronel Desiderio Sosa va aprofitar per enderrocar al governador a la capital el dia 9. Justo va aconseguir fugir a Buenos Aires, on va sol·licitar la intervenció federal, però Sarmiento es va negar a decretar-la.
Sosa es va enfrontar a Baibiene en dues petites batalles, i després es va fer perseguir durant setmanes per les forces de Baibiene, aprofitant els seus millors cavalls i queviures. Prop del poble d'Empedrado es va produir el 4 de març la batalla de Tabaco o dels Campos de Acosta, i la victòria va correspondre a les forces revolucionàries, però es va autoritzar als vençuts a deixar la província. En les eleccions que van seguir, van triomfar els autonomistes.
En 1870, el governador santiagueny Manuel Taboada va deixar el govern a Alejandro Montes, que va decidir governar sense deixar-se manar pels Taboada. De manera que Taboada va organitzar una revolució, legalitzada per la legislatura, que va enderrocar a Montes al juny de 1871. Un regiment de l'Exèrcit Argentí va intentar tornar a ficar-lo en el govern, però no va tenir suport nacional i va ser derrotat el 22 de juliol de 1871.
Manuel Taboada va morir al setembre d'aquest any, i el seu germà Antonino (cap militar del partit mitrista) i el governador Absalón Ibarra, van continuar la seva política. Els electors santiaguenys van votar per Mitre en les eleccions nacionals de 1874, però aquest va ser derrotat per Avellaneda.

### La revolució de 1874

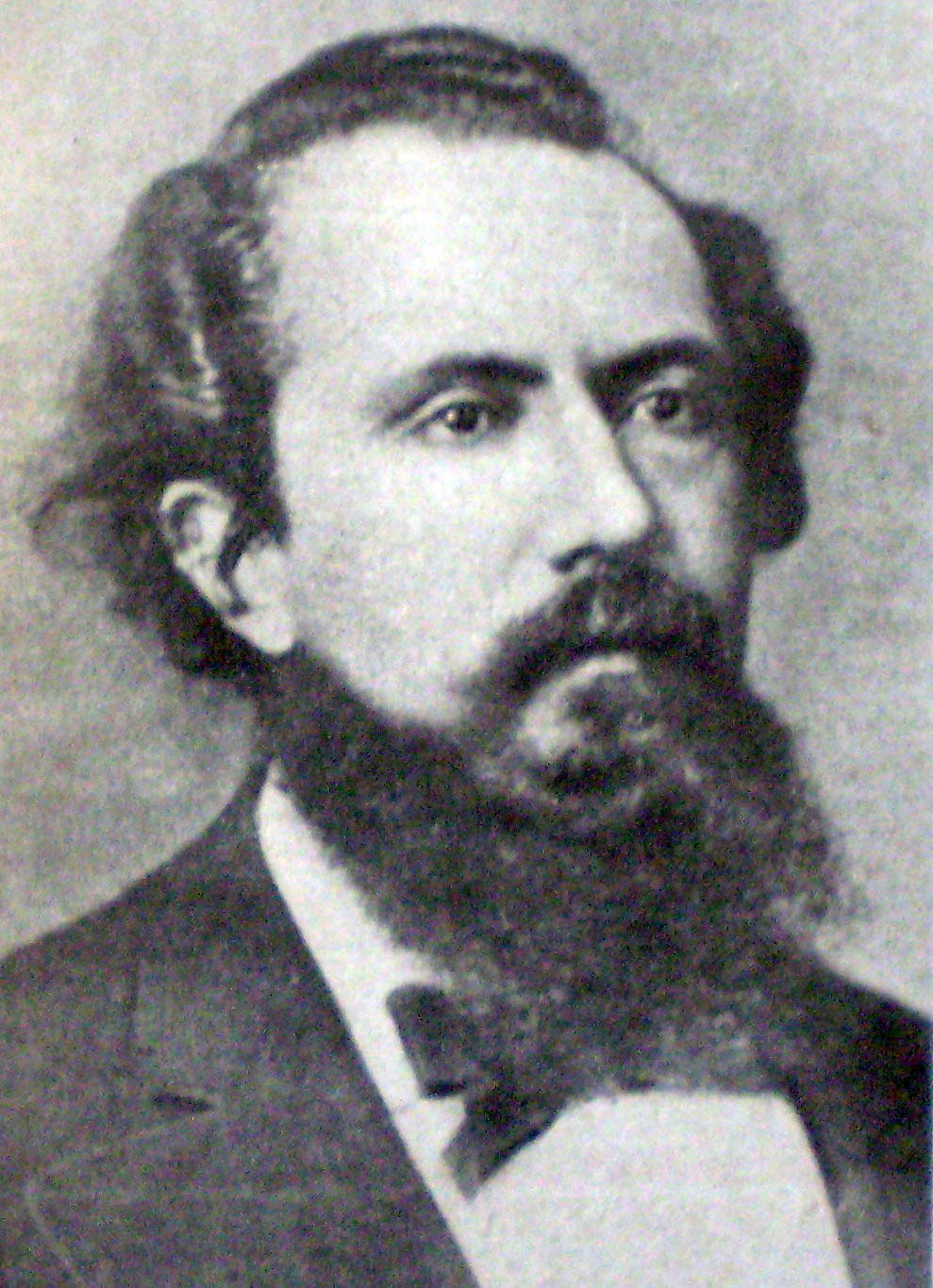
Nicolás Avellaneda

A partir de 1862 van existir dos partits liberals; un d'ells, el Partit Autonomista va portar a la presidència a Domingo Faustino Sarmiento el 1868.
En les eleccions per a diputats nacionals de 1874 a Buenos Aires va triomfar l'oposició, però la legislatura provincial va alterar els resultats (pràctica comuna en aquella època) i va donar la victòria al Partit Autonomista. Encara que van desconèixer les eleccions, els "nacionals" van esperar el resultat de les eleccions presidencials, que es van realitzar el 12 d'abril. Els opositors van guanyar només a Buenos Aires, San Juan i Santiago del Estero, i el candidat autonomista Nicolás Avellaneda va ser declarat president.
El 18 de juliol, la Cambra de Diputats va aprovar les eleccions dels diputats portenys; Mitre es va posar al capdavant de la conspiració. Com a prevenció, Sarmiento es va allunyar dels seus comandaments militars als caps més compromesos, però el comandant naval Erasmo Obligado es va negar a obeir i va iniciar la revolució el 23 de setembre al capdavant de dues canoneres. Va traslladar a Mitre a Montevideo, i després de tornada al sud de la província.
Els caps militars de la revolució (els generals Ignacio Rivas i Juan Andrés Gelly y Obes, i els coronels Julián Murga i Francisco Borges) es van traslladar al sud de la província de Buenos Aires, reunint voluntaris als pobles de la campanya, fins a sumar gairebé 5.000 homes mal armats i gairebé enterament de cavalleria. L'exèrcit nacional, comandat pels generals Martín de Gainza i Julio de Vedia, i els coronels Julio i Luis María Campos, va patir una sèrie de derrotes menors. Mitre va prendre el comandament de l'exèrcit el 26 d'octubre, mentre Obligado es veia forçat a rendir-se.
Per la seva banda, el general José Miguel Arredondo, després de revoltar la frontera sud de la província de Córdoba, va avançar fins a ocupar la capital provincial, on es va aprovisionar i va augmentar la seva força. D'allí va tornar cap al sud, buscant unir-se amb Mitre.

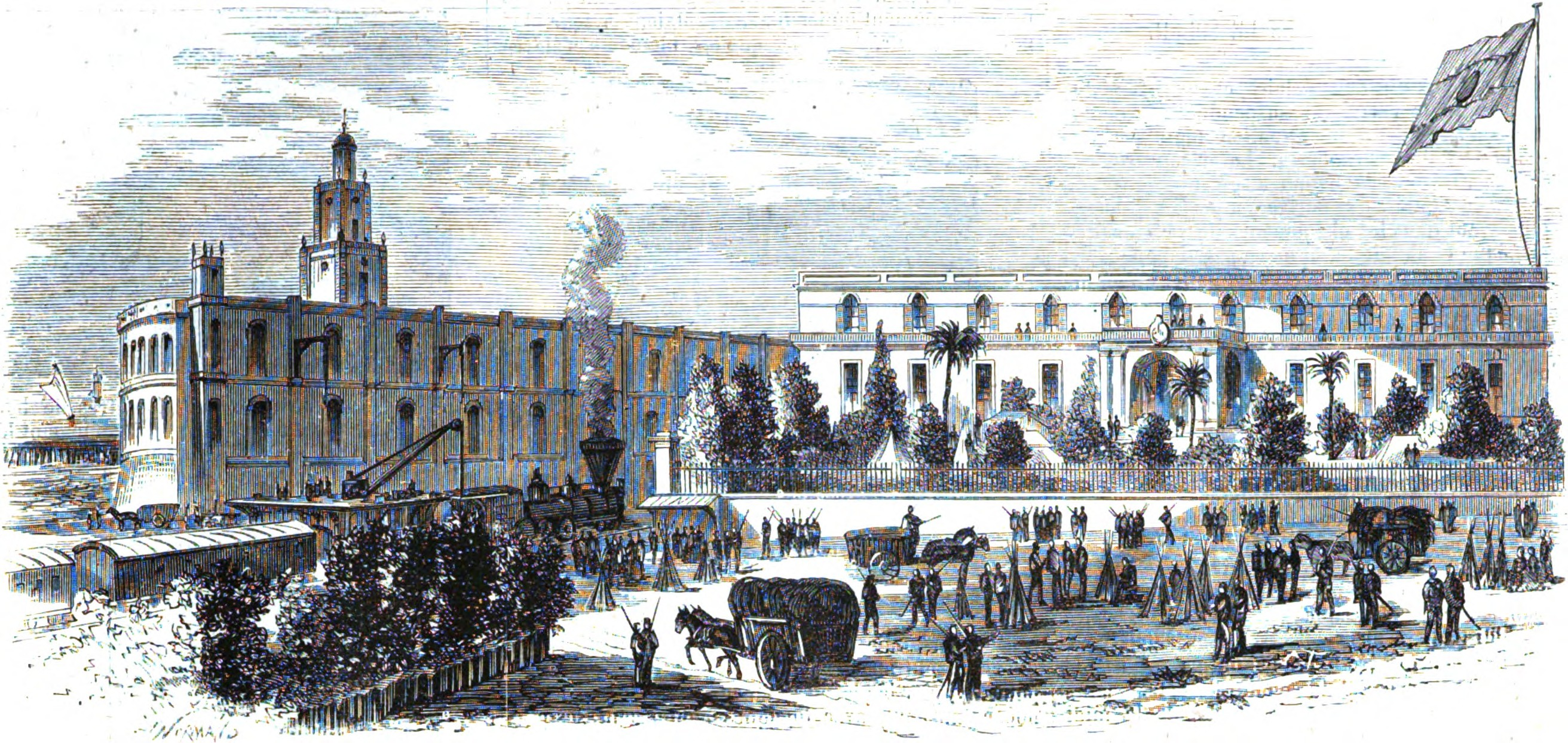
Ocupació de la Casa de Govern per les tropes, Buenos Aires (L'Illustration, Vol. LXIV, nº 1.660, 19/12/1874)

El coronel Julio Argentino Roca es va interposar entre els dos exèrcits rebels, de manera que Arredondo es va traslladar a Mendoza, derrotant a les milícies provincials en la primera batalla de Santa Rosa, el 29 d'octubre. Va obligar a renunciar als governadors de Mendoza i San Juan i els va reemplaçar per mitristes.
A Buenos Aires, Mitre va dirigir el seu exèrcit cap al nord, amb la idea d'unir-se a l'exèrcit d'Arredondo. En el seu camí es va creuar amb la petita força del tinent coronel José Inocencio Arias; el 26 de novembre va atacar frontalment amb la seva cavalleria a una infanteria excel·lentment armada, parapetada i comandada a la batalla de la Verde. Va ser derrotat i es va rendir el 3 de desembre a Junín.
Arredondo va fortificar el seu exèrcit en el mateix lloc de la seva victòria, Santa Rosa, on va esperar a Roca. Però aquest va envoltar les posicions del seu enemic i el va derrotar en la segona batalla de Santa Rosa, el 7 de desembre.
Mitre, Arredondo i els seus oficials van ser arrestats, sotmesos a consell de guerra i donats de baixa de l'exèrcit, i Avellaneda va ser reconegut com a president.

### 1874 a Corrientes i Jujuy
En esclatar la revolució mitrista, hi va haver una breu reacció liberal a Caá Catí, fàcilment vençuda. Però el coronel Plácido Martínez es va revoltar en Goya, aconseguint que la milícia local s'unís a ell. Des del Chaco van creuar forces nacionals al comandament del coronel Manuel Obligado, que va perseguir per tota la província a Martínez. Aquest va avançar fins a l'extrem nord de la província, per després baixar per la costa del riu Uruguai fins als entorns de Montes Caseros, on va rebre la notícia de la derrota i rendició de Mitre. De manera que va travessar el riu Uruguai cap a l'exili.
Sense aparent relació amb les revolucions liberals, va esclatar a la puna jujenya una insurrecció d'indígenes, disconformes amb la privatització de les seves terres comunals. Van centrar la seva rebel·lió al poble de Cochinoca i van rebutjar els atacs del governador José María Álvarez Prado. Però aquest es va refer i va atacar Cochinoca el gener de 1875, massacrant als indígenes a la batalla de Quera. La zona va quedar controlada pel govern, i la privatització projectada es va dur endavant, encara que no del tot.

### Fracassos i persistència del mitrisme
Antonino Taboada s'havia compromès a donar suport a la revolució mitrista, però es va retractar més tard. Va ser per això que el general José Miguel Arredondo, després d'ocupar Córdoba, va haver de retrocedir cap a la província de Mendoza, on seria derrotat. Però Avellaneda no estava disposat a deixar que la seva autoritat al nord del país depengués de la voluntat de Taboada, i va pressionar a Absalón Ibarra, que va renunciar al desembre d'aquest mateix any.
A finals de març de 1875, l'arribada de dos batallons nacionals de línia va precipitar la revolució dels líders opositors, acompanyats per gran part de la població. El procés va ser molt violent, incloent assassinats, empresonaments i saqueigs. Antonino Taboada es va exiliar a la província de Salta, mentre els seus últims seguidors van acabar de ser vençuts per les tropes nacionals al juny.
Per aquesta mateixa data s'establia l'aliança entre autonomistes i mitristes a Buenos Aires, però els liberals d'altres províncies es van queixar que aquesta no s'estenia a les altres províncies. En algunes d'elles es van iniciar algunes conspiracions.
El cas més greu va ser el de Santa Fe, on l'exgovernador Patricio Cullen, recolzat pel també exgovernador i líder liberal Nicasio Oroño, es va llançar a la revolució, seguit gairebé exclusivament per colons estrangers del nord de la província i mercenaris de les colònies suïsses d'Helvècia i Esperança. Un grup es va introduir a la capital, però va fracassar en ocupar la casa de govern. El 20 de març de 1877, Cullen va ser derrotat i mort en el combat de Los Cachos, prop de Cayastá.
A l'any següent, a l'iniciar-se el segon mandat del governador autonomista Simón de Iriondo, hi va haver diverses rebel·lions liberals a la província. Amb el pas del temps, el liberalisme santafesí va acabar per acceptar la seva derrota.
Quan es van celebrar les eleccions correntines del 16 de novembre de 1877, els liberals es van negar a participar i organitzar les seves pròpies taules de votació el mateix dia, en què lògicament van obtenir el triomf. D'aquesta manera, van ser triats dues legislatures i dos governadors; un de liberal, Felipe Cabral, i un altre autonomista, Manuel Derqui. El govern va lliurar el comandament a Derqui, mentre Cabral demanava la intervenció federal a la província.
Els liberals, dirigits per Juan Esteban Martínez, es van llançar a la revolució. El 19 de febrer de 1878, en el combat d'Ifrán, el coronel liberal Raimundo Reguera va derrotar a l'autonomista Valerio Insaurralde, i poc després va obtenir una segona victòria a Yatay. Els liberals van controlar el sud-oest de la província i van instal·lar un govern provisional. El president va enviar un interventor federal, José Inocencio Arias. Aquest estava en secret acord amb els liberals de Corrientes i els va lliurar armes, amb les que els liberals van ocupar la capital el 30 de juliol. Després d'alguns combats menors, Derqui va abandonar la província.
La província de Corrientes seria l'única que acompanyaria a Buenos Aires en el vot per l'oposició al candidat oficial·lista a 1880.

## Revolució portenya de 1880
El 1880, la «qüestió capital» (la seu del govern federal) seguia en la mateixa forma provisional en què havia quedat després de Pavón; el govern nacional era «hoste» de la província de Buenos Aires, a la ciutat de Buenos Aires, sobre la qual no tenia cap autoritat.
Després de la revolució del 74, i després d'uns anys de proscripció dels derrotats, aquests van ser indultats i es van unir a la «conciliació de partits» que en 1876 va portar al govern de Buenos Aires a Carlos Teixidor, un autonomista prestigiós entre els partidaris de Mitre.
Mort Alsina a finals de 1877, el millor candidat de l'autonomisme era el ministre de guerra, el general Roca, que havia dut a terme la Conquesta del Desert, gran èxit de la gestió Avellaneda. Els líders portenys, molts dels quals consideraven una ofensa ser governats per provincians, van presentar com a candidat al governador Tejedor. Per la seva banda, Avellaneda va decidir acabar el seu mandat amb un gran èxit; una llei que declarés capital de la nació a la ciutat de Buenos Aires, el que havia estat establert en la Constitució, però que mai havia estat complert.

### L'última guerra civil

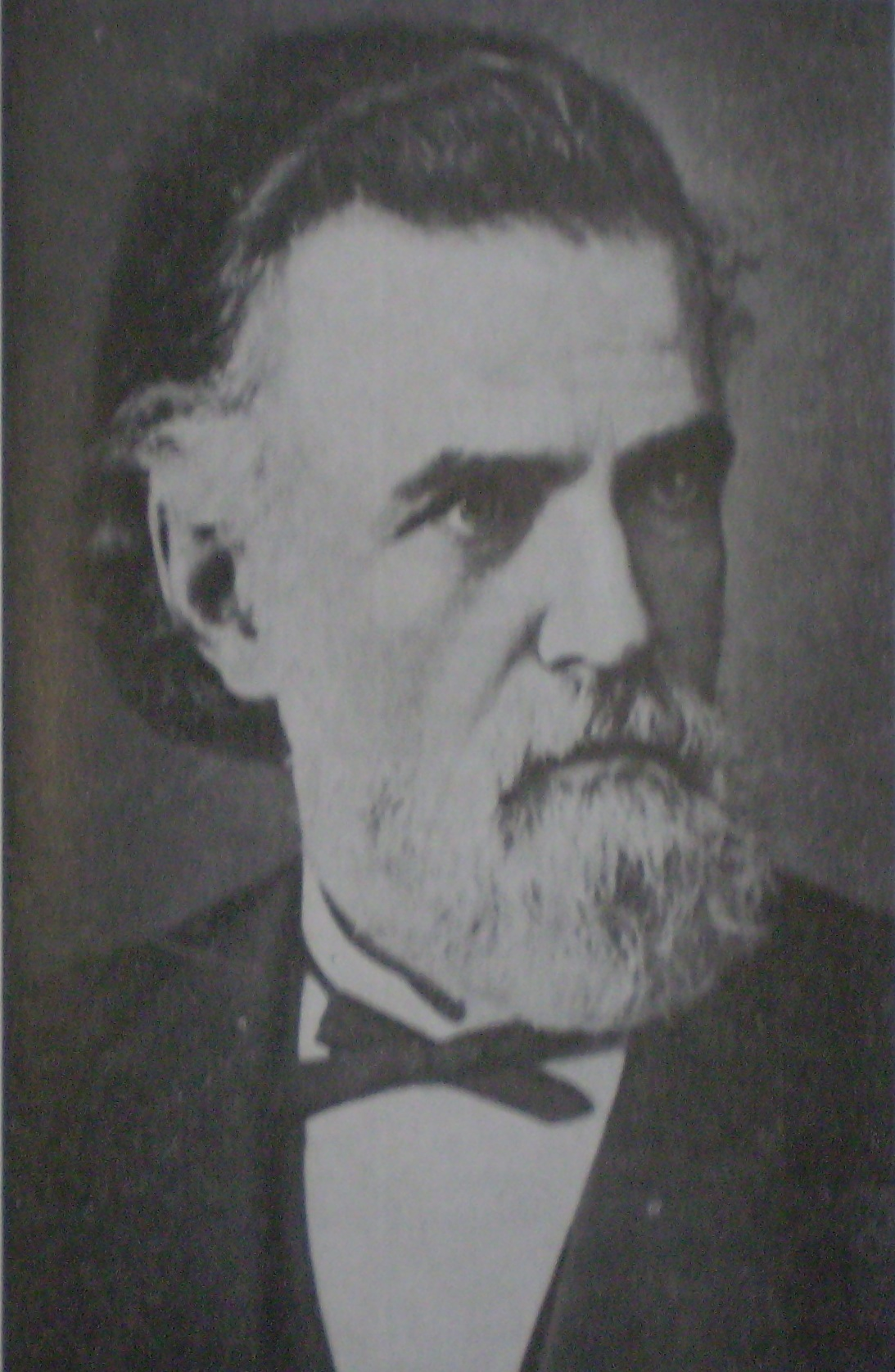
El gobernador Carlos Tejedor

En resposta, Tejedor va ordenar mobilitzacions militars i la formació de milícies per ensinistrar als ciutadans en el maneig de les armes, desconeixent una llei d'octubre del 79 que prohibia a les províncies la mobilització de milícies sense exprés permís presidencial. El govern porteny va comprar un gran carregament d'armes per les seves milícies, i, quan un oficial de l'Exèrcit va intentar requisar el vaixell que les transportava, les forces del coronel José Inocencio Arias van impedir l'acció dels nacionals.

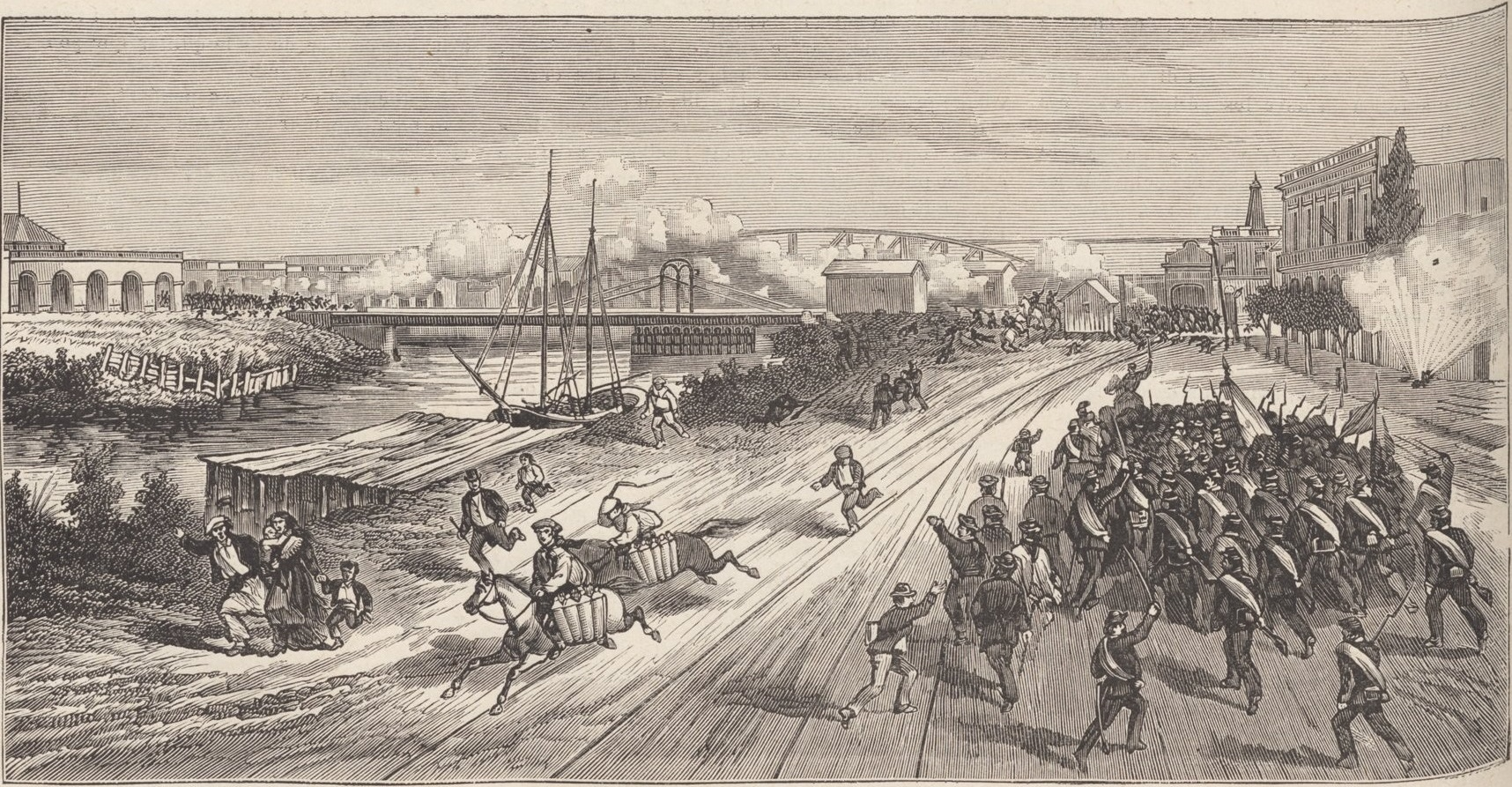
Combat de 20 de juny de 1880: Defensa del pont de Barracas per la Guàrdia Nacional de Buenos Aires (Clérice, Le Monde Illustré, nº 1.230, 24/10/1880)

Davant l'actitud bel·ligerant del govern porteny, el 4 de juny de 1880, Avellaneda va decretar el trasllat de totes les autoritats federals al veí poble de Belgrano (llavors fora de la jurisdicció portenya) declarant seu transitòria del govern. Cap allà es van traslladar el Senat, la Cort i part de la Cambra de Diputats.
Simultàniament, el president va ordenar l'avanç de diverses divisions de l'exèrcit nacional cap a la ciutat, al que el govern porteny va respondre reunint totes les milícies de la província a Buenos Aires. Un intent d'aturar aquesta concentració de forces va fracassar el 17 de juny, a la batalla d'Olivera; tot i que les forces portenyes que van entrar en combat van ser derrotades, la major part de les mateixes van aconseguir entrar a la ciutat.
Les forces nacionals van iniciar l'atac sobre la ciutat el dia 20 de juny. A les sagnants batalles de Puente Alsina, Barracas i Los Corrales Viejos, les tropes portenyes van aconseguir detenir l'avanç nacional, però van patir un enorme desgast en homes, diners i armament. La victòria estratègica va quedar del costat del govern nacional. Tejedor va ordenar a Mitre iniciar tractes de pau, i el 30 de juny va presentar la seva renúncia. La milícia provincial va ser immediatament desarmada. El Congrés va dissoldre la legislatura portenya, i dies més tard va intervenir el govern provincial.

### Corrientes, l'últim camp de batalla

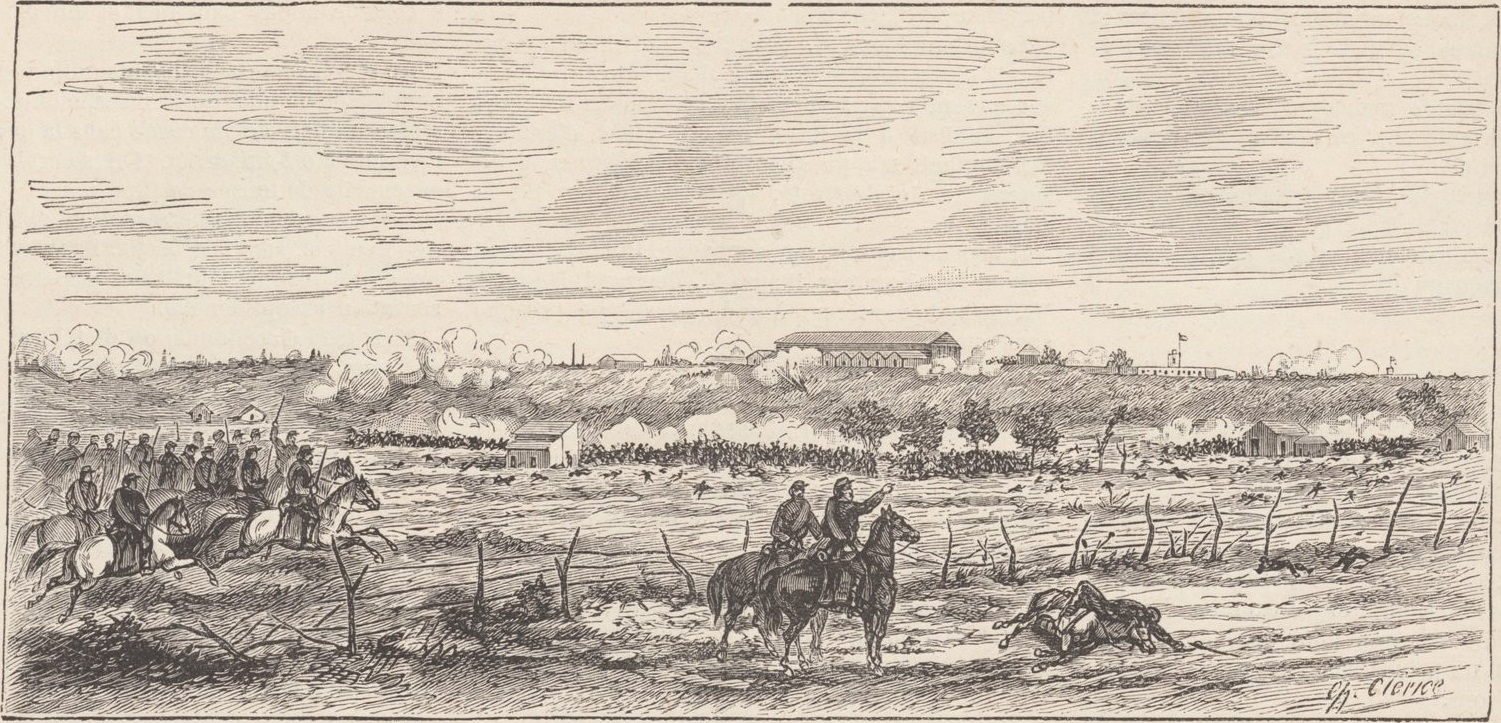
Batalla del 21 de juny; atac per les tropes nacionals, al voltant de Corrales (Mataderos), defensat per la Guàrdia Nacional de Buenos Aires (Clérice, Le Monde Illustré, nº 1.230, 24/10/1880)

L'única província en què governava el partit liberal mitrista era la província de Corrientes, on conservava el govern des de la revolució de 1878. El 9 de juny, quan la situació portenya estava a punt d'esclatar, els delegats correntins van signar una aliança formal amb el govern porteny; oferien la col·laboració d'un exèrcit provincial de 10.000 homes, que en la pràctica hagués estat impossible reunir. Per la seva banda, el govern porteny es comprometia a aportar 1000 fusells amb cent mil «trets», quatre canons Krupp i un milió de pesos.
Uns dies després, forces correntines van envair la província d'Entre Rios, atacant algunes guarnicions menors. En resposta, el 3 de juliol, Avellaneda va decretar la intervenció federal; el doctor Goyena va ser enviat a Corrientes, on va arribar el 16 de juliol. Des de Goya, va enviar al coronel Rufino Ortega sobre la capital (que va ser ocupada el dia 24) i va ordenar al general Juan Ayala atacar Curuzú Cuatiá des de Concòrdia.
El governador Felipe Cabral va abandonar la ciutat al capdavant d'algunes tropes, però dies més tard es va exiliar en el Paraguai. El vicegovernador Juan Esteban Martínez es va retirar llavors cap al nord-est, vorejant els Esteros de l'Iberá. Les forces del coronel Reguera es van dispersar, i en part es van incorporar a les de Martínez, que en la seva marxa va ser aconseguit dues vegades; la primera al paratge de Tacuara Carendí, el 31 de juliol, i la segona a Ituzaingó, el 3 d'agost de 1880, sent derrotat en els dos combats pel coronel Rufino Ortega.
Aquesta última va ser l'última batalla de les guerres civils argentines. Corrientes va quedar pacificada i, per primera vegada en 66 anys, la pau va quedar establerta definitivament a tot el país. No obstant això, seria Corrientes l'única província en què les revolucions de la dècada del 1890 i altres dues de la dècada del 1930 es durien a terme amb operacions territorials i trasllats de tropes. Però no es van tractar, en sentit estricte, de guerres civils, ni els conflictes polítics tindrien molt en comú amb els que es van decidir en els camps de batalla de les guerres civils ocorregudes entre 1814 i 1880.

### Federalització de Buenos Aires
El 24 d'agost, Avellaneda va presentar un projecte de llei, aprovada pel Congrés el 21 de setembre, pel qual es declarava a Buenos Aires capital de la República i la posava sota control directe federal.
Faltava la seva ratificació per la legislatura portenya. Per això es van ordenar noves eleccions provincials, de les quals va sorgir triomfant el Partit Autonomista Nacional. Després de l'històric debat entre José Hernández, que defensava la federalització de la ciutat, i Leandro N. Alem, que s'oposava a la mateixa (no tant per la seva posició portenya, sinó pels seus efectes negatius sobre la resta del país) la mateixa va ser aprovada per la província de Buenos Aires al novembre.
Poc abans havia assumit el govern nacional el general Roca, que al desembre va acabar el procés de formació de la Capital Federal, governada directament pel govern nacional. Les seves funcions legislatives comunals van passar a dependre d'un Concejo Deliberante (Consell Deliberant) però el Poder Executiu va dependre del govern nacional fins a 1995. El govern de Buenos Aires va passar a la ciutat de La Plata, fundada a aquest efecte.
Finalment, el sistema federal quedava establert en la legislació, tot i que amb serioses limitacions pràctiques. L'últim conflicte plantejat a través de les guerres civils argentines estava resolt.